# Liste griechischer Sagen
Dies ist eine Liste der wichtigsten Sagen und Mythen der griechischen Mythologie.

## Vorolympische Göttersagen

### Schöpfungsmythen
Die am weitesten verbreitete Schöpfungsgeschichte ist Hesiods Theogonie, in der der Versuch unternommen wurde, aus verschiedenen Mythen eine umfassende Genealogie der Götter zu erstellen.
Ein anderer Entstehungsmythos, der eine gewisse Verbreitung gefunden hat, ist die Schöpfungsgeschichte der Orphiker, die Orphische Theogonie.

### Kronos
Laut Hesiod haben Gaia und Uranos die Titanen, die einäugigen Zyklopen und die hundertarmigen Hekatoncheiren als gemeinsame Kinder. Dem Vater sind seine Kinder verhasst, darum hält er sie in Tartaros (in der Höhlung der Erde) gefangen. Gaia sinnt auf eine List, sie bringt das unzerbrechliche graue Adamant hervor und macht daraus eine gezähnte Sichel. Dann fordert sie ihre Kinder auf, sich gegen den Vater aufzulehnen. Der Titan Kronos folgt ihr als einziger und schneidet ihm mit der Sichel das Geschlechtsteil ab und wirft es ins Meer. Das aus der Wunde des Uranos fließende Blut befruchtet Gaia und sie gebiert die Giganten, die Erinnyen und die melischen Nymphen, aus dem Schaum, der im Meer dort entsteht, wo das Geschlechtsteil landet, entsteigt die Göttin Aphrodite.

So kann Kronos seine Geschwister befreien und wird der Herr der Welt.

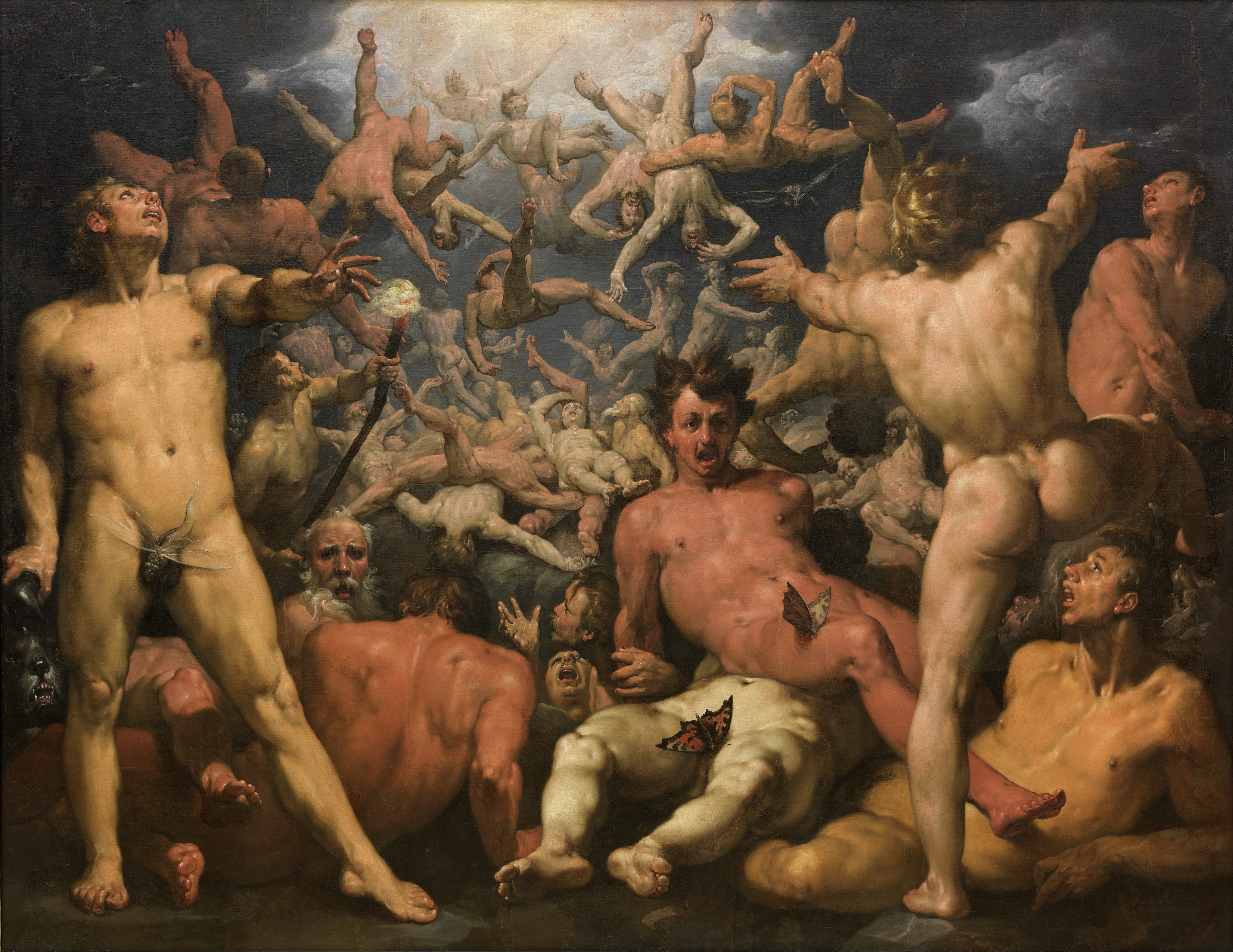
Cornelis van Haarlem: „Fall der Titanen“

### Titanomachie
Um zu verhindern, dass er seinerseits, wie geweissagt, von einem seiner Söhne gestürzt wird, verschlingt der Titan Kronos alle Kinder, die ihm seine Frau Rhea gebiert. Nur Zeus kann Rhea vor ihrem Gatten verbergen, indem sie ihm einen in blutige Windeln gebundenen Stein anstelle des Sohnes übergibt. Zeus wächst in einer Höhle des Berges Dikti oder des Ida auf, wo er von den Nymphen Adrasteia und Ide aufgezogen, von der Ziege Amaltheia versorgt und von den Kureten beschützt wird. Der herangewachsene Zeus fordert dann tatsächlich seinen Vater heraus und siegt. Der Kampf des Titanensohnes Zeus gegen seinen Vater Kronos wird als Titanomachie (Titanenkampf) bezeichnet. Zeus wird von den Kyklopen, von denen er auch Blitz und Donner erhalten hatte, den Hekatoncheiren, Styx und seiner Mutter Rhea unterstützt. Kronos wird von einigen anderen Titanen, namentlich Iapetos und Koios, unterstützt, die dafür nach dem Sturz des Kronos von Zeus mit Kronos in den Tartaros verbannt werden. Da sich Okeanos, Tethys und Themis am Kampf gegen Zeus nicht beteiligen, lässt ihnen Zeus die Herrschaft über ihre angestammten Reiche.

## Die Sagen der Griechischen Mythologie
Nachfolgend wird ein Überblick über die Sagen der Olympischen Gottheiten, ab dem Beginn der Herrschaft von Zeus gegeben.

### Die Geburt von Apollon und Artemis
Leto wird die Geliebte von Zeus und erwartet Nachwuchs von ihm. Hera jedoch ist eifersüchtig, da laut Gaia Letos Kinder mit Zeus mächtiger werden, als Heras eigene, und sendet zunächst die Python, um Leto zu verschlingen. Daraufhin bindet Hera die Erde durch einen Eid, der schwangeren Leto keine Stätte zum Gebären zu gestatten, welche je von der Sonne beschienen wurde. Poseidon lässt die schwimmende Insel Delos aus dem Wasser auftauchen, wohin Hermes Leto auf Befehl von Zeus bringt. Da Hera ihre Tochter Eileithyia, die Göttin der Geburt, zwingt, Leto nicht beizustehen, kann Leto ihre Kinder erst nach 9 Tagen in den Wehen und nach dem Eingreifen der anderen Götter zur Welt bringen. So kommt zunächst Artemis auf die Welt, die Ihrer Mutter hilft, Apollon auf die Welt zu bringen. Kurz nach der Geburt von Apollon und Artemis entdeckt Hera Leto auf Delos, worauf hin diese nach Lykien flüchtet, wo ihr die lykische Bauern das Trinken aus einem See verweigern und daraufhin in Frösche verwandelt werden.

### Apollon
- Apollon und Python: Der 4 Tage alte Apollon tötet mit 1000 Pfeilen die riesige Python aus Rache für die Verfolgung seiner Mutter bei Delphi, erlangt dadurch ihre seherischen Fähigkeiten und etabliert das Orakel von Delphi. Zum Gedenken an seinen Sieg führt Apollon außerdem die Pythischen Spiele ein.
- Apollons Wettstreit mit Pan: Der Sohn des Hermes, Pan, fordert Apollon zum musikalischen Wettstreit heraus. Der Richter Tmolos erklärte Apollon zum Sieger, da das Instrument Apollos, bei Ovid eine Lyra, über der Panflöte stehe. König Midas, der das Spiel des Pan zufällig hörte, ist mit dem Urteil nicht einverstanden. Apollon, darüber gekränkt, straft Midas mit Eselsohren.
- Apollons Wettstreit mit Marsyas: Athene erfindet die Doppelflöte (Aulos), welche sie jedoch wegwirft, nachdem sie an ihrem Spiegelbild im Wasser bemerkt, wie entstellt ihr Gesicht beim Spielen aussieht. Der Satyr Marsyas findet das Instrument, erlernt das Spiel darauf und ist so von sich überzeugt, dass er Apollon herausfordert. Die Musen, welchen das Schiedsamt zufiel, rufen Apollo mit seinem Gesang und Kitharspiel zum Sieger aus. Apollon hängt Marsyas zur Strafe an einer Fichte (dem heiligen Baum der Kybele) auf und zieht ihm bei lebendigem Leib die Haut ab.

### Der Raub der Persephone
- Vorgeschichte: Hades, der Gott der Unterwelt und Bruder des Zeus, verliebt sich in Kore auch Persephone genannt, die Tochter der Demeter. Er bittet daher Zeus um Kore als Frau. Wissend, dass Kore nicht freiwillig in die sonnenlose Unterwelt gehen würde, stimmt Zeus weder zu noch lehnt er ab. Hades interpretiert dies als Zustimmung.
- Raub: Als Hades Persephone auf einer Wiese auf Sizilien erblickt, spaltet er die Erde, packt Persephone und rauscht auf seinem Wagen mit ihr davon. Persephones Gespielen Kyane, die bei ihr ist, will den Raub verhindern, scheitert aber und zerfließt wortwörtlich in ihren Tränen und wird zu einer Quelle, an der noch heute der Fluss mit ihrem Namen entspringt.
- Demeter in Eleusis: Erschöpft und durstig irrt Demeter auf der Suche nach Kore umher. Schließlich kommt sie zum Haus der Misme, die sie freundlich empfängt und ihr Kykeon zu trinken gab. Da sie den Kykeon in einem Zug austrinkt, verspottet Mismes Sohn Askalabos die Göttin, woraufhin sie ihn in eine Sterneidechse verwandelte. Schließlich kommt Demeter zum König Keleos von Eleusis, der die Götting gemeinsam mit seiner Frau Metaneira aufnimmt, ohne sich als Göttin zu offenbaren. Demeter übernimmt die Pflege des Demophon, des Sohnes von Keleos und Metaneira (in anderen Versionen des Triptolemos). Sie salbt den Knaben mit Ambrosia und hält ihn nachts ins Feuer, um so das Sterbliche aus ihm wegzubrennen und ihn unsterblich zu machen, wobei sie von Metaneira entdeckt wird, die ein großes Geschrei erhebt, da sie meinte, eine verrückte alte Amme wolle ihren Sohn verbrennen. Erzürnt reißt die Göttin den Knaben aus dem Feuer, wodurch dieser dem Tod verfallen bleibt, zeigt sich in ihrer wahren Gestalt und verlangte, dass man ihr in Eleusis einen Tempel errichte, was auch geschieht. Keleos (bzw. Triptolemos), von Demeter in die Kunst des Ackerbaus unterwiesen, wird schließlich zum ersten Hohepriester der Mysterien von Eleusis.
- Kores Rückkehr: Schließlich erfährt Demeter von Helios und Hekate, die Kores Hilferufe als einzige gehört haben, was passiert ist, Hades möchte Kore jedoch nicht zurückgeben. Demeter lässt ihrer Verzweiflung freien Lauf: Sie befiehlt den Pflanzen, nicht mehr zu sprießen, so dass die Gefahr besteht, dass alle Menschen an Hunger sterben, woraufhin Zeus eingreift und Hades befiehlt, Persephone freizugeben. Bevor dieser dem Befehl nachkommt, zwingt er Persephone einige Granatapfelkerne als Speise auf. Da niemand, der von der Speise der Toten gekostet hat, auf Dauer in der Oberwelt bleiben kann, muss Persephone nun trotzdem vier Monate in der Unterwelt mit Hades leben, die restlichen acht Monate darf sie auf der Erde bei ihrer Mutter verbringen. Demeter willigt auf diesen Kompromiss ein, die Fruchtbarkeit der Erde wiederherzustellen, woraufhin sie bei Eleusis das erste Korn sprießen lässt und die Eleusinischen Mysterien stiftet. Die vier Monate in der Unterwelt stellen die unfruchtbare Zeit auf der Erde dar, Demeter ist traurig, und daher blüht keine Pflanze, aber wenn ihre Tochter bei ihr ist, blüht und gedeiht alles.

### Hephaistos
- Geburt und Jugend: Hephaistos wird, klein, hässlich und lahm als Kind von Zeus und Hera auf dem Olymp geboren, wegen seiner Missbildungen jedoch von Hera vom Olymp geworfen. Er fällt bei Lemnos in den Okeanos, wo ihn die Meernymphen Thetis und Eurynome retten, aufziehen und in der Schmiedekunst unterrichten. Als Erwachsener schickt er Hera einen goldenen Thron, der sie unbefreibar fesselt, als sie sich draufsetzt. Da Hephaistos nicht auf den Olymp zurückkommen will, berauscht Dionysos Hephaistos mit Wein, bindet ihn auf einen Esel und transportiert ihn auf den Olymp zurück. Zur Versöhnung wird Hephaistos von Zeus Aphrodite zur Frau gegeben.
- Ares und Aphrodite: Aphrodite ist ihrem Mann Hephaistos untreu und betrügt ihn mit Ares jeden Tag, wenn Hephaistos in seiner Schmiede arbeitet (aus der Affäre entstehen Eros, Harmonia, Phobos, Deimos und Anteros). Der allsehende Sonnengott Helios ist eifersüchtig auf Ares, da er Aphrodite selbst begehrt und erzählt Hephaistos von der Affäre. Hephaistos ersinnt daraufhin eine List und fertigt ein unzerstörbares Netz an, das er über seinem Ehebett aufhängt. Als Ares wieder zu Aphrodite ins Bett steigt, fällt das Netz herunter und hält die beiden Götter gefangen. Hephaistos holt die anderen Olympier in sein Schlafgemach, die jedoch bei dem Anblick, anders als beabsichtigt, nicht entrüstet sind, sondern auf Kosten Hephaist in schallendes Gelächter ausbrechen („Homerische Gelächter“). Nach ihrer Freilassung endet die Liebschaft. Ares geht nach Thrakien, Aphrodite nach Zypern.

### Athena
- Geburt: Die Okeanide Metis wird von Zeus schwanger, der diese aus Angst vor Nachkommen, die ihn stürzen könnten, verschlingt und so die Weisheit Metis’ in sich aufnimmt. Von Kopfschmerzen geplagt, bittet Zeus Hephaistos, ihm den Schädel zu spalten, wodurch Athena in voller Rüstung zur Welt kommt. Hephaistos möchte sich mit Athene vereinigen, welche jedoch flieht. Sein Samen fällt dabei auf den Schenkel der Göttin, die ihn mit einem danach auf die Erde geworfenen Wollfetzen wegwischt, aus welchem Erechtheus entsteht.
- Athene und Pallas: Pallas und Athene, werden gemeinsam von Pallas' Vater Triton aufgezogen. Im spielerischen Kampf mit Schwert und Schild der beiden bekommt Zeus Angst um seine Tochter Athene und hält die Aigis vor Pallas. Diese erschrickt darüber, bemerkt Athenes Schwerthieb zu spät und wird tödlich verwundet. Athene ist über den Tod ihrer Gefährtin so traurig, dass sie Pallas’ Namen von nun an vor ihren eigenen setzt und sich nur noch Pallas Athene nennt. Zudem schafft sie eine Bildsäule ihrer Freundin, das sogenannte Palladion.
- Wettstreit um Athen: Athene und Poseidon streiten um die Schutzherrschaft über Attika. Kekrops I., der König Attikas, entscheidet, dass beide Götter den Menschen Attikas ein Geschenk machen sollten und derjenige, der das bessere Geschenk gebe, die Herrschaft erlangen solle. Der Wettbewerb wurde auf dem Felsen ausgetragen. Poseidon stößt seinen Dreizack in den Fels, auf dem später die Akropolis entstehen sollte und lässt einen Salzwasserquell sprudeln. Athene pflanzte den ersten Olivenbaum. Kekrops entscheidet sich für das Geschenk der Athene, und die Hauptstadt von Attika wird fortan Athen genannt. Poseidon verdammt Kekrops, nie wieder Land berühren zu dürfen, Athene jedoch schenkt ihm Unsterblichkeit.

### Hermes
Hermes wird als Sohn des Zeus und der Pleiade Maia in Arkadien geboren. Am Tag seiner Geburt tötet er eine Schildkröte und baut daraus die erste Leier. Hermes stiehlt Apollon 50 Rinder, was vom Hirten Battos beobachtet wird. Hermes verspricht daraufhin Battos eine Kuh, wenn er dies niemandem erzählen würde. Hermes verschwindet danach zunächst, kam jedoch verkleidet zu Battos zurück und fragte diesen nach der besagten Herde. Als Belohnung für seine Auskunft würde Battos zusätzlich zu seiner Kuh noch einen Stier erhalten. Battos kann der Versuchung nicht widerstehen, verrät den Aufenthalt der Rinder und wird zur Strafe von Hermes in Stein verwandelt. Schließlich muss Hermes die Rinder jedoch nach dem Urteil Zeus zurückgeben, woraufhin Hermes auf seiner Lyra spielt und Apollon, der von dem Instrument begeistert ist, seine Rinder gegen das Instrument tauscht. Hermes erfindet die Panflöte (vergleich mit der Geschichte der Syrinx) für die er im Tausch mit Apollon seinen Goldenen Stab erhält. Auch weitere Erfindungen wie das griechische Alphabet, die Astronomie sowie die Tonleiter werden ihm zugeschrieben.

### Die Verschwörung der Olympier gegen Zeus
Eines Tages beginnt Hera eine Verschwörung gegen Zeus, um ihn zu entmachten. Alle olympischen Götter, mit Ausnahme der Hestia folgen ihr und sind nahe dran, Zeus zu überwältigen. Die Nymphe Thetis jedoch ruft den Hekatoncheiren Briareos, der Zeus befreit. Hera wird zur Strafe für eine gewisse Zeit an Ketten am Himmel aufgehängt, während Apollon und Poseidon dem trojanischen König Laomedon dienen müssen (siehe Trojanischer Sagenzyklus).

### Gigantomachie
Der Kampf des Zeus, seiner Geschwister und Bundesgenossen gegen die von Gaia zur Verteidigung der Titanen, ihrer Kinder, gesandten Giganten wird als Gigantomachie (Gigantenkampf) bezeichnet. Dabei erhalten sie besonders Hilfe vom sterblichen Zeussohn Herakles, der später auch in den Olymp aufgenommen und der Gatte der Hebe wird, die in ihrer Funktion als Mundschenk der Götternahrung Nektar von Ganymed abgelöst worden war. Doch auch in diesen Kämpfen war Zeus siegreich, und er konnte mit seinen Brüdern die Herrschaft antreten. Dabei war ihm durch Los „der Himmel“, Poseidon „das Meer“ und Hades „die Unterwelt“ zugefallen.

### Typhonomachie
Schließlich müssen sich die Olympier gegen den von Gaia gesandten Typhon durchsetzen. Als dieser, mit glühenden Steinen werfend und dabei ohrenbetäubend brüllend, zum Himmel emporsteigt, wenden sich die Olympier entsetzt zur Flucht. Daraufhin verwandeln sie sich in Tiere: Zeus in einen Widder, Apollo in einen Raben, Dionysos in einen Ziegenbock, Artemis in eine Katze, Hera in eine Kuh, Aphrodite in einen Fisch und die Eos in einen Ibis. Auch Ares wandelte sich in einen Fisch, der gewaltige Herakles in ein Reh, Leto in ein Wiesel, Hephaistos in einen Stier. Und so flohen sie nach Ägypten, dem alten Land der Weisheit, ehe Zeus den Typhon bändigen konnte.

## Der Ursprung der Menschen
Nachfolgend wird eine Reihe von Geschichten angeführt, die mit der Schaffung der Menschen im Allgemeinen und speziell der griechischen Völker in Verbindung stehen.

### Die Menschenalter
Sowohl Hesiod, als auch Ovid nennen mehrere Weltzeitalter, wobei Hesiod im Gegensatz zu Ovid, der nur 4 Zeitalter kennt, noch das Heroische Zeitalter als fünftes Zeitalter nennt.
- Goldene Zeitalter: Unter der Herrschaft des Kronos lebten die Menschen ohne Schmerzen, Sorgen oder Arbeit für viele hundert Jahre in einem ewigen Frühling.
- Silberne Zeitalter: Nach dem Sturz des Kronos lebte das Silberne Geschlecht, das ebenfalls noch lange lebte, aber Mühen wie die Jahreszeiten auferlegt bekam und auf Grund des mangelnden Respekts vor den Göttern schließlich vernichtet wurde.
- Bronzene Zeitalter: Die Menschen dieses Zeitalters waren extrem gewalttätig und lebten in einer Welt in der sowohl Häuser als auch Waffen aus Bronze gemacht sind.
- Heroische Zeitalter: Die Menschen dieses Zeitalters zeichnen sich durch Tapferkeit und Heldenmut aus. Im Heroischen Zeitalter spielen die großen Sagenzyklen um Theben, Troja usw.
- Eiserne Zeitalter: In diesem letzten Zeitalter, das alle Quellen als verkommen und voller Leid beschreiben, leben die Dichter, die die großen Epen erzählen. Die Götter existieren zwar noch, haben sich aber zurückgezogen und greifen kaum noch in das tägliche Leben der Menschen ein.

### Prometheus
- Die erste Schöpfung des Menschen: Prometheus, Sohn des Titanen Iapetos, formt die Menschen aus Lehm.
- Prometheus als Wohltäter der Menschen: Prometheus täuscht Zeus so, dass die Götter bei einem Tieropfer nur die wertlosen Teile des Tieres bekommen, während das gute Fleisch für die Menschen bleibt. Durch Prometheus' Taten erzürnt, straft Zeus die Menschen, indem er Ihnen das Feuer vorenthält. Prometheus hilft den Menschen, indem er eines nachts auf den Olymp schleicht, das Feuer entwendet und es den Menschen zurückbringt. Zur Strafe der Menschen lässt Zeus Hephaistos ein Mädchen aus Lehm erschaffen, das von allen Göttern mit den besten Eigenschaften ausgestattet wird (Pandora, die „Allbeschenkte“). Zum Schluss erhält sie von Zeus eine Büchse, die alle Übel der Welt sowie die Hoffnung enthält und schickt sie zu Epimetheus dem Bruder von Prometheus. Dieser wird zwar von Prometheus gewarnt, heiratet Pandora dennoch und öffnet schließlich die Büchse. Alle Übel der Welt entweichen und kommen über die Menschheit, nur die Hoffnung bleibt zurück. Prometheus wird er auf Befehl Zeus gefesselt und am Kaukasusgebirge festgeschmiedet. Dort sucht ihn täglich ein Adler auf und frisst von seiner Leber, die sich danach stets erneuert.
- Die Erlösung des Prometheus: Erst nach 1000 Jahren der Qual kommt Herakles auf seinen Reisen bei Prometheus vorbei und erlegt den Adler mit seinem Bogen. Zeus begnadigt den Titanensohn daraufhin, zwingt ihn jedoch für alle Zeiten einen Fingerring aus Stein und Eisen um seinen Schwur, Prometheus für immer an den Kaukasus zu fesseln, treuzubleiben.

### Die Deukalische Flut
- Lykaon: Zeus besucht Lykaon, den König der Arkadier, der an seiner Göttlichkeit zweifelt und seine Unsterblichkeit auf die Probe stellt. Zuerst versucht er, Zeus im Schlaf zu töten, was misslingt. Am darauffolgenden Tag ermordet er Arkas (siehe Metamorphosen) und setzt ihn Zeus zum Essen vor. Als Strafe für diesen Frevel zerstört Zeus mit einem Blitz das Haus Lykaons und verwandelt ebendiesen in einen Wolf. Dieser Frevel führt gemeinsam mit den Untaten der Söhne des Lykaon zu den Ereignissen der Sage von Deukalion und Pyrrha.
- Deukalion und Pyrrha: Zeus möchte die Menschheit vertilgen, da er jedoch Angst hat, seine Blitze könnten den Äther in Brand setzen, schickt er stattdessen eine große Flut. Deukalion, durch seinen Vater Prometheus gewarnt, baut ein Schiff, auf dem er die Sintflut gemeinsam mit seiner Frau Pyrrha, die Tochter des Epimetheus und der Pandora, überlebt. Um die Welt wieder zu bevölkern, befragen die beiden Themis, die sie wissen lässt, sie sollen „die Knochen der großen Mutter“ hinter sich werfen, womit schlicht Gaia (Mutter Erde) bzw. Steine (Die Knochen Gaias) gemeint sind. Sie machen, wie ihnen geheißen, und aus den Steinen, die Deukalion warf, entstehen Männer, aus jenen von Pyrrha Frauen.

### Der Ursprung der Helenen
- Hellen: Hellen, einer der leiblichen Nachkommen Deukalions, liebt die Nymphe Orseis und wird mit ihr der Stammvater der Hellenen: Sein Sohn Aiolos jener der Äoler, Doros jener der Dorer und Xuthos jener der Ionier (durch Xuthos' Sohn Ion) und Achaier (durch Xuthos' Sohn Achaios).
- Ion und Krëusa: Bei Euripides ist Ion der Sohn von Apollon und Krëusa, die Apollon vergewaltigt hatte. Nach seiner Geburt wird Ion von seiner Mutter ausgesetzt, von Hermes nach Delphi gebracht und dort als Findelkind zum Tempeldiener des Orakels aufgezogen. Jahre später kommen Krëusa und ihr Mann Xuthos, nach Delphi, um das Orakel wegen Krëusas Kinderlosigkeit zu befragen. Xuthos erhält den Spruch, die erste Person, die er beim Hinausgehen treffen würde, würde sein Sohn sein. Xuthos trifft den Ion und akzeptiert ihn als Sohn in der Annahme, er sei das Ergebnis einer flüchtigen Affäre in seiner Jugend. Als Krëusa davon erfährt, ist sie gekränkt und wütend und versucht, Ion zu vergiften, scheitert aber dabei. Schließlich erkennt sie ihn anhand des Kästchens, in dem sie ihn einst ausgesetzt hatte, als ihren totgeglaubten Sohn.

## Frühe Menschheitssagen
Nachfolgend werden jene Sagen behandelt, in denen die Menschen der Generationen vor den großen Heldensagen im Mittelpunkt stehen.

### Sagen der Frevler im Tartaros
Es bestehen unterschiedlichste Vorstellungen der Unterwelt der griechischen Mythologie. Eine sehr weit verbreitete Vorstellung ist jedoch, dass die schlimmsten Sünder im tiefsten Teil der Unterwelt, im Hades, für ihre Sünden büßen müssen. Eine Liste der bekanntesten Personen dort ist nachfolgend aufgelistet
- Arke und die Titanen: Nach ihrer Niederlage gegen die Olympier werden die Titanen gemeinsam mit ihrer Botin Arke in den Tartaros gesperrt.
- Die Aloiden: Die Riesen Otos und Ephialtes, nach ihrem Vater Aloeus Aloiden genannt, sperren im Alter von nur 9 Jahren Ares in ein ehernes Fass und türmen schließlich den Ossa und den Pelion auf den Olymp, um auf dieser Leiter in den Himmel zu steigen und die Götter zu entthronen (eine Version der Gigantomachie). Die beiden versuchen gleichzeitig, Artemis, in Gestalt einer Hirschkuh, mit ihren Speeren zu erlegen, treffen sich aber stattdessen gegenseitig und werden in den Tartaros geworfen, wo sie Rücken an Rücken mit Schlangen an eine Säule gefesselt werden.
- Die Danaiden: Nach dem Tod ihres Vaters streiten die beiden Brüder Aigyptos und Danaos um sein Erbe, das Reich Ägypten. Aigyptos schlägt eine Massenheirat vor, um den Streit beizulegen, aber Danaos fürchtet einen Hinterhalt. So flüchtete er mit seinen 50 Töchtern, den Danaiden, nach Argos. Aigyptos befiehlt nun seinen Söhnen, die Heirat zu vollziehen. Da Danaos, inzwischen König von Argos, nicht in die Hochzeit einwilligt, belagerten die Söhne des Aigyptos die Stadt. Wassermangel nötigt Danaos schließlich aufzugeben. Auf Danaos Befehl bringen nun alle Töchter bis auf eine ihre Ehemänner in der Hochzeitsnacht um. Zur Strafe für diese Tat muss jede der Danaiden im Tartaros Wasser in ein durchlöchertes Fass schöpfen, weshalb heute eine qualvolle, sinnlose Mühe eine Danaidenarbeit genannt wird. Hypermestra ist die einzige der Danaiden, die ihren Ehemann Lynkeus nicht umbringt, weil er ihre Jungfräulichkeit gewahrt hatte. Für diesen Ungehorsam wird sie von ihrem Vater gefangen genommen und in Argos vor Gericht gestellt, aber schließlich freigesprochen.
- Ixyon: Der König der Lapithen Ixyon, Sohn des Phlegyas und Bruder der Koronis, wirbt um die schöne Dia und verspricht ihrem Vater Deioneus reiche Brautgaben für ihre Hand. Für die Übergabe der Geschenke lädt er Deioneus zu sich ein, doch als dieser noch mehr Brautgaben möchte, lässt Ixyon eine Grube ausheben und stößt Deioneus hinein wo dieser jämmerlich verendet. Zunächst erklärt sich niemand bereit, Ixion für seine Tat zu entsühnen – bis sich Zeus seiner erbarmt und ihn in den Olymp erhebt und unsterblich macht, vermutlich weil er sich selbst in Dia (die Mutter des Peirithoos, siehe Theseussage) verliebt hatte. Im Olymp bedrängt Ixyon im Weinrausch Hera, woraufhin Zeus eine Wolke nach deren Ebenbild formt (Nephele). Aus der Vereinigung von Nephele und Ixyon entstand der Kentauros, der Urahn der Kentauren. Zur Strafe wird Ixion im Tartaros dazu verurteilt, bis ans Ende der Zeit an ein Feuerrad gebunden in ewiger Umdrehung zu verbringen.
- Oknos: Oknos ist während seines weltlichen Lebens ein fleißiger Mann, dessen zügellose Frau sein Vermögen verschleudert und der im Tartaros auf ewig ein Seil aus Binsen flechten muss, dessen fertiges Ende jedoch immer wieder von einer Eselin gefressen wird. Die Berichte darüber, warum er diese Strafe verdient hat, gehen auseinander. Manche sagen, er wäre der Teilnahme an den Mysterien von Eleusis säumig gewesen, andere meinen, er habe die Strafe wegen seiner moralischen Schwäche, fehlender Mut und mangelnde Entschlussfreudigkeit seine verschwenderische Frau zurechtzuweisen bzw. zu verlassen erhalten.
- Phlegyas: Phlegyas, der Vater des Ixyon, zündet, weil Koronis von Apollon Mutter des Asklepios geworden war, den Tempel des Gottes an. Als Strafe dafür wird Phlegyas von dessen Pfeilen getötet und in der Unterwelt zu der Strafe verdammt, stets einen den Herabsturz drohenden Felsen über sich zu sehen.
- Sisyphos: Sisyphos ist der Gründer und König von Korinth und der Sohn des Aiolos (dem Stammvater der Aioler) und zeichnet sich als Herrscher durch seine Intelligenz und Weisheit aus. Neben seinen Frevel gibt es über Sisyphos noch die Episoden über die Stiftung der Isthmischen Spiele (siehe Argonautensage) sowie die Rivalität mit seinem Bruder Salmoneus zu erzählen. Zwischen den beiden Brüdern herrscht Hass vor, was Sisyphos dazu veranlasst, beim Orakel von Delphi Rat zu suchen. Dieses weissagt ihm, er solle Kinder mit Tyro, der Tochter Salmoneus zeugen, die diesen später töten würden. Also verführt er sie und zeugt mit ihr zwei Kinder, die jedoch, nachdem Tyro von dem Orakel erfährt, von ihr getötet werden. Die eigentlichen Ereignisse, die zu Sisyphos' Strafe im Tartaros führen sollten beginnen damit, dass Autolykos, der Sohn des Hermes und der Chione regelmäßig Rinder, Schafe und Ziegen von Sisyphos stiehlt. Diesem fällt der Schwund seiner Herden auf, woraufhin er seine Tiere heimlich an den Hufen markiert und so Autolykos schließlich überführen kann. Da er Autolykos, als er ihn zur Rede stellen will, nicht antrifft, vergewaltigt er aus Rache Antikleia die Tochter des Autolykos und seiner Frau Mestra (die Tochter des Erysichthon). Antikleia heiratet wenig später Laertes und bringt bald darauf Odysseus auf die Welt, womit die Vaterschaft des Odysseus unklar bleibt. Später beobachtet Sisyphos, wie Zeus Aigina in Form eines Adlers entführt und verrät Aiginas Vater, dem Flussgott Asopos, im Tausch gegen eine nie versiegende Quelle den Namen des Entführers. Damit hat Zeus genug von Sisyphos und er schickt den Gott des Todes, Thanatos, der jedoch von Sisyphos betrunken gemacht und anschließend gefesselt wird, so dass fortan niemand mehr sterben kann. Bevor Thanatos schließlich von Ares befreit wird und selber auch Sisyphos mit in den Hades nimmt, trägt letzterer seiner Frau Merope auf, seinen Leichnam nicht zu bestatten. In der Unterwelt klagt er Hades, er müsse noch sein Begräbnis organisieren, wofür er noch für 3 Tage zurück in die Welt der Lebenden darf. Sisyphos kehrt nach den 3 Tagen aber nicht zurück, sondern genießt das Leben mit seiner Frau und wird schließlich endgültig von Thanatos geholt und muss fortan im Tartaros einen schweren Felsen auf einen Gipfel rollen, der jedes Mal kurz vor dem Ziel wieder hinunterrollt. Die Arbeit, die Sisyphusarbeit, beginnt danach immer wieder von vorne.
- Tantalos: Tantalos wird für seine Verbrechen (Diebstahl von Nektar und Ambrosia, Mord an Pelops, siehe Tantalidensage) in den Tartaros geworfen, wo er, hungrig und durstig, bis zum Hals im Wasser stehen muss. Über ihm hängen saftige Früchte, die immer zurückweichen, wenn er nach ihnen greift. Das Wasser weicht ebenfalls zurück, wenn er versucht zu trinken
- Tityos: Der Riese Tityos versucht Leto zu vergewaltigen, wird dabei aber von deren Kinder Apollon und Artemis daran gehindert, getötet und in den Tartaros geworfen, wo im von nun an zwei Geier immer wieder Herz und Leber herausreißen, die laufend nachwachsen.

### Tantalidensage
Das Geschlecht der Tantaliden, benannt nach dem Begründer Tantalos, wird von dem Fluch geplagt, dass es in jeder Generation, die Tantalos nachfolgte, Personen geben würde, die ihre eigenen Familienmitglieder ermorden oder/und von Familienangehörigen aus Rache und Hass getötet werden. Von den zahlreichen Nachkommen des Tantalos werden dabei nur die bedeutendsten Geschichten extra erwähnt.

#### Erste Generation: Tantalos
Tantalos ist ein von den Göttern begünstigter König, der sogar das Privileg hat, mit ihnen im Olymp speisen zu dürfen. Dieser Segen steigt ihm jedoch zu Kopf und er stiehlt den Göttern Nektar und Ambrosia, den Trank und die Speise, die den Unsterblichen vorenthalten sind und verteilt beides unter den Menschen. Zusätzlich verbirgt der Sterbliche einen goldenen Hund in seinem Haus, den Pandareos aus einem Tempel gestohlen hatte, und leugnete diese Tat. Zur Besänftigung lädt er die Götter in sein Haus zum Mahl ein, welche allesamt kommen. Dabei tötet er seinen Sohn Pelops, zerstückelt ihn und setzt ihn den Göttern zur Speise vor, um in Erfahrung zu bringen, ob sie außerhalb des Olymps auch so schlau sind. Alle Götter erkennen sofort, was ihnen vorgesetzt wurde. Nur Demeter isst vor Trauer über die Abwesenheit von Kore ein Stück von der Schulter. Tantalos wird in den Hades verbannt und sein Geschlecht verflucht.

#### Zweite Generation
- Broteas: Broteas ist ein Jäger, der jedoch die Jagdgöttin Artemis verachtet und behauptet, Feuer könne ihm nichts anhaben. Deshalb wird er von ihr mit Wahnsinn geschlagen, in dem er sich in ein Feuer stürzt und darin verbrennt.
- Niobe: Niobe und ihr Gemahl, der thebanischen König Amphion, haben sieben Söhne und sieben Töchter. Stolz auf ihre zahlreiche Nachkommenschaft stellt sie sich über die Titanin Leto, welche nur zwei Kinder, Apollon und Artemis, geboren hatte, und hindert das Volk an deren Verehrung. Zur Strafe töten Apollon und Artemis an einem Tage erst alle Söhne und dann alle Töchter mit Pfeil und Bogen. Die Eltern können diesen Jammer nicht ertragen: Amphion tötet sich mit einem Schwert, und Niobe erstarrt vor Schmerz zu Stein. Dieser wird durch einen Wind nach Phrygien auf die Spitze des Berges Sipylos versetzt, wo auch der Stein weiterhin Tränen vergießt.

- Pelops: Nach dem Mahl, bei dem Tantalos seinen Sohn Pelops getötet hatte und den Göttern als Speise vorgesetzt hatte, werden Pelops' Einzelteile aus Gnade in einen Zauberkessel geworfen. Durch die Macht der Moire Klotho steigt Pelops wieder lebendig aus dem Kessel. Das fehlende Stück in der Schulter wird durch Elfenbein ersetzt, und Pelops kann sein Leben fortsetzen. Zum schönen Jüngling herangewachsen, kommt Pelops nach Pisa in der Elis als Freier der Hippodameia, der Tochter des Königs Oinomaos. Oinomaos verspricht demjenigen die Hand seiner Tochter Hippodameia und sein Reich, der ihn im Wagenrennen besiegt. Den Verlierer hingegen droht er anschließend zu erschlagen. Pelops bietet Myrtilos, dem Wagenlenker des Oinamaos, die Hälfte des Reiches an, wenn er ihm hilft, das Rennen zu gewinnen. Vor dem Rennen ersetzt Myrtilos die eisernen Nägel des königlichen Wagens durch Blöcke aus schwarzem Wachs. Während des Rennens lösen sich die Räder von Oinomaos’ Wagen, und er wird zu Tode geschleift. Im Sterben liegend durchschaut er Myrtilos und verflucht ihn: Durch Pelops’ Hand solle er den Tod finden. Pelops verweigert Myrtilos jedoch den versprochenen Teil des Reichs, woraufhin Myrtilos sich an der schönen Königstochter vergreifen will. Der Fluch erfüllt sich, und Pelops stürzt ihn ins Meer. Im Fall verflucht Myrtilos Pelops und seine Nachkommen, mit dem eingangs erwähnten Fluch. Als König von Elis beginnt Pelops das Reich auszuweiten, sowohl militärisch als auch mit Hinterhältigkeit. Er täuscht z. B. König Stymphalos mit Freundschaft, ermordet ihn und verstreute seine Gebeine. Als er schließlich die gesamte Halbinsel allein beherrschte, benennt er sie nach sich selbst – Peloponnes. Über Chrysippos und Laios ist Pelops mit dem thebanischen Sagenkreis verbunden. Dies wird, ebenso wie sein Bezug zu den Olympischen Spielen (siehe Elische Sagen) und seinem Tod (siehe nachfolgendes Kapitel) noch genauer erzählt.

#### Dritte Generation:AtreusundThyestes
Neben den beiden Söhnen Atreus und Thyestes, die Hippodameia Pelops schenkt, hat dieser auch noch weitere Kinder, unter anderen den Chrysippos gemeinsam mit der Nymphe Axioche. Hippodameia hasst Chrysippos, den Lieblingssohn des Pelops, da sie befürchtet, Pelops werde diesen zum Erben machen. Durch ihre Überredung ermorden Atreus und Thyestes ihren Halbbruder. Pelops findet schließlich heraus, dass Hippodameia an diesem Mord Mitschuld trägt und bringt sich aus Gram darüber selbst um. Atreus und Thyestes werden für ihre Tat aus dem Land verbannt und flüchten zu ihrer Schwester Nikippe nach Mykene, über das ihr Sohn Eurystheus als König regiert. Als dieser zum Feldzug gegen die Herakleiden aufbricht (siehe Heraklessage), überträgt er Atreus und Thyestes vorübergehend die Herrschaft über Mykene. Eurystheus fällt schließlich im Kampf und Atreus wird zum rechtmäßigen König gewählt. Daraufhin schwört Atreus, sein bestes Lamm der Artemis, der Göttin der Jagd, zu opfern. Auf der Suche nach seiner Herde, findet er ein goldenes Lamm, das er seiner Frau Aërope gibt, um es vor der Göttin zu verstecken. Aërope aber gibt es ihrem heimlichen Liebhaber Thyestes, der Atreus dann dazu überredet, dass derjenige, der das Lamm habe, auch der König sein solle. Thyestes, der das Lamm vorweisen kann, beansprucht den Thron für sich. Auf Rat des Hermes gibt er den Thron jedoch zurück, unter der Bedingung dies zu tun, wenn sich die Sonne rückwärts bewege, ein Kunststück, das Zeus zustande bringt. Thyestes wird ins Exil verbannt, wo er den Atreus Sohn Pleisthenes aufzieht. Als Atreus vom Ehebruch seiner Gattin erfährt, schickt er Mörder, die die Kinder des Thyetes umbringen sollen. Thyestes sorgt jedoch dafür, dass Atreus’ eigener Sohn Pleisthenes mit einem seiner Söhne verwechselt wird und diesem Anschlag zum Opfer fällt. Später, scheinbar wieder versöhnt, bewirkt Atreus die Heimkehr seines Bruders und lädt ihn zu einem Gastmahl ein. Dabei lässt er Thyestes Söhne töten, um sie ihm zum Mahl vorzusetzen. Ein Orakel empfiehlt Thyestes, wenn er einen Sohn mit seiner eigenen Tochter Pelopeia habe, werde dieser Atreus töten. Also zeugt er heimlich und unerkannt eines Nachts, Aigisthos. wobei Pelopeia ihm sein Schwert abnimmt. Pelopeia trifft kurz darauf auf Atreus, der sich in sie verliebt. Nach der Geburt des Aigisthos gibt seine Mutter ihn aus Scham, über das uneheliche Entstehen des Kindes weg. Ein Schafhirte findet das Kind und gibt es Atreus, der ihn, ohne von seiner Herkunft zu wissen, wie einen eigenen Sohn aufzieht. Als Aigisthos erwachsen wird, schickt Atreus ihn, um Thyestes zu ermorden. Für diese Aufgabe erhält er das Schwert Thyestes’ von seiner Mutter, an dem Aigisthos von seinem Vater erkannt wird, als er ihn gerade ermorden will. Nachdem die Verwandtschaftsverhältnisse geklärt sind, kehrt Aigisthos nach Mykene zurück und ermordet Atreus.

#### Vierte Generation: Agamemnon und Menelaos
- Flucht der Atriden: Nach dem Tod des Atreus herrschen Aigisthos und Thyestes gemeinsam über Mykene und die Atreussöhne Agamemnon und Menelaos müssen zu König Tyndareos nach Sparta fliehen.
- Werbung Helenas: Tyndareos' Ziehtochter Helena, die zur schönsten Frau der Welt heranwächst und schon in ihrer Jugend von Theseus entführt wurde (siehe Theseussage), wird von Fürsten aus ganz Griechenland, darunter auch Agamemnon und Menelaos, umworben. Ihr irdischer Vater befürchtet bei Bevorzugung eines Freiers die Feindschaft aller abgewiesenen und lässt daher, einem Rat des Odysseus folgend, alle Bewerber um Helena schwören, dass sie die Wahl Helenas anerkennen und gegen jedermann verteidigen würden – eine typische Rechtfertigungssage für das Bündnis fast aller Griechenkönige gegen Troja. Helena wählt Menelaos, dem sie ihre Tochter Hermione gebärt. Tyndareos gibt daraufhin Agamemnon seine Tochter Klytaimnestra zur Frau, mit der er die Kinder Iphigenie, Orestes, Elektra und Chrysothemis zeugt.

- Eroberung Mykenes: Am Sterbebett übergibt Tyndareos Menelaos den Thron von Sparta, welcher seinerseits Agamemnon hilft, Aigisthos zu töten und Thyestes zu vertreiben und König von Mykene zu werden.
- Der Trojanische Krieg: Der Raub von Helena, der Frau von Menelaos, durch Paris, löst schließlich den Trojanischen Krieg aus (siehe Troja und der Trojanische Krieg), an dem beide teilnehmen.

- Ende des Agamemnon: Nach dem Ende des Trojanischen Krieges wird Agamemnon auf der Heimfahrt durch einen Sturm auf die Insel Kreta verschlagen, wo er drei Städte gründet. Kurz darauf kehrt er zusammen mit der trojanischen Seherin Kassandra nach Mykene zurück. Dort wird er von seiner Frau Klytaimnestra und ihrem Geliebten Aigisthos im Bad erdolcht – als Strafe für die Opferung Iphigenies (siehe Orestie).
- Menelaos Irrfahrten und Erbe: Auf der Heimfahrt gemeinsam mit Helena, die Menelaos trotz allem noch immer liebt, kommen sie in einen Sturm, in dem sie vor Kreta alle bis auf fünf Schiffe verlieren und nach Libyen verschlagen werden. Nach weiteren Stationen gelangen sie nach Ägypten, wo Menelaos beim Seher Proteus Helena findet. Es stellt sich heraus, dass die Frau, die er bei sich hatte, nur ein Wolkenbild Helenas war. In Ägypten, in Kanopus, stirbt der Steuermann Kanobos und Idothea, die Tochter des Proteus verrät Menelaos, dass sie den Seher fesseln müssten, um den Weg zu erfahren. Proteus offenbart ihnen, dass die Götter über den Fall Trojas verärgert seien und nur durch eine Hekatombe, ein Opfer von hundert Rindern, zu besänftigen seien. So kehrt Menelaos, acht Jahre nach dem Fall Trojas, in die Heimat zurück, wo eben seine Schwägerin Klytaimnestra mit ihrem Liebhaber Aigisthos, beide von Orestes erschlagen, bestattet werden. Als Telemachos Menelaos, auf der Suche nach Odysseus, besucht, vermählte er gerade seine Tochter Hermione mit Neoptolemos, wie im Trojanischen Krieg versprochen, und seinen Sohn Megapenthes mit Iphiloche. Später tötet Orestes Neoptolemos und heiratete Hermione. Nach Menelaos’ Tod im hohen Alter wird Orestes sein Nachfolger, da man Menelaos’ Söhne von seinen Nebenfrauen nicht als würdig empfindet.

#### Fünfte Generation
Die umfangreichen Ereignisse in der fünften Generation der Tantaliden werden im Kapitel Orestie ausführlich behandelt.

### Weitere frühe Menschheitssagen
- Amor und Psyche: Ein König hat drei Töchter, von denen die jüngste so schön ist, dass sie von den Menschen selbst über die Göttin Venus gestellt wird und sich kein Mann traut, um ihre Hand anzuhalten. Nach einem Orakelspruch schickt der König Psyche in einem Brautkleid auf einen Berg, wo sie einen furchtbaren Dämon heiraten soll. Dort angekommen wird sie jedoch von Zephyr, dem Westwind in die Höhe gehoben und in ein fernes, märchenhaftes Schloss gebracht. Dies geschieht auf Wunsch von Amor, der eigentlich von der eifersüchtigen Venus damit beauftragt wurde, Psyche sich in einen schlechten Mann verlieben zu lassen. Beim Anblick des schönen Mädchens verliebt er sich jedoch in sie und will sie an seiner Seite. Im Palast besucht er Psyche Nacht für Nacht im Schutz der Dunkelheit und auch sie verliebt sich in den Gott, ohne ihn je gesehen zu haben, da er unter Tags nie bei ihr ist. So beginnt Psyche einsam zu werden und überredet Amor schließlich dazu, dass ihre Schwestern sie besuchen dürfen. Diese sind vom Palast beeindruckt und reden Psyche, vor Neid zerrissen, ein, ihr Geliebter sei in Wahrheit eine riesige Schlange, die sie und das Kind, das sie mittlerweile von Amor erwartet, verschlingen will. Aus Angst zündet Psyche eines Nachts eine Öllampe an, um den schlafenden Amor zu betrachten und ist von seiner göttlichen Schönheit überwältigt. Ein heißer Tropfen Öl fällt dabei jedoch auf Amor, der erwacht und fliegt, verletzt und sich hintergangen fühlend, davon. Venus findet bald heraus, dass Amor sie hintergangen hat und erlegt Psyche eine Reihe von gefährlichen Aufgaben auf. Sie muss nacheinander einen Berg von Weizenkörnern sortieren (wobei ihr Ameisen helfen), die goldene Locke eines Schafs besorgen (wobei ihr ein Flussgott in Form von sprechendem Schilfrohr rät, dies um die Mittagszeit zu tun, wenn die Schafe schlafen) und Wasser aus einer Flussstelle neben einem Wasserfall zu schöpfen. Letzteres gelingt ihr mit Hilfe eines riesigen Adlers. Als letzte Aufgabe soll sie ein Kästchen mit einer Schönheitssalbe von Persephone aus der Unterwelt holen. Eine körperlose Stimme leitet sie dabei durch die Unterwelt, auf dem Rückweg öffnet sie jedoch das Kästchen, da sie mit Hilfe der Salbe ihren Geliebten zurückgewinnen will, jedoch enthält das Kästchen einen todesähnlichen Schlaf, der Psyche überkommt. Amor, mittlerweile genesen und immer noch verliebt, treibt den Schlaf in das Kästchen zurück und bittet Zeus um Erlaubnis, Psyche zu heiraten. Zeus gewährt und gibt Psyche Ambrosia, wodurch auch sie unsterblich wird und der Hochzeit nichts mehr im Weg steht.
- Asklepios: Apollon verführt Koronis, die Tochter des Königs Phlegyas, und schickte ihr zur Bewachung eine weiße Krähe. Koronis liebt jedoch den König Ischys, mit dem sie sich einlässt, obwohl sie bereits von Apollon schwanger war. Dies teilt die weiße Krähe Apollon mit, der wütend ist, dass die Krähe Koronis nicht die Augen ausgehackt hatte, und das Tier dazu verdammt, schwarz zu sein. Koronis selbst wird zur Strafe von Artemis erschossen und auf einem Scheiterhaufen aufgebahrt. Im letzten Moment erscheint Hermes und rettet den ungeborenen Asklepios aus dem Mutterleib. Asklepios wächst bei Cheiron auf, wo er die Heilkunst erlernt. Somit wird Asklepios als Heiler bekannt und bewirkt viele wundersame Heilungen wie z. B. die Wiederbelebung eines Toten mit Hilfe des Blutes der Gorgone Medusa, welches er von Athena erhalten hatte. Diese Tat empfindet Hades, der sich um einen Toten betrogen fühlt, als Grenzüberschreitung, woraufhin er Zeus anstiftet, Asklepios mit einem Blitz zu vernichten, was dieser auch tut. Apollon tötet daraufhin aus Wut die Kyklopen, die Schmiede der Blitze, und muss zur Strafe dafür neun Jahre lang die Rinder des Admetos hüten. Asklepios wird im Tode begnadigt und unter den Göttern aufgenommen.

- Der Raub der Io: Zeus verliebt sich in Io, eine Priesterin der Hera, und verführte sie. Um die Tat vor seiner eifersüchtigen Frau Hera zu vertuschen, verwandelt Zeus Io in eine weiße Kuh. Hera entdeckt dies jedoch und forderte die Kuh als Geschenk. Nachdem Zeus ihr den Wunsch gewährt, lässt Hera die Kuh von dem hundertäugigen Riesen Argos bewachen. Aus Mitleid mit Io entsendet Zeus Hermes um Argos zu töten. Dieser schläfert ihn mit seinem Flötenspiel ein und schlägt ihm dann den Kopf ab. Nachdem Argos von Hermes getötet wird, werden seine Hundert Augen von Hera in das Federkleid des Pfau verwandelt. So kann Io – immer noch in Tiergestalt – entfliehen und wird von Hera fortan mit einer Bremse gequält. Auf der Flucht überquert Io das Meer, das später nach ihr benannt wird (Ionisches Meer) und überschreitet die Furt, die ihr ihren Namen verdankt (Bosporus, griechisch für Kuh- oder Ochsenfurt), von Europa nach Asien. Schließlich lässt sich Hera besänftigen, und Io, mittlerweile am Nil angelangt, erhält ihre menschliche Gestalt zurück und bringt den Epaphos auf die Welt.

- Midas: Neben seiner Rolle im Wettstreit des Apollon und des Pan gibt es über Midas zu erzählen, dass ihm bereits als Kind vorausgesagt wurde, er würde großen Reichtum erlangen, da ihm Ameisen im Schlaf Weizenkörner in den Mund gelegt hatten und so sollte es auch kommen. Als Erwachsener will Midas so weise wie der Satyrn Silenos werden und fängt ihn deshalb. Er stellt ihm eine Falle, indem er einer Waldquelle Wein beimischte, aus der Silenos trinkt und berauscht einschläft. Dionysos, der seinen alten Lehrer vermisst, musst dem König für dessen Freigabe einen Wunsch erfüllen. Midas wünscht sich, dass alles, was er berühre, zu Gold würde. Der Wunsch wird ihm gewährt und Midas wird sagenhaft reich. Doch da ihm nun auch Essen und Trinken zu Gold werden, droht ihm der Tod durch Hunger oder Durst. Deshalb bittet er den Gott, die Gabe zurückzunehmen, welcher ihm rät, im Fluss Paktolos zu baden, auf den schließlich die Gabe übergeht, so dass er zum goldreichsten Fluss Kleinasiens wird.
- Orion: Laut einer Version der Sage hat der riesenhafte Jäger Orion drei Väter, nämlich Poseidon, Zeus und einen dritten (Hermes oder Ares). Alle drei mischten ihren Samen in einem Beutel aus Stierhaut, mit dem Orions Mutter befruchtet wird. Von Zeus hat er daher seine Vorliebe für erotische Abenteuer, und Poseidon vererbte ihm die Fähigkeit, über Wasser zu gehen. Merope, die Tochter von Oinopion, dem König von Chios, verliebt sich eines Tages in Orion, der ihr zuliebe die Insel von wilden Tieren säubert. Da Oinopion einer Hochzeit dennoch nicht zustimmt, vergewaltigt Orion aus Wut Merope, wofür Oinopion ihn betrunken macht und ihm die Augen aussticht. Mit Hephaistos' Hilfe wird Orion zum Sonnenaufgang geführt, wo er seine Sehkraft durch die Göttin Eos wiedererlangt. Orion will Rache an Oinopios nehmen, doch Hephaistos versteckt letzteren in einer unterirdischen Festung. Eos aber verliebt sich in Orion, woraufhin dieser aus Eifersucht von Artemis erschossen und später aus Reue an den Sternenhimmel versetzt wird.

- Phaethon: Dem jungen Phaethon wird von Epaphos seine Abstammung von Helios, dem Sonnengott, abgesprochen. Die Mutter Klymene rät Phaeton den Vater im Sonnenpalast aufzusuchen und ein Zeugnis seiner Vaterschaft einzufordern. Heliosnimmt ihn auf, erkennt ihn als Sohn an und gewährt ihm ein Geschenk seiner Wahl, mit dem Schwur ihm diesen zu erfüllen. Phaethon erbittet sich nun, für einen Tag den Sonnenwagen lenken zu dürfen, wovon Helios ihn erfolglos abbringen möchte. Phaethon besteigt, als die Nacht zu Ende geht, den kostbaren und reich verzierten Sonnenwagen des Vaters. Das Viergespann rast los und gerät bald außer Kontrolle. Phaethon verlässt die tägliche Fahrstrecke zwischen Himmel und Erde und löst eine Katastrophe universalen Ausmaßes aus, indem er die Länder ganzer Völker in Brand setzt. Zeus bereitet dem Chaos schließlich ein Ende und schleudert einen Blitz, der den Wagen zertrümmert und Phaethon in die Tiefe, wo er tot im Fluss Eridanus landet. Seine Schwestern, die Heliaden, weinen um ihn und werden am Ufer in Pappeln verwandelt, von denen die Tränen in Form des als Bernstein bekannten Pflanzenharzes herabtropfen. Auch der ligurische König Kyknos eilt untröstlich herbei und wird von Apoll aus Mitleid in einen Schwan verwandelt.
- Pyramus und Thisbe: Die beiden sind ein babylonisches Liebespaar, welches sich aufgrund der Feindschaft ihrer Eltern nicht sehen darf. Die einzige Möglichkeit, miteinander zu kommunizieren, stellt ein Spalt in einer Wand dar, die die Mitte der Häuser bildet, in denen auf der einen Seite Pyramus mit seinen Eltern und auf der anderen Seite Thisbe mit ihren Eltern leben. Nach längerer Zeit vereinbaren Pyramus und Thisbe ein nächtliches Treffen unter einem schneeweißen Früchte tragenden Maulbeerbaum, um Babylon für immer hinter sich zu lassen. Thisbe trifft dort früher als Pyramus ein und flüchtet vor einer Löwin, die an einer Quelle trinkt und vom Fressen gerissenen Viehs noch ein blutiges Maul hat. Dabei verliert das Mädchen ihren Schleier, der von der Löwin zerrissen und mit Blut beschmiert wird. Diesen findet Pyramus dann, nimmt an, dass Thisbe von der Löwin getötet worden sei, stürzt sich daher unter dem Maulbeerbaum in sein Schwert. Als Thisbe zurückkehrt und den sterbenden Geliebten findet, erkennt sie die Situation und stürzt sich, überwältigt von Schmerz und Liebe, in dessen Schwert. Ihre Bitte, der Baum möge zur Erinnerung an ihrer beider Tod die dunkle Farbe seiner Früchte behalten, wird von den Göttern erhört, und ebenso erfüllen ihr die Eltern den Wunsch, die Asche des unglücklichen Paares in derselben Urne zu bestatten, damit sie beide für immer vereint seien.

## Metamorphosen
In Ovids Metamorphosen werden eine Reihe von Geschichten erzählt, deren Kern die Verwandlung von Menschen in Tiere oder Pflanzen ist, die nachfolgend, sofern noch nicht an anderer Stelle erwähnt, aufgelistet werden.
- Aglauros: Die Tochter des Kekrops Aglauros und ihre Schwestern Herse und Pandrosos erhalten von Athene ein Kästchen zur Verwahrung. Trotz eines Verbotes in das Kästchen hineinzuschauen, öffnet Aglauros und Herse das Kästchen, worin ihr Bruder Erichthonios liegt. Daraufhin werde die beiden von Wahnsinn geschlagen und stürzten sich ins Meer. Ovid endlich lässt sie durch Hermes in einen Stein mit hässlichen Flecken verwandeln.
- Akis und Galateia: Der Sohn des Pan Akis liebt die Nereide Galateia und wird deswegen von dem eifersüchtigen Zyklopen Polyphem mit einem Fels des Ätna erschlagen. Daraufhin verwandelt Galateia das aus Akis hervorströmende Blut in den Fluss Akis.
- Arachne: Die junge Arachne ist in ganz Lydien für ihre Webkünste bekannt, was sie hochmütig prahlen lässt, sie wäre eine bessere Weberin als Athene selbst. Athene, erscheint in Gestalt einer alten Frau bei Arachne, um ihr noch eine Gelegenheit zu geben, sich zu mäßigen, und warnt sie vor ihrer Hybris. Da Arachne uneinsichtig bleibt, offenbart sich Athene und ein Webe-Wettkampf zwischen ihnen beginnt. Sogar Athene musste eingestehen, dass Arachnes gewebter Wandteppich makellos ist. Diese Schmähung lässt Athene die Fassung verlieren. Sie zerreißt Arachnes Wandteppich und schlägt sie mit dem Webschiffchen. Aus Angst vor weiteren Racheaktionen will sich Arachne erhängen, doch Athene verwandelt sie in eine Webspinne. So sind Arachne und ihre Nachkommen dazu verdammt, bis in alle Ewigkeit zu weben und an Fäden zu hängen.
- Arethusa: Die junge und wunderschöne Nymphe steigt eines heißen Tages in den Fluss Alpheios, um darin zu baden und wird dabei von dem gleichnamigen Flussgott überrascht und bedrängt. Auf ihrer Flucht kommt ihr Artemis zur Hilfe und umhüllt Arethusa mit dichtem Nebel. Als dies den von seinem Verlangen getriebenen Alpheios nicht abhalten kann, verwandelte Artemis die verzweifelte Nymphe in eine Quelle, deren Bächlein unterirdisch und verborgen unter der Peloponnes und unter dem Meer hindurchfließt und auf der Halbinsel Ortygia, einem Teil von Syrakus, wieder austritt.
- Arkas und Kallisto: Die jungfräuliche, der Artemis folgende Kallisto, wird von Zeus, der sich in der Gestalt der Artemis nähert, vergewaltigt. Als Kallistos Schwangerschaft beim Bad bemerkt wird, wird sie aus dem Gefolge der Artemis verstoßen und nachdem sie ihren Sohn Arkas auf die Welt bringt, wird sie von der eifersüchtigen Hera in eine Bärin verwandelt. Arkas, der von Lykaon aufgezogen und schließlich ermordet wird (siehe deukalische Flut), wird von den Göttern schließlich wiederbelebt und wird der Stammvater der Arkadier. Eines Tages macht er Jagd auf eine Bärin, ohne zu wissen, dass sie seine Mutter ist. Bevor er sie töten kann, greift Zeus ein und verwandelt die beiden die Sternbilder der Große Bärin und des Kleinen Bären.
- Byblis: Obschon kein Mangel an Freiern herrscht, weist Byblis alle ab, da sie in ihren eigenen Bruder Kaunos verliebt ist und sich in leidenschaftlicher Sehnsucht nach ihm verzehrte. Sie ist sich des Frevels einer solchen Beziehung bewusst, hält ihre Gefühle vor der Welt geheim, kann ihnen jedoch schließlich nicht widerstehen und sie gesteht ihrem Bruder die Liebe. Er weist sie jedoch entsetzt zurück und nach weiteren Annäherungsversuchen flüchtet er schließlich aus dem Land. Diese Flucht nimmt sich Byblis so sehr zu Herzen, dass sie sich mit ihrem Haarband an einer Eiche erhängt. Aus ihren Tränen beginnt schließlich eine Quelle zu fließen, die seither nach ihr Byblis genannt wird.
- Daedalion und Chione: Der kriegslustige Bruder des Keyx Daidalion wird Vater der wunderschönen Chione, um die viele Freier werben. Unter ihnen Apollon und Hermes, die sie, als sie 14 Jahre alt geworden war, nacheinander vergewaltigen. Von beiden wird sie schwanger und gebärt Zwillinge: Philammon, der Sänger und Lyraspieler, der Apollons Sohn war, und der listigen Autolykos (siehe Sisyphos), der Sohn des Hermes. Als Chione schließlich aus Hochmut von Artemis erschossen wird, stürzt sich Daidalion aus Trauer vom Parnass, wird aber von Apollon aus Mitleid in einen Falken verwandelt.
- Daphne: Als Apollon den Liebesgott Eros als schlechten Schützen verspottete, rächte sich dieser, indem er einen Liebespfeil mit einer goldenen Spitze auf ihn und einen mit bleierner Spitze auf Daphne abschoss. Dadurch verliebte Apollon unsterblich in Daphne, während diese, für jene Liebschaft unempfänglich wird. Als Apollon Daphne nun bedrängt, flieht sie und fleht schließlich erschöpft zu ihrem Vater Peneios, dass er ihre – den Apollon reizende – Gestalt wandeln möge. Daraufhin erstarren ihre Glieder und sie verwandelte sich in einen Lorbeerbaum, der Apollon seither heilig ist. Zum Gedenken an Daphne trägt er außerdem einen Lorbeerkranz oder eine mit Lorbeer geschmückte Kithara.
- Dyrope: Dyrope pflückt die Blüten eines Lotosbaumes, bei dem es sich eigentlich um die verwandelte Nymphe Lotis handelt. Zur Strafe wird sie in einen Baum verwandelt.
- Erysichthon und Mestra: Erysichthon, der König von Thessalien veranlasst eines Tages kaltherzig die Fällung einer heiligen Eiche der Demeter, ohne dabei auf das Bitten und Flehen der Dryade zu achten, die mit dem Baum sterben musste. Demeter, lässt daraufhin eine Hungergöttin dem schlafenden Erysichthon unstillbare Fressgier einhauchen. Daraufhin verzehrte der König zuerst seinen gesamten Besitz. Um Geld für den Nahrungserwerb zu bekommen, verkauft Erysichthon seine Tochter Mestra. Diese kann sich, als Geliebte des Poseidon, in eine Stute, einen Vogel, eine Kuh und eine Hirschkuh verwandeln, um so nach dem Kauf vor den Käufern zu fliehen, bis ihr Vater sich schließlich selbst zerfleischt.
- Hermaphroditos: Auf seinem Weg von seiner Heimat, wo er am Berg Ida in Phrygien aufgewachsen ist, nach Halikarnassos in Karien trifft Hermaphroditos, der Sohn des Hermes und der Aphrodite, auf die Nymphe Salmakis. Diese hält ihn für Amor und verliebt sich sofort leidenschaftlich in ihn. Der fünfzehnjährige Hermaphroditos weist sie jedoch zurück. Als er jedoch zu einem späteren Zeitpunkt einmal aus Versehen in ihrer Quelle badet, umarmt sie ihn und zieht ihn mit sich in die Tiefe, bis auf den Grund. Hier betet sie zu den Göttern, dass sie beide für immer vereint sein mögen. Sie wird erhört und es verschmelzen beider Körper. Es wird ein Zwitterwesen aus ihnen, das weibliche Maße und Brüste, jedoch männliche Genitalien hat. Dieses neue Wesen betet nun, dass alle Menschen, die in dieser Quelle badeten, dieses Schicksal ereilte. Hermaphroditos Eltern, Hermes und Aphrodite erhören diese Bitte, und die Quelle verwandelt von nun an Menschen in Hermaphroditen.
- Keyx und Halkyone: Der König Keyx ist seiner Frau Halkyone in tiefster Liebe verbunden und regierte sein Reich in Frieden ohne Gewalt und Waffen. Auf der Überfahrt nach Ionien, wo er das Apollon-Orakel zu Klaros nach dem Tode seines Bruders Daidalion befragen will, wird sein Schiff von einem starken Sturm erfasst und sinkt auf der Stelle. Als diese aber beim Altar der Hera für seine heile Rückkehr betet, schickt diese die Götterbotin Iris zu Hypnos. Dieser schickt Morpheus, den Gott der Wach- und Wahrträume, zu Halkyone der ihr von dem Unglück berichtet. In großem Kummer klagt sie am Strande, von dem sie dem Scheidenden nachgeschaut hatte, entdeckt dort Keyx’ Leichnam und stürzte sich in die Tiefe. Doch wurden sie beide von den sich erbarmenden Göttern in halcyones (Lieste, eine Unterart der Eisvögel) verwandelt. Alkyones Vater Aiolos gewährte ihnen zur Brutzeit eine siebentägige Windstille, die sprichwörtlichen „Halkyonischen Tage“.
- Koronis, die Tochter des Koroneus: Poseidon versucht Koronis zu vergewaltigen, während sie am Strand spazieren geht. Koronis will fliehen, kommt aber im Sand nicht schnell genug voran. Sie wendet sich an die Göttin Athene, die eingreift und Koronis in eine Krähe verwandelt, damit sie davonfliegen kann.
- Kyparissos: Der junge Mann schließt enge Freundschaft mit einem wilden Hirschen. Er umsorgt das Tier lange Zeit, so dass es sich ihm schließlich sogar als Reittier anbietet. Als er es aus Versehen mit seinem Jagdspieß erlegt, während es im Unterholz schläft, bittet er die Götter, ihn von seinem Leid zu befreien, und sie verwandeln ihn in eine als Trauerbaum geltende Zypresse (lateinisch: cupressus). Seine Tränen fließen nach seiner Verwandlung als Baumharz weiter.
- Leda: Zeus verliebt sich in Leda, nähert sich ihr in der Gestalt eines Schwanes und schwängert sie. Doch auch Ledas Mann Tyndareos, der König von Sparta, schläft in dieser Nacht mit ihr. Leda gebärt zwei Eier mit vier Kindern – von Zeus Helena und Polydeukes (lateinisch Pollux), von Tyndareos Klytaimnestra und Kastor, weswegen erstere unsterblich, letztere dagegen sterblich sind. Kastor und Polydeukes werden gemeinsam als die Dioskuren („Zeusjünglinge“) bezeichnet.
- Leokothoe und Klythia: Leukothoe ist von solcher Schönheit, dass Apollon sich in sie verliebt und alle anderen Liebhaberinnen vergisst, darunter ihre Schwester Klytia. Diese ist eifersüchtig und erzählt ihrem Vater von der Liebschaft, der Leukothoe daraufhin lebendig begraben lässt. Apollon kommt zu spät um sie zu retten und lässt eine Weihrauchstaude aus ihrem Grab empor wachsen. Klytia hat sich dadurch die Gunst des Sonnengottes verspielt und sitzt betrübt neun Tage und Nächte ohne Essen und Trinken auf einem Felsen, das Gesicht der Sonne zugewandt. Nach neun Tagen verwandelt sie sich in eine Blume, die sich immer der Sonne zuwenden muss.
- Narkissos und Echo: Die Nymphe Echo, deckt Zeus Affären gegen Heras Nachforschungen, woraufhin sie von Hera mit dem Fluch belegt wird, nur mehr die letzten Worte wiederholen zu können, die sie gehört hat. Sie verliebt sich schließlich in Narkisson, den schönsten sterblichen Jüngling, der sie jedoch verschmäht. Gekränkt schwand sie dahin und nur ihre Stimme blieb zurück. Narkissos weist auch alle weiteren Werberinnen zurück, da er so von sich selbst eingenommen ist. Eines Tages erblickt er sein Spiegelbild in einer Quelle ohne sich zu erkennen und verliebt sich in sich selbst. Unfähig, sein vermeintliches Gegenüber berühren zu können, verzehrt er sich nach der Erwiderung der Liebe und stirbt schließlich daran. Aus seinem toten Körper wird schließlich die schönste aller Blumen, die Narzisse.
- Nyctimene: Nyctimene verbirgt sich aus Scham, weil sich ihr Vater Epopeos, der König von Lesbos an ihr vergangen hat in den Wäldern. Die Göttin Athene hat Mitleid mit ihr und verwandelt sie in eine Eule. Auch in dieser Gestalt scheut sie das Tageslicht und zeigt sich nur nachts.
- Okyroë: Die Tochter des Kentauren Chiron und der Nymphe Chariklo, Okyroë, besitzt die Gabe der Prophetie. Zeus verwandelte sie in eine Stute, weil sie unerlaubt geweissagt hatte, und sie erhält den Namen Hippe oder Hippo.
- Philemon und Baucis: Zeus und Hermes besuchen eine Stadt in Phrygien. Die Einwohner gewähren den beiden Wanderern jedoch keinen Einlass. Allein Philemon und seine Frau Baucis, ein altes Ehepaar, das in einer ärmlichen Hütte am Stadtrand lebt, üben Gastfreundschaft, nehmen die beiden auf und bewirten sie mit allem, was sie haben. Daran, dass sich der Weinkrug wundersamerweise immer wieder von allein füllt, erkennen sie ihre Gäste als Götter, denen sie nun auch noch ihre einzige Gans opfern wollen. Das verwehren ihnen die Himmlischen jedoch und fordern sie auf, ihnen zu folgen, um der Strafe für die ungastliche Stadt zu entgehen. Von der Höhe sehen Philemon und Baucis erschüttert, dass die Stadt in einem Sumpf versunken ist. Nur ihr Häuschen ist geblieben, das sich nun in einen Tempel von Gold und Marmor verwandelt. Von Zeus aufgefordert, ihre Wünsche zu nennen, bitten sie darum, als Priester ihr Leben lang den Tempel hüten zu dürfen und zur selben Stunde zu sterben, so dass keiner von ihnen des anderen Grab schauen müsse. So geschieht es. Sie dienen im Tempel, bis sie eines Tages, vom Alter gebeugt auf den Tempelstufen miteinander redend, in eine Eiche bzw. eine Linde verwandelt werden.
- Syrinx: Die Najade Syrinx lebt als Anhängerin der Artemis ein jungfräuliches Leben. Der Hirtengott Pan verliebt sich in sie und möchte sich mit ihr vereinigen. Auf der Flucht vor ihm wird sie auf ihr Bitten hin am Fluss Ladon in Schilfrohr verwandelt. Der Atem des Gottes, der darüber streicht, erzeugt einen ergreifenden Klang. Daraufhin schneidet Pan sich das Schilfrohr und fertigt mit Hilfe von Wachs die Syrinx genannte Hirtenflöte (Panflöte) und spielt auf ihr seine Lieder.

## Die großen griechischen Sagenzyklen

### Kretischer Sagenzyklus

#### Der Raub derEuropa
Zeus möchte Europa, die schöne Tochter des phönizischen Königs Agenor, verführen. Da er sein Vorhaben vor Hera geheim halten will, nähert er sich in Gestalt eines prächtigen Stiers. Als er so ihr Vertrauen gewonnen hat und sie auf seinen Rücken steigt, läuft er mit ihr in Richtung Meer und schwimmt bis nach Kreta. Dort offenbart er sich ihr als Gott und zeugt mit ihr drei Söhne: Minos, Rhadamantys und Sarpedon. Bevor er sie alleine zurücklässt, überreicht er ihr einen Speer, der nie sein Ziel verfehlt, und den Jagdhund Lailaps, der seine Beute immer fängt. Europa, nach der schließlich der Erdteil, auf dem sich Kreta befindet, benannt wird, wird vom kretischen König Asterios aufgenommen und geheiratet. Da Asterios keine eigenen Kinder hatte, adoptiert er alle drei Söhne der Europa, und nach Asterios' Tod folgt ihm Minos auf den Thron nach. Sarpedon verlässt nach einem Streit mit Minos Kreta in Richtung Lykien, wo er (bzw. sein gleichnamiger Enkel) im Trojanischen Krieg eine Rolle spielen wird. Je nach Erzählung werden entweder alle drei Brüder, oder Minos und Rhadamantys gemeinsam mit ihrem Halbbruder Aiakos, auf Grund ihrer Weisheit und Gerechtigkeit als Richter über die Toten eingesetzt.

#### König Minos
Die nachfolgenden Geschichten behandeln je nach Quelle das Leben des Sohnes der Europa, Minos, oder seines gleichnamigen Enkels.
- Britomartis: Der junge Minos verliebt sich in seine Halbschwester Britomartis und will mit ihr schlafen. Sie läuft vor seinen Annäherungsversuchen davon und so verfolgt er sie 9 Monate lang, bis sie sich mit einem Sprung ins Meer rettet. Dabei landet Britomartis im Netz von Fischern, die sie retten. Später wird sie von Artemis zur Göttin erhoben.
- Prokris: Nachdem Minos Pasiphaë heiratet, hat diese Zweifel an seiner Treue und verzaubert ihn daraufhin so, dass fortan bei jeder Umarmung Schlangen, Skorpione und Tausendfüßler aus Minos’ Körper strömen. Erst Prokris kann Minos von diesem Zauber befreien und erhält zum Dank dafür den unfehlbaren Speer und den Jagdhund Lailaps, die Europa von Zeus erhalten hatte.
- Daidalos: Der Athener Daidalos ist als genialer Erfinder, Handwerker, Baumeister und Künstler weit bekannt. Auf Drängen seiner Schwester hin nimmt er seinen Neffen Perdix als Lehrling auf. Dieser fällt durch seinen Einfallsreichtum auf, so erfindet Perdix beispielsweise die Säge, indem er das Rückgrat eines Fisches aus Eisen nachbildet. Der stolze Daidalos ist eifersüchtig und fürchtet um seinen Ruhm, weshalb er Perdix auf die Akropolis lockt, von der aus er Perdix hinab stürzt. Perdix wird von Athena gerettet, indem er in ein Rebhuhn verwandelt wird und Daidalos wird für sein Verbrechen vor Gericht gestellt und aus Athen verbannt. So gelangt Daidalos nach Kreta, wo ihn König Minos aufnimmt.
- Der Minotauros: Minos bittet den Meeresgott Poseidon bei einem Streit um sein Thronrecht um Hilfe und verspricht ihm, was immer aus dem Meer einsteigen würde, zu opfern. Poseidon hilft ihm den Thron zu sichern und lässt schließlich einen prächtigen Stier dem Meer entsteigen, den er sich von Minos als Opfer erwartet. Minos, der das Tier nicht hergeben möchte, opfert stattdessen ein anderes Rind. Zur Strafe dafür belegt Poseidon Minos' Frau Pasiphaë mit einem unstillbaren sexuellen Verlangen nach ebendiesem Stier. Um ihr Verlangen stillen zu können, bittet Pasiphaë Daidalos um Hilfe, der ihr ein Gestell zimmert, das mit einer Kuhhaut bedeckt einem Rind ähnelt. Pasiphaë steigt in das Gestell und lässt sich von dem Stier begatten. Aus dieser Verbindung geht der menschenfressende Minotauros, ein Mann mit einem Stierkopf, hervor. Im Auftrag des Minis baut Daidalos nun ein so geschickt durchdachtes Labyrinth, dass er selbst kaum den Ausweg findet. Nach der Fertigstellung wird der Minotauros in dem Labyrinth weggesperrt.
- Minos und die Athener: Nachdem Herakles im Zuge seiner achten Arbeit den kretischen Stier gefangen und auf die Peloponnes gebracht hatte, richtet das Tier dort großen Schaden an. Androgeos, der Sohn des Minos, der gerade am Hof des attischen Königs Aigeus weilt, wird von diesem ausgesandt, um den kretischen Stier zu töten und stirbt bei dem Versuch. Das (bzw. nach anderen Erzählungen der kaltblütige Mord des Aigeus an Androgeos, weil dieser alle Wettkämpfe der Panathenäen gewann) ist der Auslöser dafür, dass Minos gegen die Athener in den Krieg zieht. Zunächst fordert Minos mit seinem Heer das mit Athen verbündeten Megara heraus. Dessen König Nisos hat eine purpurne Locke am Kopf, die ihm Unsterblichkeit verleiht und so kann Minos Megara zunächst nicht besiegen. Nisos' Tochter Skylla verliebt sich jedoch in Minos, schneidet ihrem Vater die Locke ab und bringt sie Minos, den sie als Gemahl möchte, um ihm den Sieg zu schenken. Minos jedoch ist entrüstet über ihren Verrat am eigenen Vater und weist sie zurück. Nachdem so Nisos besiegt werden kann und Megara fällt, zieht Minos gegen Athen, das seiner Belagerung lange standhalten kann. Erst nachdem Minos Zeus um Hilfe ruft und dieser den Athenern die Pest und eine Hungersnot schickt, werden die Athener besiegt. Als Strafe muss Athen fortan alle neun Jahre 7 Jünglinge und 7 Jungfrauen nach Kreta schicken, die dort dem Minotauros zum Fraß vorgeworfen werden. Erst Theseus (siehe Theseussage) wird die Athener später von dieser Last befreien.

- Daidalos und Ikaros: Nachdem der Minotauros von Theseus getötet wurde, hält Minos Daidalos und seinen Sohn Ikaros im Labyrinth gefangen. Auch Daidalos kann nun nicht mehr herausfinden und so baut er für seinen Sohn und sich Flügeln aus Feder, die er mit Wachs zusammenklebt. Mit diesen fliegen Vater und Sohn aus dem Labyrinth und über das Meer. Alles scheint gutzugehen, bis Ikaros die Warnungen seines Vaters, weder zu niedrig zu fliegen, um zu verhindern, dass die Federn durch die Gischt des Meeres nass werden, noch zu hoch zu fliegen und durch die Sonne zu verbrennen, in den Wind schlägt. Er fliegt immer höher und höher und schließlich schmilz das Wachs durch die Sonneneinstrahlung, wodurch sich die Federn lösen und er in den Tod stürzt. Das Meer, in das er stürzt, wird fortan Ikarisches Meer genannt, die Insel, an die sein Leichnam gespült wird Ikaria.
- Der Tod des Minos: Nachdem Ikaros in den Tod gestürzt ist, fliegt Daidalos weiter bis nach Sizilien, wo er von König Kokalos aufgenommen wird und an seinem Hofe viele fantastische Handwerksarbeiten erschafft. Minos möchte Daidalos zurückholen und verbreitet dafür Aufgabe, die seiner Meinung nach nur Daidalos lösen kann: Wie zieht man einen Faden durch ein spiralig gewundenes Schneckenhaus? Daidalos bohrt das Gehäuse in der Mitte an, befestigt an einem Ende des Fadens eine Ameise, die er durch das Loch kriechen lässt und lockt sie am Ende des Spiralgangs mit einem Tropfen Honig an. Kokalos erfährt diese Lösung und verrät sie Minos, der so Daidalos’ Aufenthaltsort erfährt. Minos segelt mit seiner Flotte nach Sizilien und fordert die Auslieferung von Daidalos. Kokalos jedoch schätzt Daidalos sehr und möchte ihn nicht verlieren. Also täuscht er Gastfreundschaft vor und lädt ihn zum Bad ein, in dem Minos von Kokalos Töchtern mit kochendem Wasser übergossen wird, bis er stirbt.
- Verbindung zu anderen Sagen:
  - Geburt und Jugend des Zeus (siehe Titanomachie)
  - Prokris stirbt auf Kreta
  - Herakles fängt auf Kreta den kretischen Stier
  - Theseus kämpft auf Kreta gegen den Minotauros.

### Theben
Der Thebanische Sagenkreis lässt sich im Wesentlichen chronologisch nach den Generationen, in denen die Geschichten spielen ordnen, beginnend mit der Gründung Thebens durch Kadmos. Die weiteren Generationen sind stark mit dem Wirken des Gottes Dionysos verwoben.

#### Erste Generation: Kadmos
- Die Suche nach Europa: Nach dem Raub der Europa durch Zeus schickt König Agenor seine Söhne Kadmos, Phoinix und Kilix aus um seine Tochter zu suchen. Auf ihrer Suche im Raum des heutigen Griechenlands bringen sie das phönizische Alphabet mit, aus dem später das griechische Alphabet hervorgehen wird, gründen dabei Städte wie Thasos und stiften Heiligtümer. Nach langer Suche kehren Phonix und Kilix um und werden die Stammväter der Phönizier und Kilikier. Kadmos jedoch, dem von Agenor verboten wurde, ohne Europa zurückzukehren, geht nach Delphi, wo er das Orakel befragt. Von diesem erfährt er das Schicksal seiner Schwester und bekommt den Auftrag, die Suche nach Europa zu beenden und stattdessen einer Kuh mit weißer Zeichnung zu folgen. An dem Platz, an dem sie sich niederließe, solle er eine Stadt gründen.
- Die Gründung von Theben: Kurz darauf sieht er die Kuh aus der Weissagung und folgt ihr lange Zeit. Als sie sich endlich niederlässt, schickt er seine Gefährten zu einer nahen Quelle, um Wasser zu holen. Als sie nicht zurückkommen, macht sich Kadmos auf die Suche nach ihnen und findet sie von einem Drachen des Ares zerrissen. Er nimmt den Kampf mit dem Drachen auf und kann ihn schließlich töten. Auf Befehl Athenas nimmt er die Hälfte der Drachenzähne (die andere Hälfte wird Aietes erhalten, siehe Argonautensage) und sät sie. Aus den Zähnen wachsen bewaffnete Männer, die zum Leben erwachen und sich gegenseitig bekämpfen, bis nur noch fünf von ihnen übrig sind. Mit diesen fünf Erdgeborenen (die „Sparten“ Echion, Udaios, Chthonios, Hyperenor und Peloros) gründet Kadmos die Stadt Kadmeia, die später Theben genannt wird. Die Sparten sind die Stammväter der fünf großen thebanischen Familien.
- Weitere Geschichten des Kadmos: Bevor Kadmos den Thron besteigen kann, muss er noch 8 Jahre lang dem Ares dienen, um sich für die Tötung seines Drachens reinzuwaschen. Danach heiratet Kadmos Harmonia, die Tochter des Ares und der Aphrodite. An der Hochzeit nehmen alle olympischen Götter teil und das Ehepaar erhält von Hephaistos den Schleier und die Halskette, die später im Kampf der 7 gegen Theben eine Rolle spielen sollte. Die beiden haben vier Töchter, Autonoë, Ino, Semele und Agaue, und einen Sohn, Polydoros, miteinander. Nachdem Kadmos abdankt und den Thron an seinen Enkel Pentheus übergibt, verlassen er und Harmonia Theben, führen die Encheleer in eine siegreiche Schlacht und bekommen noch einen weiteren Sohn, den Illyrios, der der Stammvater der Illyrer werden sollte. Nach ihrem Tod werden Kadmos und Harmonia in Schlangen verwandelt und nach Elysion versetzt.

#### Zweite Generation: Die Kinder des Kadmos
- Semele: Semele wird von Zeus in Gestalt eines Sterblichen verführt und erwartet ein Kind von ihm. Die eifersüchtige Hera sät Zweifel im Herzen der Semele, dass Zeus gar nicht er selbst sei, und so erbittet Semele, Zeus in seiner wahren Gestalt sehen zu dürfen. Zeus möchte ihr diesen Wunsch ausschlagen, lässt sich aber schließlich doch überreden und als er sich Semele offenbart, wird sie durch seine Herrlichkeit vernichtet und verbrennt zu Asche. Zeus möchte das ungeborene Kind retten und näht es sich in seinen Oberschenkel ein. So kommt schließlich Dionysos, der Gott des Weines zur Welt (Schenkelgeburt).
- Ino: Ino nimmt sich Dionysos, dem Kind Ihrer Schwester, an und zieht ihn auf. Dies versucht sie zu verheimlichen, da sie den Zorn Heras fürchtet, die jedoch dahinterkommt und schließlich Inos Mann Athamas mit Wahnsinn schlägt. Das weitere Schicksal Inos sowie ihrer Kinder wird in der Argonautensage behandelt.
- Agaue, Autonoë und Polydoros: Das Schicksal der weiteren Kinder des Kadmos wird nachfolgend in der Sage des Pentheus erläutert.

#### Dritte Generation Theben
- Das Wirken des Dionysos': Schon in jungen Jahren macht Dionysos auf sich und seine göttliche Herkunft aufmerksam, zum Beispiel durch die Erfindung des Weinkelterns, welche ihm zugeschrieben wird. Jedoch gibt es auch viele Leute, die seine Göttlichkeit in Frage stellen, als er, im Auftrag Zeus durch die Welt zieht um den Glauben an die Olympier zu verbreiten und sich so seinen Platz im Olymp zu verdienen. Als Dionysos, begleitet von seinem Gefolge aus den Nymphen, Mänaden genannt, und Satyrn nach Thrakien kommt, stellt sich ihm der König Lykourgos in den Weg. Er nimmt alle Mänaden gefangen und Dionysos muss sich durch einen Sprung ins Meer retten, wo er von Thetis aufgenommen wird. Seine Großmutter Thetys hilft ihm, indem sie Thrakien unfruchtbar macht, Lykurgos mit Wahnsinn schlägt, in dem er seinen Sohn für einen Rebstock hält und ihn dadurch tötet, dass er ihm die Glieder abhackt. Um die Unfruchtbarkeit zu beenden, zwingt Dionysos die Thrakier dazu, Lykurgos zu töten, was sie dadurch machen, dass sie ihn am Berg Pangaion an Pferde binden, die ihn zerreißen. Ein anderes Mal wird Dionysos von tyrrhenischen Piraten gefangen genommen, auf deren Schiff er Wunder wirkt, wie Wein am Mast empor wachsen zu lassen. Niemand will Dionysos anerkennen, bis auf den Steuermann, der die anderen zur Ehrfurcht aufruft. Erzürnt verwandelt sich Dionysos in einen Löwen, woraufhin alle, außer dem Steuermann, in Delfine verwandelt ins Meer springen. So zieht er durch die Welt, bis nach Indien, und überall findet er Anhänger. Nur noch Theben ist übrig, wohin sich Dionysos nun auf den Weg macht.
- Pentheus als König Thebens: Agaue, die Tochter des Kadmos heiratet den Sparten Echion und bekommt mit ihm ihren Sohn Pentheus. Dieser wird von Kadmos, als er Theben verlässt, anstelle seines eigenen Sohnes Polydoros als König von Theben eingesetzt. Seine Mutter und deren Schwestern Autonoë und Ino erkennen die göttliche Herkunft ihres Neffen Dionysos nicht an und so werden auch in Pentheus Zweifel an der Göttlichkeit des Dionysos geweckt.
- Der Tod des Pentheus: All die Geschichten, die Pentheus von Dionysos hört, ändern nichts an seiner Meinung über Dionysos und so will er die bacchantischen Feste, die von den Frauen Theben abgehalten werden, als Dionysos Theben erreicht, verhindern. Dionysos, der Pentheus, seine Mutter und seine Tanten für die Zweifel strafen will, straft die Frauen mit Wahnsinn und so nehmen auch diese an den bacchantischen Festen teil. Pentheus verkleidet sich als Bacchantin und folgt den Frauen auf den Kithairon zu ihrem Fest um Dionysos gefangen zu nehmen. Er beobachtet die Frauen von einem Baum aus und wird von seiner Mutter und ihren Schwestern entdeckt. Sie halten ihn im Rausch für ein wildes Tier, zerren ihn vom Baum und reißen ihn in Stücke. Nach Pentheus Tod besteigt Polydoros den Thron.
- Dionysos Aufnahme in den Olymp: Damit hat Dionysos sich als Gott würdig erwiesen und wird von den anderen Olympiern als einer der ihren akzeptiert. Neben der Erfindung des Weinbaus werden ihm auch noch andere Errungenschaften, wie zum Beispiel das griechische Theater zugeschrieben. Was Dionysos nun noch fehlt, ist eine Frau, die er in Ariadne findet (siehe Theseus) und mit zu sich in den Olymp erhebt.
- Aktäon: Aktäon kommt als Sohn der Autonoë und des Aristaios auf die Welt und wird vom Kentauren Cheiron erzogen. Wie auch sein Vater ist er ein großartiger Jäger, doch eines Tages erblickt er Artemis und ihre Nymphen beim Bad und beobachtet diese dabei. Als Artemis dies bemerkt, verwandelt sie Aktäon in einen Hirsch, der nun von seinen eigenen Hunden gejagt und schließlich zerrissen wird.
- Labdakos: Labdakos ist der Sohn des Polydoros und der Nykteis. Als Polydoros stirbt, ist er selbst noch zu jung um zu regieren. Aus diesem Grund übernimmt Nykteus, der Vater von Nykteis, die Regierungsgeschäfte. Nykteus zieht eines Tages gegen Epopeus von Sikyon in den Krieg, da dieser seine zweite Tochter Antiope geraubt hatte und kommt dabei ums Leben. Sein Bruder Lykos übernimmt die Regierungsgeschäfte, bis Labdakos alt genug ist. Kurz nachdem Labdakos König wird und sein Sohn Laios auf die Welt kommt, wird Labdakos von Dionysos vernichtet, da er seinen Kult missachtet und Lykos übernimmt noch einmal die Regierungsgeschäfte.
- Zethos und Amphion: Nykteus Tochter Antiope wird von Zeus geliebt und schließlich, wie bereits erzählt, von Epopeus, der auch ein Auge auf sie geworfen hat, entführt und vergewaltigt. Als sie schließlich von Lykos nach Theben zurückgebracht wird, bringt sie ihre Zwillinge Zethos und Amphion auf die Welt, die als Ergebnis der Vergewaltigung durch Epopeus angesehen werden, eigentlich jedoch Zeus' Sprösslinge sind, und deshalb im Gebirge ausgesetzt werden. Dort werden sie von Hirten großgezogen. Antiope wird von Lykos, wie es sich ihr Vater am Sterbebett gewünscht hatte, als Ziehtochter aufgenommen. Doch Lykos Frau Dirke gequält und misshandelt sie jahrelang, weshalb sie die Flucht ergreift und dabei, ohne es zu wissen, auf ihre beiden herangewachsenen Söhne trifft. Dirke, die Antiope verfolgt, holt sie ein und fordert die Zwillinge auf, Antiope an einen Stier zu binden und zu Tode zu schleifen. Zeus greift ein, enthüllt die wahren Verwandtschaftsverhältnisse und Dirke wird ihrerseits am Stier zu Tode geschleift. Die Zwillinge ziehen daraufhin gegen Theben in den Krieg, töten Lykos und vertreiben den kleinen Laios. Während Zethos ein begabter Jäger ist, besitzt Amphion ein großes musikalisches Talent, für das er von seinem Bruder oft verspottet wird. Als die beiden die Stadt Kadmeia jedoch mit einer Mauer mit 7 Toren umgeben, erweist sich Amphions Talent als das nützlichere: Mit Hilfe einer Leier, die er von Hermes erhalten hatte, fügen sich die Mauern durch seine Musik von selbst zusammen. Erst ab dem Bau der Mauern wird die Stadt nicht mehr Kadmeia, sondern Theben genannt, über das die Brüder gemeinsam herrschen. Über Amphions Tod wurde schon in der Tantalidensage berichtet (Siehe Niobe). Die Frau seines Bruders Zethos ist auf Niobe eifersüchtig, da diese so viele Kinder hat, weshalb sie deren ältesten Sohn Sipylos ermorden will, der im selben Zimmer wie Itylos schläft. Sie verwechselte jedoch das Bett und tötete ihr eigenes Kind. Als sie den Irrtum erkannte, flehte sie die Götter an, ihr die menschliche Gestalt zu nehmen. Zeus verwandelte sie hierauf in eine Nachtigall, die seitdem mit dem Ruf „ityn, ityn“ das Opfer beklagt. Zethos selbst ist über den Tod seines Kindes so bestürzt, dass er sich selbst das Leben nimmt.

#### Vierte Generation: Laios
Laios, der Sohn des Labdakos wächst nach seiner Vertreibung aus Theben durch Zethos und Amphion bei Pelops auf. Als Erwachsener unterrichtet er Chrysippos, den Sohn des Pelops, im Wagenfahren, verliebt sich in ihn und entführt ihn. Für diese Tat wird Labdakos von Pelops verflucht, er solle niemals einen Sohn haben und wenn doch, würde dieser ihn ermorden. Als Amphion und Zethos sterben, besteigt Labdakos rechtmäßig den Thron und heiratet Iokaste, die Tochter des Menoikeus und Nachkomme der Sparten.

#### Fünfte Generation: Ödipus
- Die Geburt des Ödipus: Laios blieb lange kinderlos. Als Iokaste ihr erstes gemeinsames Kind mit Laios erwartet, geht dieser zum Orakel von Delphi und befragt es wegen des Fluchs des Pelops. Das Orakel bestätigt diesen und weissagt, dass Laios' Sohn seinen Vater töten und seine Mutter heiraten werde. Anderen Versionen nach wird Laios davor gewarnt, mit Iokaste einen Sohn zu zeugen. Als das Kind, ein Junge, auf die Welt kommt, lässt Laios den Säugling aussetzen. Der beauftragte Hirte hat jedoch Mitleid mit dem Knaben und gibt ihn an einen anderen Hirten weiter, sodass das Kind nach Korinth oder Sikyon gelangt, wo es vom kinderlosen Königspaar wie ein eigener Sohn aufgezogen wird.
- Ödipus und Laios: Ödipus wächst in dem Glauben, seine Zieheltern wären seine leiblichen Eltern auf. Im frühen Erwachsenenalter streut ein Betrunkener auf einem Fest Zweifel im Herzen des Ödipus über die Identität seiner Eltern, woraufhin Ödipus das Orakel von Delphi befragt. Dieses weissagt ihm, er würde seinen Vater töten und seine Mutter heiraten. Damit sich diese Prophezeiung nicht verwirklichen kann, bricht Ödipus in die Ferne auf, um weit weg von seinen vermeintlichen Eltern zu kommen. Dabei kommt ihm beim Parnass der Wagen von Laios entgegen. Laios fordert Ödipus auf, den Weg zu räumen und es kommt zum Streit, in dem Ödipus Laios, unwissend, dass es sich um seinen Vater handelt, tötet.
- Die Thebanische Sphinx: Nach dem Tod des Laios übernimmt Kreon, ein Nachfahre der Sparten und Bruder der Iokaste, den Thron von Theben, das zu dieser Zeit von der Sphinx heimgesucht wird. Diese lauert Reisenden in der Nähe von Theben auf einem Felsen auf, stellt ihnen ein Rätsel und tötet sie bei einer falschen Antwort. Kreon verspricht demjenigen den Thron sowie die Hand der Iokaste, der Theben von der Sphinx befreie. Ödipus begibt sich daraufhin zur Sphinx. Er kann ihr Rätsel lösen, worauf diese sich selbst aus Scham in den Abgrund stürzt. Anderen Versionen nach tötet Ödipus die Sphinx. Ödipus wird daher König von Theben und heiratet unwissentlich seine Mutter Iokaste, wodurch sich die Prophezeiung erfüllt.
- Die Entdeckung des Frevels: Als später die Pest Theben heimsucht, befragt Ödipus das Orakel (oder Teiresias) und erfährt, der Mörder des Laios müsse gefunden werden. Vom Seher Teiresias erfährt Ödipus, dass er selbst der Mörder des Laios sei. Ödipus kann dies nicht glauben und forscht weiter nach. Schließlich kommt auch der Hirte, der Ödipus ausgesetzt hatte, an den Hof und bestätigt, dass Ödipus der Sohn des Laios und der Iokaste sei (anderen Versionen nach der Wagenlenker des Laios). Daraufhin ist Iokaste so bestürzt, dass sie sich an ihrem Schleier erhängt. Ödipus sticht sich laut der Bearbeitung der Sage durch Sophokles die Augen aus, anderen Versionen nach wird er geblendet oder im Palast eingesperrt oder regiert voll Kummer noch viele Jahre weiter über Theben.
- Das Ende des Ödipus im Exil: Ödipus übergibt, gemäß einer späten Version, nach der Entdeckung des Frevels die Regierungsgeschäfte an seinen Schwager Kreon und verlässt, begleitet von seiner Tochter Antigone Theben. Jahrelang irren die beiden durch Griechenland, bis sie schließlich nach Kolonos in Attika kommen. Dort gibt es einen, den Eumeniden (auch bekannt als Erinnyen) Rachegöttinnen geweihten Hain, den Eumenidenhain, bei dem Ödipus Erlösung von seinen Leiden erbitten will. Zunächst stößt die zweite Tochter, Ismene, zu ihnen, um den beiden zu helfen. Kurz darauf taucht Theseus, der König von Athen, auf und nimmt Ödipus aus Mitleid auf. Kreon möchte Ödipus zurück nach Theben holen, welcher jedoch, das Schicksal seiner Söhne voraussehend, ablehnt. Daraufhin entführt Kreon Ödipus' Töchter, die jedoch von Theseus befreit werden. Wenig später trifft der vertriebene Sohn Polyneikes ein, der den Vater als Unterstützung gegen seinen Bruder zurück nach Theben holen will. Ödipus verflucht ihn jedoch, da sich keiner seiner Söhne um ihn gekümmert hat und sagt Polyneikes voraus, er und sein Bruder würden sich im Zweikampf gegenseitig töten. Als danach die Gewitter und Beben aufkommen, die laut der Götterweissagung Ödipus’ Tod markieren, sucht er sich eine versteckte Ruhestätte am Hügel und schreitet in die Unterwelt hinab.

#### Sechste Generation: DieSieben gegen Theben
- Polyneikes und Tydeus bei Adrast: Als die Söhne des Ödipus alt genug sind, um Kreon als Herrscher Thebens abzulösen, wird vereinbart, dass die beiden abwechselnd, für jeweils ein Jahr herrschen sollen. Eteokles weigert sich jedoch nach Ablauf seines ersten Regierungsjahres, den Thron seinem Bruder zu hinterlassen und vertreibt ihn, woraufhin dieser Richtung Argos zu König Adrastos geht. Dort weilt auch gerade der Kalydonier Tydeus, der von Adrast von einem Mord gereinigt und aufgenommen wurde. Als sich Polyneikes der Stadt bei seiner Ankunft nachts nähert, ein Löwenfell über den Schultern tragend, wird er von Tydeus, mit einem Bärenfell bekleidet, für einen Feind gehalten und angegriffen. Adrastos geht zwischen die beiden Krieger und sieht ein Orakel, nachdem er seine Töchter mit einem Löwen und einem Bären verheiraten solle erfüllt. So wird Polyneikes mit Argeia und Tydeus mit Deipyle verheiratet.
- Die Sieben gegen Theben: Nachdem so familiäre Banden geschaffen wurden, verspricht Adrastos Polyneikes, ihm dabei zu helfen, seinen rechtmäßigen Thron zurückzuerlangen. Dazu sammelt er die wichtigsten Edelleute und deren Gefolge für eine Belagerung Thebens: Die namensgebenden Sieben gegen Theben, deren Namen, Bezug zu anderen Sagen sowie deren Vorgeschichte, falls nicht an anderer Stelle erwähnt, nachfolgend genannt werden:
  - Adrastos: Der König von Argos und Vater des Epigonen Aigialeus
  - Amphiaraos: Amphiaraos ist der Gatte der Eriphyle, der Schwester des Adrastos und Vater der Epigonen Alkmaion und Amphilochos sowie der Heraklesmutter Alkmene. Zusammen mit König Iphis regieren sie über das argivische Land. Es kommt zu einer Auseinandersetzung zwischen Amphiaraos und Adrastos. Schließlich aber einigten sich die beiden Kontrahenten, der Eriphyle die Entscheidung in zukünftigen Streitfällen zwischen ihrem Mann und ihrem Bruder zu überlassen. Bevor er am Zug der Sieben gegen Theben teilnimmt, konnte er sich bereits als Argonaut, sowie bei der Jagd auf den Kalydonischen Eber beweisen.
  - Hippomedon: Ein Bruder (nach anderen Quellen ein Neffe) des Adrastos und Vater des Epigonen Polydoros
  - Kapaneus: Sohn des Hipponoos und Vater des Epigonen Sthenelos
  - Parthenopaios: Als Sohn des Melagros und der Atalante (siehe Kalydonische Sagen), die den Anschein ihrer Jungfräulichkeit wahren will, wird Parthenopaios am Berg Parthenios ausgesetzt, von einem Hirten gerettet und gemeinsam mit dem Heraklessohn Telephos erzogen. Er gilt als Sieger des Bogenschießbewerbes der Nemäischen Spiele und als Helfer des Telephos in dessen Krieg gegen Idas.
  - Polyneikes: Der Sohn des Ödipus und Vater des Epigonen Thersandros
  - Tydeus: Sohn des Oineus, Bruder des Meleagros (siehe Kalydonische Sagen) und Vater des Epigonen Diomedes.
- Aufbruch nach Theben: Amphiaraos weigert sich anfangs, an dem Zug gegen Theben teilzunehmen, da er seinen eigenen Tod voraussieht. Da er als kundiger Seher für den Erfolg des Zuges als unbedingt nötig angesehen wird, wollen auch die anderen Fürsten ihre Teilnahme verweigern. Erst als Eriphyle, seine Frau, von Polyneikes mit dem Halsband der Harmonia bestochen wird (auf dem allerdings ein Fluch liegt), überredet sie ihren Gatten zur Teilnahme. Aufgrund einer Vereinbarung zwischen seinem Schwager, seiner Frau, und ihm selbst muss sich Amphiaraos nunmehr dem Feldzug anschließen. Bevor er aufbricht, lässt er seinen Sohn schwören, er solle seine Mutter als Rache für ihren Verrat töten.
- Hypsipyle und Opheltes: Der Zug der Epigonen in Richtung Theben gestaltet sich äußerst schwierig, da sie durch eine Einöde kommen dadurch zu verdursten drohen, als sie auf Hypsipyle treffen, die Tochter des Lemnischen Königs Thoas, deren Vorgeschichte in der Argonautensage erzählt werden wird. Hypsipyle, die Opheltes, den Sohn des Lykurgos, dem König von Nemea, bei sich hat und ihn aufzieht, will dem Heerzug helfen und ihnen eine Quelle zeigen. Dafür lässt sie Opheltes alleine zurück und geht mit dem Heereszug zu der nahgelegenen Quelle. Als sie später zurückkommen, finden sie Opheltes Leiche, der von einer Schlange getötet wurde. Der Seher Amphiaraos, erkennt darin ein schlechtes Vorzeichen, worauf sie das Kind Archemoros („Anfang des Unheils“) nennen. Sie halten dem Kind eine prächtige Leichenfeier mit Spielen zu Ehren des Toten ab, aus denen die Nemeischen Spiele entstanden. Da Hypsipyle die Rache des Lykurgos fürchtet, setzt sich Adrastos für sie ein und bewahrt sie davor.
- Menoikeus: Als das Heer von Adrastos und Polyneikes schließlich vor Theben ankommt, weissagt der Seher Teiresias, Theben würde den Krieg nur überstehen, wenn sich Menoikeus, der Sohn des Kreon, selbst opfern würde. Kreon ist strikt dagegen, seinen Sohn zu opfern, doch als Menoikeus von der Weissagung hört, stürzt er sich von den Mauern Thebens.
- Die verteidigenden Thebaner: Das Heer der Argiever beginnt mit dem Versuch, die Stadt zu stürmen. Dabei greift jeder der 7 Heerführer eines der 7 Tore der Stadt an, die von den folgenden 7 Thebanern verteidigt werden:
  - Eteokles: Sohn des Ödipus, Bruder des Polyneikes und Vater des Laodamas
  - Hyperbios
  - dessen Bruder Aktor
  - Kreon: Der Schwager des Ödipus
  - Lasthenes
  - Megareus: Sohn des Kreon
  - Melanippos
  - Polyphantes
- Sturm auf die Stadt: Der Angriff läuft zunächst gut für die Angreifer, bis Kapaneus damit prahlt, er würde selbst gegen den Willen des Zeus die Stadt erstürmen und seinen Blitzen trotzen. Daraufhin beginnen sich die Götter von den Argivern abzuwenden und in dem Moment, als Kapaneusdie Mauer mit Hilfe einer Sturmleiter erklimmen will von Zeus mit einem Blitz getötet wird. Parthenopaios wird von einem riesigen Stück der Brustwehr der thebanischen Mauer getötet, die ein Verteidiger auf ihn wirft. Tydeus hingegen kämpft heldenhaft und verletzt den Verteidiger Melanippos schwer, erleidet dabei jedoch auch tödliche Wunden. Athena will ihn retten und unsterblich machen, doch als Amphiaraos dem Melanippos den Kopf von den Schultern trennt, trinkt Tydeus das Hirn aus dessen Schädel. So lässt Athena von ihrem Plan ab und Tydeus stirbt.
- Kampf der Brüder: Da beide Seiten schwere Verluste hinnehmen mussten, einigen sich beide Seiten darauf, der Krieg solle durch einen Zweikampf der beiden Brüder Eteokles und Polyneikes entschieden werden. Nach einem langen Kampf kann Eteokles seinem Bruder eine tödliche Wunde zufügen. Im Sterben jedoch kann auch Polyneikes seinen Bruder noch töten und so stirbt zuerst Eteokles und dann Polyneikes. Die beiden Seiten sind sich deshalb nicht einig, wem der SIeg zugesprochen werden soll und es kommt erneut zum Kampf, in dem die Thebaner schnell die Oberhand gewinnen und die Argiver flüchten müssen. Auf der Flucht wird Hippomedon von einem Thebaner erschlagen und auch Amphiaraos droht, eingeholt zu werden, bis Zeus die Erde aufreißt von der Amphiaraos verschlungen wird. Nur Adrastos kann als einziger Angreifer entkommen.
- Antigone und Kreon: Kreon übernimmt nach dem Tod Eteokles' die Herrschaft, da der Sohn des Eteokles Laodamas noch zu klein ist und lässt Eteokles feierlich bestatten. Polyneikes und den anderen Angreifern jedoch verwehrt er die Beerdigung und damit auch den Einzug ins Totenreich. Er droht jedem, der versucht Polyneikes zu bestatten, mit der Steinigung und lässt den Leichnam bewachen. Polyneikes' Schwester Antigone, die ihren Bruder liebt, will ihn dennoch bestatten und bittet ihre Schwester Ismene um Hilfe, die ihr jedoch verwehrt wird. Somit schleicht sie alleine heimlich eines Nachts zu ihrem Bruder und bedeckt ihn mit Staub, um den Gesetzen der Unterwelt wenigstens irgendwie Genüge zu tun. Sie wird gefasst und Kreon beschließt, sie zur Strafe einmauern zu lassen.
- Haimon und Antigone: Kreons Sohn Haimon, der mit Antigone verlobt ist, versucht seinen Vater vergeblich umzustimmen. Erst als der blinde Seher Teiresias kann ihn umstimmen. Er deutet schlechte Omen und er sagt Kreon voraus, dass er nicht mehr lange zu leben habe, als Strafe für den Frevel, einen Blutsverwandten nicht beerdigen zu wollen. So wird er überzeugt, Antigone zu befreien, doch es ist zu spät. Antigone hat sich in ihrem steinernen Grab selbst erhängt. Ihr geliebter Haimon kann das nicht ertragen und stürzt sich in sein Schwert, um wenigstens bei ihr zu sterben. Daraufhin bringt sich auch Kreons Frau Eurydike aus Schmerz um.
- Bestattung der Helden: Der geflüchtete Adrastos bittet den athenischen König Theseus um Hilfe, seine gefallenen Kameraden bestatten zu können. Dieser willigt ein und kann die Gefallenen tatsächlich befreien und in Eleusis bestatten. Infolge dessen kommt Lykos, Sohn des Lykos, von Euböa nach Theben, ermordet Kreon und wird Tyrann von Theben.

#### Siebte Generation: DieEpigonen
- Teilnehmer des Zugs: Zehn Jahre nach dem Zug der 7 gegen Theben beschließen die Söhne der argivischen Helden des thebanischen Kriegs, die Epigonen, ihre Väter zu rächen und Theben, wo nach der Ermordung Lykos durch Herakles mittlerweile Laodamas herrscht, zu erobern. Die Quellen weichen über die Namen der einzelnen Epigonen ab, folgende Namen werden jedoch häufig genannt:
  - Aigialeus: Sohn des Adrastos
  - Alkmaion: Sohn des Amphiaraos
  - Amphilochos: Sohn des Amphiaraos
  - Polydoros: Sohn des Hippomedon
  - Sthenelos: Sohn des Kapaneus und Teilnehmer am Trojanischen Krieg
  - Thersandros: Sohn des Polyneikes und Teilnehmer am Trojanischen Krieg
  - Diomedes: Sohn des Tydeus und Teilnehmer am Trojanischen Krieg

- Die Eroberung Thebens: Wie schon beim Zug der Sieben gegen Theben Amphiaraos die Teilnahme verweigert hatte, so zeigt auch sein Sohn Alkmaion wenig Interesse. Thersandros besticht die Eriphyle, die Mutter des Alkmaion, mit dem Schleier der Harmonia, und diese überredete ihre Söhne Alkmaion und Amphilochos am Zug teilzunehmen. Dieser Feldzug ist erfolgreich und nur ein einziger Epigone, Aigialeus stirbt durch die Hand des Laodamas, welcher anschließend von Alkmaion erschlagen wird. Als sein Vater Adrastos diese Nachricht hört, stirbt er schließlich aus Gram. Auf Rat des Sehers Teiresias flieht ein Großteil der Bevölkerung aus der Stadt, bevor sie eingenommen und Thersandros zum König von Theben gekrönt wird.
- Alkmaion und das Halsband der Harmonia: Als Alkmaion nach dem Krieg zurückkehrt, erfüllt er den Wunsch seines Vaters, seine Mutter Eriphyle für ihren Verrat zu töten und wird dafür von den Eumenides verfolgt. Er kommt schließlich nach Phegeia in Arkadien, wo er von König Phegeus entsühnt wird und dessen Tochter Arsinoë zur Frau erhält. Dieser schenkt er das verfluchte Halsband und den Schleier der Harmonia. Eine Unfruchtbarkeit plagt Arkadien und Alkmaion erfährt von einem Orakel, dass die Unfruchtbarkeit erst enden würde, wenn er ein Land erreiche, auf welches beim Mord an seiner Mutter noch nicht die Sonne geschienen habe. Dies findet er am Fluss Acheloos in Form von neu angeschwemmtem Land, wo er sich niederlässt und Kallirrhoë, die Tochter des Flussgottes Acheloos heiratet. Auf Wunsch seiner neuen Frau kehrt er nach Phegeia zurück, um ihr das Halsband zu holen. Er gibt vor, er wolle das Halsband und den Schleier dem Apollo in Delphi opfern, sein Diener verrät ihn jedoch und Alkmaion wird von den Brüdern der Arsinoë ermordet. Um den Tod ihres Gatten schnell rächen zu können, bittet Kallirrhoë bei Zeus darum, ihre gemeinsamen Söhne Amphoteros und Akarnan schnell erwachsen werden zu lassen. Der Bitte wird entsprochen und die Söhne ziehen aus, töten zunächst des Phegeus Söhne und schließlich Phegeus selbst nebst seiner Gemahlin. Amphoteros und Akarnan bringen die Gaben der Harmonia nun tatsächlich nach Delphi und nach der Opferung ist der Fluch des Halsbandes erloschen.

#### Sonstige thebanische Sagen
- Teiresias: Teiresias, ein Nachkomme des Sparten Udaios, beobachtet eines Tages zwei Schlangen beim Begatten und tötet die weibliche, woraufhin er in eine Frau verwandelt wird. Nun lebt er als Frau und hat Kinder, darunter die große Seherin Manto, über die er Großvater des Sehers Mopsos werden sollte. 7 Jahre später beobachtet er wieder ein Paar kopulierender Schlangen und tötet dieses Mal die männliche, woraufhin er wieder in einen Mann verwandelt wird. So kommt es, dass er von Zeus und Hera gerufen wird, ihren Streit darüber zu klären, welches Geschlecht beim Sex mehr Lust verspüren würde. Teiresias meint, Frauen würden dabei 10 mal so viel Lust empfinden, und wird daraufhin von der wütenden Hera mit Blindheit geschlagen. Zeus, der diese Strafe nicht rückgängig machen kann, schenkt ihm als Ausgleich die Gabe der Prophetie sowie ein 7 Generationen währendes Leben. So kommt es, dass Teiresias als Seher die Ereignisse rund um Theben viele Jahre lang mitprägt. So spielt er schon beim Orakelspruch des Laios, der Regentschaft des Ödipus, sowie beim Zug der Sieben gegen Theben und dem Epigonenzug eine bedeutende Rolle. Nachdem er im Epigonenzug dabei hilft, die Thebaner vor den angreifenden Argivern zu retten, trinkt er aus der Quelle Tilphussa und stirbt. In der Unterwelt wird er Jahre später auch noch dem Odysseus (siehe Odyssee) mit seiner Gabe weiterhelfen.
- Die Jagd auf den teumessischen Fuchs (siehe Athenische Sagen)

### Heraklessage
Die Heraklessage besteht im Wesentlichen aus zwei Teilen, dem Leben des Herakles selbst, sowie den Ereignissen rund um seine Nachkommen, die Herakleiden. Zuvor wird jedoch noch kurz auf die Vorgeschichte seine Mutter Alkmene und seines Ziehvaters Amphitryon eingegangen. Diese sind, ebenso wie Eurystheus und Pterelaos allesamt Ahnen des Perseus.

#### Vorgeschichte
- Elektryon und die Taphier: Die Taphier (Teleboer) ziehen nach Mykene, wo der Perseus Sohn Elektryon als König herrscht und rauben ihm Rinder. Elektryon schickt seine Söhne die Rinder zurückzuholen und es kommt zum Kampf, bei dem alle Söhne Elektryons, bis auf Likymnios, sterben, während die Taphier mit den Rindern entkommen können. Diese geben sie an Polyxenos, den König der Eleier. Amphitryon, der Sohn des Alkaios, dem König von Tiryns, kaufte die Rinder zurück und übergibt sie seinem Onkel Elektryon. Dieser stellt ihm aus Dank die Heirat mit seiner Tochter Alkmene in Aussicht und übergibt ihm die Herrschaft über Mykene, während er plant gegen die Taphier zu Felde zu ziehen, um den Tod seiner Söhne zu rächen. Amphitryon solle Alkmene nicht heiraten, bevor er zurückgekehrt sei.
- Amphitryons Flucht nach Theben: Als eines der zurückgebrachten Rinder fliehen will, wirft Amphitryon seine Keule nach dem Tier, die von den Hörnern abprallt und Elektryon so unglücklich trifft, dass dieser stirbt. Sthenelos, ein anderer Bruder des Alkaios, vertreibt daraufhin Amphitryon aus dem Land und übernimmt die Herrschaft. Amphitryon, Alkmene und Likymnios fliehen nach Theben zu König Kreon, wo Likymnios des Amphitryons Schwester Perimede heiratete.
- Feldzug gegen die Taphier: Bevor Amphitryon Alkmene ehelichen kann, muss er die Söhne des Elektryon rächen, weshalb er Kreon um Hilfe im Kampf gegen die Taphier bittet. Nachdem Amphitryon Kreon bei der Jagd auf den Teumessischen Fuchs geholfen hatte (siehe Der Teumessische Fuchs), erklärt sich Kreon als Gegenleistung dazu bereit und zieht gemeinsam mit Amphitryon, Kephalos, Panopeus und Heleios gegen König Pterelaos und die Taphier in den Krieg. Sie verheeren deren Inseln, können jedoch die Hauptstadt nicht erobern, solange Pterelaos noch lebt. Komaitho, die Tochter des Pterelaos, verliebte sich in Amphitryon und schneidet ihrem Vater sein goldenes Haar ab, das ihm Kraft verleiht, woraufhin er stirbt. Nach der Eroberung der Stadt tötete Amphitryon Komaitho. Die Herrschaft über die Inseln übergibt er an Kephalos und Heleios und kehrte nach Theben zurück. Nach seiner Rückkehr stiftete er, als Dank für den errungenen Sieg, einen Dreifuß für das Heiligtum des Apollon Ismenios.

#### Das Leben desHerakles
- Geburt: Während Amphitryon am Feldzug gegen die Taphier teilnimmt, verführt Zeus Alkmene in Gestalt des Amphitryon und zeugt so Herakles. Als Amphitryon zurückkehrt, fällt die Tat auf, er verzeiht Alkmene jedoch und zeugt mit ihr Herakles' Bruder Iphikles, wodurch zwei Kinder in Alkmene heranwachsen, eines ein Halbgott, das andere ein gewöhnlicher Sterblicher. Als für Alkmene der Tag der Niederkunft in Theben gekommen ist, schwört Zeus, an Herakles denken, sein nächstgeborener Sohn solle der König von Mykene werden. Zeus' eifersüchtige Frau Hera hemmt daraufhin Alkmenes Wehen, so dass der Zeussohn und Enkel des Perseus Eurystheus früher geboren wird und so der Herrscher wird, während Herakles das Nachsehen hat. Erst durch die Hilfe Galinthias kommt Herakles schließlich auf die Welt. Als Herakles erst wenige Monate alt ist, schickt Hera zwei Schlangen in das Zimmer der Brüder Herakles und Iphikles um Herakles zu töten. Während Iphikles flieht, ergreift Herakles die Schlangen und erwürgt sie, wodurch er schon früh seine göttliche Stärke unter Beweis stellt.
- Erziehung: Amphitryon lässt Herakles in den Künsten des Wagenlenkens, Bogenschießens, Fechtens, im Faustkampf und Ringen, sowie dem Gesang und dem Spielen auf der Leier unterrichten. Er war zwar sehr gelehrig, doch lebenslang bis zum Wahnsinn jähzornig. So erschlug er seinen Musiklehrer Linos mit der Leier, als dieser ihn zu Unrecht tadelte. Sein Pflegevater König Amphitryon schickt ihn daraufhin, wohl aus Furcht vor seiner ungebändigten Kraft, auf den Kithairon zu seinen Rinderherden. Hier wächst er unter den Hirten zu einem Jüngling heran.
- Herakles am Scheideweg: Der junge Herakles begegnet an einer Weggabel zwei Frauen. Die eine trägt kostbare Gewänder und verspricht ihm ein Leben voll Genuss und Reichtum. Die andere, schlicht gekleidet, warnt ihn dagegen: „Von dem Guten und wahrhaft Schönen geben die Götter den Menschen nichts ohne Mühe und Fleiß.“ Im Streitgespräch debattieren die beiden Frauen, die die Glückseligkeit (Εὐδαιμονία, Eudaimonia) und die Tugend (Ἀρετή, Arete) darstellen, die Vorzüge und Nachteile der zwei Lebenswege. Herakles entscheidet sich schließlich, der Tugend zu folgen.
- Der Kithaironische Löwe: Zu dieser Zeit treibt ein gewaltiger Löwe am Kithairon, wo neben der Herde des Amphitryon auch die von Thespios, des Königs von Thespiai weidet, sein Unwesen. Thespios verspricht Herakles, ihm jede Nacht eine andere seiner 50 Töchter zu schicken, wenn er den Löwen für ihn erlegen würde. So kommt es, dass Herkules den Löwen nach langem Kampf erlegt und seitdem dessen Haut statt seines gewöhnlichen Gewandes und dessen Kopf als Helm trägt und mit jeder der 50 Töchter des Thespios je einen Sohn zeugt.
- Kampf gegen die Minyer: Bei seiner Rückkehr nach Theben begegnet Herakles den Gesandten des minyschen Königs Erginos, welche einen den Thebanern abgerungenen Tribut von 100 Ochsen holen will. Herakles schneidet den Gesandten Nasen und Ohren ab, schickt sie gefesselt nach Hause und zwingt in dem darauffolgenden Krieg die Orchomenier, den empfangenen Tribut doppelt zurückzuerstatten. Es kommt zur Schlacht zwischen den Minyern und den Thebanern, die Herakles mit außerordentlichen Taten für Theben gewinnt. Schnell verbreitete sich der Ruhm seiner Taten.
- Herakles im Gigantenkampf: Herakles wird von Zeus zur Hilfe im Gigantenkampf gerufen, da Zeus laut einem Orakelspruch nur bestehen könne, wenn auch ein Sterblicher an ihrer Seite kämpfen würde. Herakles erschlägt zahlreiche Giganten, wofür er sich später als einen der Olympier nennen darf.
- Herakles und Megara: Als Dank für den Sieg über die Minyer erhält er von Kreon, dem König von Theben, dessen Tochter Megara als Frau, mit der er drei Söhne zeugt. Die weiterhin eifersüchtige Hera schlägt ihn daraufhin mit Wahnsinn, so dass er seine eigenen Kinder, sie für Giganten haltend, tötet, indem er sie in ein Feuer wirft. Als der Wahn nachlässt und er sich seiner Taten bewusst wird, befragt er das Orakel von Delphi, welches ihm weissagt, dass er sich von seiner Schuld nur reinwaschen könne, wenn er Eurystheus zwölf Jahre diene und diesem zehn Aufgaben löse. So geht er, bewaffnet mit einer Keule, die er selbst geschnitzt hatte, einem von Hermes geschenkten Schwert sowie Pfeil und Bogen, die er von Apollon erhalten hatte, nach Argos zu König Eurystheus.
- Die Arbeiten des Herakles: Eurystheus stellt dem Herakles zunächst 10 Aufgaben, die der Held zu lösen hat. Später kommen jedoch noch weitere Arbeiten hinzu, da Eurysteus zwei Arbeiten nicht anerkennt. Einerseits die Tötung der Hydra, da Herakles dabei Hilfe von seinem Neffen Iolaos hat und andererseits die Ausmistung der Ställe des Augias, da Herakles für diese Aufgabe einen Lohn annimmt. So kommt es schließlich, dass Herakles die berühmten „Zwölf Taten des Herakles“ leistet.

1. Erlegung des Nemeischen Löwen: Da das Fell dieses Tieres, selbst für die Pfeile des Herakles, undurchdringbar ist, kann er den Löwen nur besiegen, indem er ihn eigenhändig erwürgt. Danach kann er ihm die Haut abziehen, was nur mit den Krallen des Tieres selbst möglich ist und dessen Fell von nun an als Rüstung tragen, was ihn nahezu unverwundbar macht. Beim Anblick des Herakles in seinem neuen Gewand hat Eurystheus so viel Angst, dass er sich in einem Eisentopf versteckt und von nun an nur noch über den Herold Kopreus die Aufgaben an Herakles weitergibt.
2. Tötung der Hydra: Die Hydra, auch Lernäischen Schlange genannt, ist ein Ungetüm mit neun Köpfen, wobei für jeden abgeschlagenen Kopf zwei neue Köpfe wachsen. Herakles fährt mit Iolaos, dem Sohn seines Halbbruders Iphikles, nach Lerna, wo er die Hydra durch Schüsse brennender Pfeile aus ihrem Schlupfwinkel treibt. Überdies schickt Hera der Hydra als Mitstreiter einen Riesenkrebs, der den Helden in einen Fuß beißt, jedoch anschließend von Herakles getötet wird. Iolaos hilft Herakles, indem er einen nahen Wald anzündet, mit dessen Bränden Herakles jeden der enthaupteten Hälse ausbrennt, so dass keine neuen Köpfe mehr nachwachsen können. Endlich schlägt Herakles der Hydra auch das letzte, unsterbliche Haupt ab, schlitzt ihren Rumpf auf und taucht seine Pfeile in ihr Blut, die seitdem unheilbare, schmerzhafte und tödliche Wunden schlagen.
3. Fangen der Kerynitische Hirschkuh: Herakles kann nur dann die Erlaubnis der Göttin Artemis erhalten, die ihr geweihte Kerynitische Hirschkuh mitzunehmen, wenn er sie der Göttin wieder zurückbringen würde. Eurystheus jedoch plant, sie zu behalten. Um sowohl die Aufgabe wie auch das Versprechen gegenüber der Göttin zu halten, verlangt Herakles, nachdem er die Hirschkuh ein ganzes Jahr lang gejagt und schließlich gefangen hatte, dass Eurystheus persönlich die Hirschkuh in Empfang nehmen müsse. Als der König jedoch gerade Kerynitis nehmen will, lässt Herakles sie los, so dass sie zurück zur Göttin flüchten kann.
4. Fangen des Erymanthischen Ebers: Herakles fängt das Tier, das in Arkadien wütet, indem er es in die Schneefelder des Berges Erymatheus treibt, wo das Tier ermüdet. Als er mit dem Eber vor Eurystheus erscheint, versteckt sich dieser erneut in einem Fass.
5. Ausmisten der Rinderställe des Augias: Herakles soll die gewaltigen Ställe des Königs Augias aus Elis, die schon seit Jahren nicht mehr gesäubert wurden, in nur einem Tag ausmisten. Augias bietet Herakles dafür den zehnten Teil seiner Herde als Gegenleistung an, worauf Herakles eingeht. Eurystheus hoffte, dass Herakles sich so schmutzig machen werde, dass er sein Ansehen bei den Leuten verlieren werde. Herakles jedoch leitete kurzerhand einen Fluss um, und säuberte den Stall schnell und unbefleckt. Obwohl Augias Herakles den ausgemachten Lohn verweigert, und ihn mitsamt seinem eigenen Sohn Phyleus, der sich für Herakles einsetzt, aus der Stadt jagt, erkennt Eurystheus diese Arbeit nicht an.
6. Vertreibung der Stymphalischen Vögel: Die Bewohner Arkadiens werden von Vögeln mit ehernen Feder, die sie wie Pfeile auf Menschen schießen, geplagt, die am See Stymphalos leben. Herakles tötet als seine 6. Tat eine Vielzahl der Stymphalischen Vögel mit seinen Pfeilen und verjagt die übrigen mit zwei Klappern, die ihm Athenes endet.
7. Fangen des Kretischen Stiers: Nachdem König Minos den prächtigen Stier, den er von Poseidon geschickt bekommen hatte, nicht wie versprochen opfert (siehe Kretischer Sagenzyklus) lässt Poseidon das Tier rasend werden und es verwüstet ganz Kreta. Herakles fängt ihn und bringt ihn zu Eurystheus, der ihn aber bald frei lässt, so dass dieser in der Gegend um Marathon viel Schaden anrichtet und daher auch Marathonischer Stier genannt wird. Erst Theseus kann ihn später wieder einfangen.
8. Zähmung der menschenfressenden Rosse des Diomedes: Herakles zähmt die Rosse des thrakischen Königs Diomedes, denen dieser Fremde zum Fraß vorwirft, indem er ihnen ihren Herrn zum Fraße vorwirft. Während sich Herakles auf dem Rückweg der ihn verfolgenden Soldaten des Diomedes erwehren muss, fressen die Pferde in einem unbeaufsichtigten Moment den Liebling des Herakles Abderos. Ihm zu Ehren gründete er die Stadt Abdera; dem Helden gelingt es, die Pferde erneut zu zähmen und sie Eurystheus vorzuführen, der sie der Hera weiht. Noch Alexander der Große soll auf einem der Nachkommen dieser Rosse geritten sein.
9. Herbeischaffung des Gürtels der Amazonenkönigin Hippolyte: Als neunte Aufgabe soll Herakles für Admete, Tochter des Eurystheus, den Gürtel der Amazonenkönigin Hippolyte rauben, den kostbaren Gürtel ihres Vaters Ares. Als Herakles, begleitet von den Dioskuren, bei den Amazonen landet, werden sie herzlich willkommengeheißen und Hippolyte will ihm den Gürtel freiwillig überlassen. Um Herakles zu stoppen, verbreitet Hera die Nachricht, er wolle Hippolyte entführen, woraufhin es zum Kampf kommt. Herakles tötet viele ihrer besten Kriegerinnen, darunter Alkippe, und nimmt einige gefangen. Im Austausch gegen ihre gefangene Schwester Melanippe übergibt Hippolyte schließlich den Gürtel an Herakles, der daraufhin nach Griechenland zurücksegelt.
10. Raub der Rinderherde des Riesen Geryon: Am Weg zur Insel des Riesen muss Herakles einige Hindernisse überwinden, so stellen sich ihm etwa drei Brüder des Geryon, mit jeweils einem Heer in den Weg. Herakles überwindet diese Heere, indem er jeden der Anführer im Zweikampf tötet. Auch Geryon, der Riese mit 3 Leibern, 3 Köpfen, 6 Armen und 6 Beinen, wird von Herakles mit einem seiner Pfeile erlegt und auch Hera, die Geryon zur Hilfe eilt, wird von Herakles verwundet und in die Flucht geschlagen. So kann Herakles die Rinder zu Eurysteus bringen.
11. Pflücken der goldenen Äpfel der Hesperiden: Die Hesperiden hüten in einem wunderschönen Garten am Ende der Welt einen Baum mit goldenen Äpfeln, den Gaia der Hera zu ihrer Hochzeit mit Zeus hatte wachsen lassen. Der Baum wird durch den hundertköpfigen Drachen Ladon bewacht. Herakles, der auf der Suche nach diesem Garten bis nach Gibraltar kommt, wo er die Säulen des Herakles errichtet, ersinnt eine List um den Drachen zu umgehen. Er bittet Atlas, den Vater der Hesperiden, die Äpfel für ihn zu besorgen. Atlas lässt sich darauf ein, wenn Herakles in der Zwischenzeit an seiner Stelle das Himmelsgewölbe trägt. Herakles lässt sich darauf ein, doch als Atlas mit den Äpfeln zurückkommt, will er den Himmel nicht wieder auf seine Schultern nehmen. Herakles überlistet ihn, indem er ihn bittet, noch für einen kurzen Moment den Himmel zu stützen, um seine Kleider um seine Schultern neu ordnen zu können, und geht davon. Als Atlas den Himmel tatsächlich wieder auf seine Schultern nimmt, besorgt er mit des Atlas' Hilfe einige der Goldenen Äpfel der Hesperiden. Dafür musste er bis zu den Säulen des Herakles auf Gibraltar.
12. Heraufbringen des Kerberos, aus der Unterwelt: Herakles steigt in die Unterwelt hinab, wobei er auf Theseus und Perithoos trifft (siehe Theseussage). Nachdem er Hades mit einem Pfeil verwundet, erlaubt er ihm, den dreiköpfigen Wachhund der Unterwelt, Kerberos, zeitweise aus der Unterwelt zu entfernen. Herakles ringt ihn ohne Waffen nieder und bringt ihn zu Eurystheus, der ihn damit aus seinen Diensten entlässt.

- Nebenarbeiten: Um seine 12 Arbeiten zu meistern, muss Herakles noch zahlreiche weitere Prüfungen bestehen, die nicht im direkten Zusammenhang mit den eigentlichen Arbeiten stehen.
  - Kampf mit den Kentauren: Auf der Suche nach dem Erymanthischen Eber kommt es zu einem Kampf mit den Kentauren, nachdem Herakles bei Pholos einkehrt, welcher für ihn ein Weinfass öffnet. Der Duft des Weines lockt die Kentauren an, die sich um den ihnen versprochenen Wein betrogen fühlen. Beim anschließenden Kampf sterben sowohl Pholos, als auch Herakles' Freund Cheiron.
  - Teilnahme am Argonautenzug: Nach seiner achten Arbeit nimmt Herakles am Argonautenzug teil (siehe Argonautensage)
  - Hesione und der 1. Trojanische Krieg: Am Rückweg vom Argonautenzug kommt Herakles an Troja vorbei, wo er die Prinzessin Hesione rettet. Ihr Vater Laomedon, der Herakles für seine Hilfe einen Lohn versprochen hatte, betrügt Herakles, weshalb dieser nach der Reise zu den Amazonen (nach anderen Quellen erst nach Abschluss seiner 12 Arbeiten, nach seinem Dienst bei Omphale) zurückkehrt und Laomedon erschlägt (siehe Erster Trojanischer Krieg).
  - Befreiung des Prometheus: Auf der Suche nach dem Garten der Hesperiden kommt Herakles auch an den Kaukasus, wo er Prometheus befreit.
  - Kyknos: Ebenfalls auf der Suche nach dem Garten trifft er auf Kyknos, der ihn zum Zweikampf auffordert und unterliegt. Daraufhin will Ares seinen Sohn rächen, jedoch geht Zeus dazwischen und verhindert so einen Kampf zwischen den Halbbrüder Ares und Herakles.
  - Herakles als Beschützer der Unterdrückten: Auf seinen Reisen trifft Herakles auf zahllose Verbrecher und Tyrannen, die er aus dem Weg schaffen will, um den unterdrückten Menschen Gerechtigkeit zu verschaffen. So kommt er auf der Suche nach dem Garten der Hesperiden nach Ägypten, wo der König Busiris ihn gefangen nimmt und ihn, wie schon viele Leute zuvor, als Menschenopfer darbringen will. Herakles zerreißt die Fesseln und erschlägt ihn. So wie Busiris ergeht es noch zahlreichen anderen Verbrechern und Ungetümen, denen Herakles auf seinen Reisen begegnet.
- Eurytos und Iphitos: Von Eurystheus entlassen, kehrt Herakles nach Theben zurück, wo er seine Frau Megara, mit der ein Zusammenleben nach der Tötung der gemeinsamen Kinder durch Herakles nicht mehr möglich ist, seinem Freund Iolaos überlässt. Nun möchte er sich jedoch neu vermählen, und zwar mit der Prinzessin Iole von der Insel Euboia. Ihr Vater, Lönig Eurytos, bei dem er in seiner Jugend das Bogenschießen gelernt hatte, hatte seine Tochter demjenigen versprochen, der ihn und seine Söhne im Bogenschießen schlagen kann, was Herakles gelingt. Eurytos jedoch verweigert ihm die Hand seiner Tochter, da er in Anbetracht des Schicksals der Kinder des Herakles und der Megara Angst um sie hat. Herakles verlässt die Stadt und irrt eine Zeit lang umher, wobei er auch an Admetos' Hof kommt (siehe nächstes Kapitel). Als die Rinder des Eurytos von Autolykos gestohlen werden, verdächtigt er Herakles, doch sein ältester Sohn Iphitos setzt sich für ihn ein und beschließt, mit Herakles die Rinder zu suchen, um Herkules' Unschuld zu beweisen. Als die beiden in Tiryns auf einen Turm steigen, um nach den Rindern Ausschau zu halten, wird Herakles erneut vom Wahn der Hera befallen und er stürzt seinen Freund Iphitos in den Tod.
- Admetos und Alkestis: Admetos wirbt um Alkestis, die Tochter des Königs Pelias. Ihr Vater stimmt einer Heirat aber nur unter dem Vorbehalt zu, dass Admetos es vermöge, einen Wagen gezogen von Löwen, Wildschweinen und anderen wilden Tieren nach Iolkos zu lenken. Admetos gelingt dies mit der Hilfe Apollons, der für seinen Mord an den Kyklopen 9 Jahre lang die Herde des Admetos hüten musste (siehe Die Sagen der Olympischen Götter). Da Admetos den Gott fair behandelt hatte, ist dieser ihm nun wohlgesonnen und so kann Admetos Alkestis heiraten. Auf Grund einer Kränkung der Göttin Artemis ist es Admetos jedoch bestimmt, früh zu sterben. Apollon überzeugt aber die Parzen, dass jemand anderes für Admetos sein Leben geben dürfe. Da niemand außer Alkestis dazu bereit ist, geht nun sie an seiner statt ins Totenreich. Als Herakles, umherirrend, an den Hof des Admetos kommt, wird er von dem König herzlich aufgenommen und als Herakles herausfindet, was mit der Frau des Admetos passiert ist, ringt er als Gegenleistung für die Gastfreundschaft mit Thanatos, dem Totengott und holt Alkestis zurück, so dass sie wieder an der Seite Admetos’ leben kann.
- Der Raub des delphischen Dreifußes: Herakles muss für den Mord an Iphitos entsühnt werden, doch sowohl König Neleus von Pylos, als auch Hippokoon, König von Sparta, weigern sich, ihn von der Schuld loszusagen. Erst Deiphobos, ein König zu Amyklai, übernimmt es, ihn zu entsühnen und dennoch wird der Körper des Herakles als Strafe für seine Tat von einer Krankheit befallen. Als ihm kurz darauf auch das Orakel von Delphi seine Hilfe verwehrt, raubt Herakles den Dreifuß und gründet ein eigenes Orakel. Apollo, dem das Orakel von Delphi geweiht ist, will diese Tat rächen und nur durch das Eingreifen des Zeus kann erneut ein Kampf zwischen den Brüdern verhindert werden. Danach erst erhält Herakles den Orakelspruch, dass er erst entsühnt werde, wenn er sich selbst als Sklave zur dreijährigen Knechtschaft verkaufen würde und das Geld des Handels dem Vater des ermordeten Iphitos zur Wiedergutmachung geben würde.
- Herakles im Dienste der Omphale: Herakles tut, wie ihm das Orakel geheißen hat, und so landet er im Dienst der lydischen Königin Omphale. Diese schickt ihn zunächst auf einige heldenhafte Aufträge: So befreit er das Land von den wilden Kerkopen, die das Land verwüsten, und tötete einige grausame Tyrannen, wie den König Syleus oder Lityerses. Manche Quellen sagen, zu dieser Zeit habe Herakles an der Jagd auf den Kalydonischen Eber teilgenommen, während er laut anderen durch seine Aufgaben gebunden war und nicht teilnehmen konnte. Nachdem Omphale durch seine Taten von seiner göttlichen Herkunft überzeugt wird, gibt sie Herakles seine Freiheit wieder und heiratet ihn. In dieser Ehe vergisst Herakles seine heldenhaften Tugenden und wird von Omphale dazu gebracht, Frauenkleider zu tragen und zu ihren Füßen Wolle zu spinnen. Erst am Ende seiner drei Dienstjahre kommt er wieder zu Sinnen und wird wieder der mächtige Held, der er davor war.
- Die Rache des Herakles: Nun nimmt Herakles Rache an all jenen, die ihn schändlich behandelt hatten, allen voran Laomedon von Troja, worüber im Trojanischen Sagenkreis berichtet werden wird. Danach bekommt Augias die Rache des Herakles dafür zu spüren, dass er ihm den Lohn für seine fünfte Arbeit vorenthalten hatte: Herakles kommt nach Elis, nimmt die Stadt ein und tötet Augias mitsamt seiner Söhne. Nur Phyleus, der Herakles damals unterstützt hatte, wird verschont und als neuer König eingesetzt. Nachdem Herakles die Olympischen Spiele erneut einsetzt, zieht er weiter nach Pylos, wo er sich an König Neleus für die verweigerte Entsühnung rächt und ihn samt aller seiner Söhne, außer dem jungen Nestor tötet. In der Schlacht verwundet er auch Hades, der den Pyliern zur Hilfe eilt. Zuletzt zieht Herakles gegen König Hippokoon von Sparta, einerseits wegen der verweigerten Entsühnung, andererseits wegen des Mordes an seinem Freund Oinos. Dabei wird er von König Kepheus und seinen 20 Söhnen unterstützt. Nach der erfolgreichen Eroberung Spartas, bei der sowohl Iphikles, der Halbbruder des Herakles, als auch Kepheus und seine Söhne fallen, setzt er Tyndareos, den Vater der Dioskuren und der Helena, der Jahre zuvor von Hippokoon vertrieben worden war, als neuen Herrscher Spartas ein (siehe Tantalidensage). Das Erbe des Throns Spartas, sowie des gesamten Pelopones, den er mittlerweile erobert hatte, behält er sich jedoch seinen Söhnen vor.
- Kampf mit Acheloos um Deinaeira: Nach seinen Eroberungszügen kommt Herakles nach Kalydon zu König Oineus, dem Vater der Heroen Tydeus und Meleagros (siehe Kalydonische Sagen), dessen wunderschöne Tochter Deineira ihm ins Auge fällt. Neben Herakles wirbt jedoch auch der Flussgott Acheloos wirbt um die Prinzessin und so verspricht Oineus demjenigen die Hand seiner Tochter, der den anderen im Zweikampf besiegen kann. Dieser nutzt im Zweikampf seine Fähigkeit der Gestaltwandelung und verwandelt sich zunächst von einer menschlichen Gestalt mit Stierkopf in eine Schlange und weiter in einen vollständigen Stier. Letzteren kann Herakles besiegen, wobei er ihm ein Horn abbricht, welches Acheloos zurück möchte und dem Helden dafür das Füllhorn der Amaltheia überlässt.
- Nessos und Deinaeira: Nachdem Kampf mit Acheloos erhält Herakles Deinaeiras Hand und zeugt mit ihr seinen Sohn Hyllos. Nach einem unbeabsichtigten Totschlag müssen die drei jedoch fliehen und kommen dabei an den reißenden Fluss Euenos. Dort bietet der Kentaur Nessos seine Hilfe bei der Überquerung an. Während Herakles diese nicht nötig hat und vorausgeht, überlässt er Deinaeira der Nessos' Obhut für die Überquerung. Als Nessos dabei versucht, Deinaeira zu entführen, streckt Herakles den Kentauren mit seinen giftigen, vom Blut der Hydra benetzten Pfeilen nieder. Im Sterben rät der listige Nessos der jungen Prinzessin heimlich, sie solle sein Blut auffangen und, falls sie Zweifel an Herakles' Treue habe, sein Unterhemd damit einreiben. Dadurch würde er ihr auf ewig treu sein. Obwohl sie zu diesem Zeitpunkt nicht an der Treue ihres Gatten zweifelt, fängt Deianeira tatsächlich das Blut des Kentauren auf und die beiden reisen weiter nach Trachis zu Keyx, einem Freund des Herakles, dessen Geschichte schon in den Metamorphosen erzählt wurde.
- Das Ende des Herakles: Von Trachis aus startet Herakles einen letzten Rachefeldzug gegen Eurytos, der ihm einst die Hand seiner Tochter Iole verwehrt hatte. Der Feldzug ist erfolgreich und Herakles kann Iole gefangen nehmen. Als Deinaeira durch einen Boten davon hört, hat sie Angst, Herakles könne sie für Iole verlassen und so tränkt sie ein Unterhemd in das Blut des Nessos, das sogenannte Nessoshemd, und lässt es den Boten mit zu Herakles bringen. Als dieser es anlegt, beginnt es sich mit seiner Haut zu verbinden und Herakles wird von unerträglichen Schmerzen geplagt. Als Deinaeira von den ungewollten Konsequenzen ihrer Tat erfährt, bringt sie sich mit einem Schwert selbst um. Herakles vermählt noch seinen Sohn Hyllos mit Iole und lässt sich dann auf den Berg Oita bringen und dort einen Scheiterhaufen errichten. Auf diesem lässt er sich, um seinem Schmerz ein Ende zu bereiten, von seinem Freund Philoktetes verbrennen, dem er zum Dank für seine Gnade seine unüberwindbaren Pfeile überlässt. Nach seinem Tod wird Herakles in den Olymp, in den Kreis der Unsterblichen erhoben und erhält von Hera, die mittlerweile mit ihm versöhnt ist, ihre Tochter Hebe, die Göttin der ewigen Jugend, als himmlische Gemahlin.

#### DieHerakleiden
- Auge und Telephos: Dem König Aleos, war in Delphi geweissagt worden, dass ein Sohn seiner Tochter Auge die eigenen Onkel, Auges Brüder, töten würde, weshalb er sie mit einem Keuschheitsgelübde als Priesterin der Athene verwahren wollte. Jedoch wird Auge vom vorbeireisenden Herakles im Weinrausch vergewaltigt und sie bringt ihren Sohn Telephos auf die Welt. Auge wird von ihrem Vater in einer Holztruhe auf offener See ausgesetzt, während Telephos im Gebirge ausgesetzt wird, wo er von einer Hirschkuh gesäugt wird. Bei König Teuthras von Mysien findet er später seine Mutter, die dort Aufnahme gefunden hatte, nachdem ihre Kiste dort an Land gespült worden war. Doch erkennt niemand, dass es Mutter und Sohn waren. Nachdem er für Teuthras gekämpft hatte, gibt dieser ihm seine eigene Mutter Auge zur Frau und macht ihn zu seinem Nachfolger. Die Ehe wird dank einer Schlange, die zwischen sie geht, nicht vollzogen. Die weiteren Taten von Telephos werden im Trojanischen Sagenkreis nachfolgend erzählt.

- Die Herakleiden in Athen: Nach dem Tod des Herakles will Eurystheus, um seine Macht zu sichern, die Kinder des Herakles, die Herakleiden, töten. Diese fliehen unter der Führung von Iolaos, dem Neffen des Herakles, gemeinsam mit Alkmene zunächst von Mykene nach Trachis und später, als Eurystheus Trachis mit Krieg droht, weiter nach Athen, wo Demophon, der Sohn des Theseus, regiert. Eurystheus schickt einen Boten, der einen Anspruch auf die Auslieferung stellt. Demophon, von Iolaos überzeugt, weist den Anspruch zurück, und Eurystheus rüstet sein Heer für die Schlacht.
- Makaria: Als Demopon ein Orakel befragt, wie sie die drohende Schlacht gewinnen können, wird als Bedingung das Opfer einer Jungfrau gefordert. Makaria, die Tochter des Herakles und der Deianeira gibt sch, als sie von dem Orakel hört, freiwillig hin, um ihre Brüder zu retten.
- Die Rettungsschlacht: Kurz danach erscheint ein Bote mit der Kunde, Hyllos, ein weiterer Heraklessohn, wäre mit seinem Heer vor der Stadt erschienen. Als das vereinte Heer des Hyllos und des Demophon jenem des Eurystheus gegenübersteht, fordert Hyllos Eurystheus heraus, einen Zweikampf zwischen ihnen über das weitere Schicksal der Herakleiden entscheiden zu lassen. Da Eurystheus feige ablehnt, kommt es zur Schlacht, die mit der Niederlage des Heeres des Eurystheus endet. Der greise Iolaos greift, für die Dauer der Schlacht von Hebe und Zeus mit einem verjüngten Körper gesegnet, in den Kampf ein und kann den flüchtenden Eurysteus fangen. Er wird vor Alkeme gebracht und versucht seine Taten an Herakles und an den Herakleiden zu rechtfertigen. Alkmene zeigt sich jedoch unversöhnlich und Eurystheus wird hingerichtet.
- Hyllos und seine Nachkommen: Die Herakleiden fallen, unter Führung des Hyllos und des Iolaos auf dem Peloponnes ein und unterwerfen alle Städte bis auf Argos, jedoch bricht während dieser Züge eine Pest auf der Halbinsel aus. Sie erfahren, dass ihr unrechtmäßiger Eroberungszug der Grund für die Pest sei und so ziehen sie sich nach Attika zurück. Hyllos erfährt vom delphischen Orakel, er könne den Peloponnes erst einnehmen, „wenn er die dritte Frucht erwartet hätte“. Hyllos interpretiert dies als eine Wartefrist von drei Jahren und so sammelt er nach der verstrichenen Zeit sein Heer und marschiert in Richtung Peloponnes. Am Isthmus von Korinth erwartet ihn jedoch ein vereintes peloponnesisches Heer unter der Führung des mykenischen Königs Atreus. Hyllos bietet wiederum einen Zweikampf um das Schicksal der Halbinsel an und der König Echemos aus Tegea stellt sich ihm entgegen und tötet ihn. Gemäß der vereinbarten Bedingungen dürfen die Herakleiden den Peloponnes nun 50 Jahre lang nicht betreten. So kommt es, dass erst nach der Frist, 30 Jahre nach dem Trojanischen Krieg, Kleodaios, der Sohn des Hyllos und der Iole, den nächsten Eroberungszug versucht und erneut scheitert und stirbt. Weitere 20 Jahre später unternahm sein Sohn Aristomachos den nächsten Versuch und scheiterte erneut. Weitere 30 Jahre später starten die Söhne des Aristomachos, Temenos, Kresphontes und Aristodemos den letzten, dieses Mal erfolgreichen Zug. Es stellt sich heraus, dass beim Orakelspruch nicht die dritte Frucht der Erde gemeint war, sondern jene des Geschlechts und dass somit die vorangegangenen Eroberungsversuche von Anfang an zum Scheitern verurteilt waren. Auch ein weiterer Orakelspruch war falsch interpretiert worden: Die Eroberung solle über einen Engpass erfolgen, womit nicht der Isthmus gemeint gewesen war, sondern die danebenliegende Meerenge bei Lokris. Noch ein weiterer Orakelspruch spielt bei der Eroberung eine Rolle: Die Herakleiden würden die Hilfe eines Dreiäugigen für ihren Sieg brauchen, welcher sich als der einäugige Oxylos herausstellt, welcher auf einem Maultier reitet.
- Die Teilung des Peloponnes: Nach der Eroberung soll der Peloponnes zwischen Temenos, den Söhnen des Aristodemos sowie Kresphontes aufgeteilt werden. Dazu werden Lose aus Stein in eine Urne mit Wasser geworfen und nacheinander die Herrscher für Argos, Lakedaimon und Messene gezogen. Kresphontes, der Messene für sich möchte, wirft seinen Namen, geschrieben auf einer Erdscholle in die Urne, die sich auflöst. So wird zunächst Temenos’ Name zuerst gezogen und er erhält Argos, danach jener der Aristodemos Söhne die Lakedaimon erhalten und sein Name muss somit erst gar nicht gezogen werden und er erhält Messene. Beim anschließenden Opfer werden ihnen durch eine göttliche Fügung die entsprechenden Schildtiere zugewiesen: Den Argivern die Kröte, womit Schwäche assoziiert wird, die Lakedaimonier den Drachen, welche dadurch als große Krieger gelten und den Messeniern der Fuchs, der für Listigkeit steht. Oxylos bekommt für seine Hilfe bei der Eroberung Elis zugesprochen.
- Merope und Aipytos: Kresphontes regiert danach Messenien als großer Volksfreund und wird dafür von adeligen Messeniern, zusammen mit zwei seiner drei Söhne ermordet. Der dritte Sohn, Aipytos, kann von Kresphontes' Witwe Merope gerettet und nach Arkadien zu ihrem Vater Kypselos gebracht werden. Sie selbst wird später mit dem neuen Herrscher Polyphontes zwangsverheiratet. Zum Mann herangewachsen kehrt er mit Meropes Bruder Holaias, sowie den Herakleiden von Argos und Sparta nach Messenien zurück und bestraft die Mörder seines Vaters. Die anderen Adeligen bringt er durch Ehrerbietung, das Volk durch Geschenke auf seine Seite und so macht er sich als kluger Herrscher Messeniens einen Namen.

### Argonautensage

#### Die Sage vom goldenen Widder
- Athamas, Nephele und Ino: Der Boiotische König Athamas ist zunächst glücklich mit Nephele (nicht zu verwechseln mit Nephele, der Wolke) verheiratet und hat mit ihr zwei Kinder: Helle und Phrixos. Als sich die beiden voneinander entfernen, heiratet Athamas erneut, und zwar die thebanische Prinzessin, mit der er zwei Söhne, Learchos und Melikertes, zeugt.
- Inos Komplott: Ino hasst ihre Stiefkinder und so ersinnt sie eine List, um diese loszuwerden: Sie überzeugt die Frauen der Stadt, das Korn vor der Aussaat zu rösten, um angeblich bessere Erträge zu erzählen. Tatsächlich führt das zu einer Hungersnot und so befragt Athamas das Orakel von Delphi. Dieses weissagt ihm, dass er seinen Sohn Phrixos opfern müsse, um die Hungersnot zu beenden.
- Die Flucht der Nephelekinder: Als Nephele erfährt, dass Athamas tatsächlich seinen Sohn opfern will, betet sie zu Hermes um Hilfe, welcher ihr den goldenen, fliegenden Widder Chrysomallos schickt. Sie entführt ihre eigenen Kinder und setzt sei auf den Rücken des Widders, der mit ihnen davonfliegt. Helle stürzt unterwegs ins Meer, das ihr zu Ehren Hellespont genannt wird, während Phrixos heil bis nach Kolchis am schwarzen Meer kommt. Dort wird er von König Aietes aufgenommen und der Widder wird aus Dank für die göttliche Hilfe geopfert. Aietes, dessen Leben von nun an vom Besitz des goldenen Fells des Widders, des goldenen Vließ, abhängen sollte, hängt das Fell in einem dem Ares geweihten Hain auf und lässt es von einem Drachen bewachen.
- Themisto: Nachdem Inos Plan gescheitert ist, flüchtet sie aus Angst vor Konsequenzen in die Wildnis. Athamas heiratet daraufhin, im Glauben Ino wäre tod, ein drittes Mal. Mit seiner neuen Frau Themisto hat er erneut zwei Kinder: Schoineus und Leukon. Als Athamas entdeckt, dass Ino noch am Leben und eine der Bakchen des Parnass geworden ist, lässt er sie zurückholen, gibt sie jedoch als Dienerin aus. Themisto erfährt von der Rückkehr Inos, kennt jedoch nicht deren Identität. Sie fasste den Plan, Inos Kinder zu töten. Zu diesem Zweck sollen die Ziele des Anschlags in dunkle Gewänder, Themistos' eigene Kinder dagegen in helle Gewänder gekleidet werden. Zu Durchführung des Plans beauftragt sie die vermeintliche Dienerin Ino, die natürlich die Gewänder vertauschte, wodurch Themisto zur Mörderin der eigenen Kinder wurde. Themistos tötete darauf sich selbst.
- Der Wahn der Hera: Nun werden Athamas und Ino von Hera dafür gestraft, dass sie den der Göttin verhassten Dionysos aufgezogen hatten. Hera schlägt beide mit Wahnsinn, in dem Athamas Learchos für einen Hirsch hält, ihn jagt und tötet. Ino hingegen wirft den anderen Sohn, Melikertes, in einen Topf mit kochendem Wasser und nimmt ihn anschließend wieder heraus. Als der Wahn nachlässt und sie erkennt, was sie getan hatte, stürzt sie sich selbst, gemeinsam mit Melikertes ins Meer. An der Stelle, an der der Leichnam des Meilikertes an Land gespült wird, am Isthmus von Korinth, stiftet Sisyphos im zu Ehren die Isthmischen Spiele.

#### Die Suche nach dem goldenen Vlies
Die Suche der Argonauten nach dem goldenen Vlies.
- Die Kinder der Tyro: Kretheus, der König von Iolkos in Thessalien, ein Enkel des Hellen und Bruder des Sisyphos und des Athamas, ist mit Tyro (siehe Elische Sagen) verheiratet, mit der er gemeinsam drei Söhne, Aison, Pheres und Amythaon hat. Vor der Heirat liebte Tyro aber insgeheim den Flussgott Enipeus. Um sie zu verführen, nahm damals Poseidon die Gestalt des Enipeus an und zeugte mit der getäuschten Tyro die Zwillinge Pelias und Neleus.
- Die Frevel des Pelias: Da Tyros Stiefmutter sie schlecht behandelt hatte und Tyro deshalb aus ihrer Heimat Elis fortgegangen war, ermordet Pelias sie im Tempel der Hera, wohin sie geflüchtet war und zieht damit den Zorn der Hera auf sich. Nach dem Tod des Kretheus soll eigentlich Aison der neue, rechtmäßige Herrscher von Iolkos werden, doch Pelias bemächtigt sich mit Gewalt des Throns. Aison wird in eine Höhle gesperrt, während alle anderen Brüder nach Messenien verbannt werden, wo Neleus später in der Heraklessage eine Rolle spielen wird.

- Iason und Pelias: Iason, der Sohn des Aison, befindet sich zur Zeit der Machtübernahme des Pelias gerade am Berg Belion, wo er vom Kentauren Cheiron erzogen wird. Pelias indessen wird von einem Orakelspruch geängstigt, der ihn vor einem Einschuhigen warnt. Als Pelias Jahre später nach Iolkos aufbricht, um seinen rechtmäßigen Thron einzufordern, kommt er am Weg dorthin bei einem reißenden Fluss vorbei, bei dem ihn Hera, in Gestalt einer alten Frau, um Hilfe bei der Überquerung bittet. Dabei verliert er einen Schuh, und so sieht Pelias den Orakelspruch erfüllt, als Iason in Iolkos ankommt. Als Iason nun den rechtmäßigen Thron fordert, willigt Pelias unter der Voraussetzung ein, Iason solle ihm das Goldene Vlies des König Aietes bringen. Er verfolgt die Absicht, Iason würde nicht lebend von der Fahrt zurückkommen. Iason lässt sich darauf ein, lässt das Schiff „Argo“ bauen und sammelt die größten Helden Griechenlands, um mit ihnen gemeinsam aufzubrechen.
- Die Argonauten zu Lemnos: Weil Aphrodite ihre Heiligtümer auf Lemnos vernachlässigt sah, strafte sie alle Frauen der Insel mit üblem Mundgeruch. Als Folge blieben ihnen ihre Gatten fern und vergnügten sich stattdessen mit thrakischen Sklavinnen. Die eifersüchtigen Gattinnen brachten daraufhin in einer Nacht alle männlichen Bewohner der Insel um. Allein König Thoas wurde von seiner Tochter Hypsipyle versteckt und überlebte, und Hypsipyle wurde Königin der Insel. Kurz nach dem Gemetzel kommen die Argonauten auf die Insel und werden von den Frauen verführt, so dass sie mehrere Monate auf der Insel bleiben. Hypsipyle verliebt sich in Iason, dieser schwört ihr ewige Treue und schwängert sie. Schließlich jedoch rüttelt Herakles die Helden wach und drängt sie zur Weiterfahrt und so bricht auch Iason seinen Eid gegenüber Hypsipyle. Nach der Abfahrt der Argonauten bemerken die Lemnierinnen, dass Hypsipyle ihren Vater verschont hat und so wird Hypsipyle gemeinsam mit ihren Zwillingen Euneos und Deipylos, den Söhnen des Iason, vertrieben. Sie wird von Piraten gefangen genommen und an Lykurg, den König von Nemea, verkauft. Hypsipyle wird daraufhin mit der Erziehung des Kronprinzen Opheltes betraut und scheint in der Sage der Sieben gegen Theben, wie bereits erzählt, auf.
- Die Argonauten im Lande der Dolionen: Die Argonauten kommen nach Kyzikos, wo das Volk der Dolionen unter ihrem König Kyzikos friedlich lebt und die Argonauten gastfreundlich aufnimmt. Bei ihrem Aufenthalt schlagen die Argonauten eine Gruppe angreifender Giganten zurück und brechen danach wieder auf. Der Wind trägt sie jedoch in der Nacht zurück nach Kyzikos, wo es durch ein Missverständnis zum Kampf zwischen Dolionen und Argonauten kommt und letztere zahlreiche Dolionen töten.
- Herakles zurückgelassen: Die Argonauten kommen ins Land der Mysier und werden in der Stadt Kios aufgenommen. Herakles' Freund und Diener Hylas, wird hier beim Wasserschöpfen von einer Nymphe entdeckt und in die Tiefe gezogen. Als Herakles durch Polyphemos davon erfährt, stürmt er wahnsinnig davon und so brechen die Argonauten, die vom Meeresgott Glaukos erfahren, dass dem Herakles ohnehin andere Abenteuer vom Schicksal bestimmt sind, ohne Herakles und Polyphemos auf.
- Polydeukes und der Bebrykenkönig: Die Argonauten werden vom Bebrykenkönig Amykos an der Weiterfahrt gehindert, der sie nur passieren lassen will, wenn er ihm Faustkampf besiegt wird. Polydeukes stellt sich dem Zweikampf und als Amykos zu verlieren droht, greifen die Bebryken die Argonauten an, werden jedoch in die Flucht geschlagen.
- Phineus und die Harpyien: Als die Argonauten nach Bithynien kommen, treffen sie dort auf den greisen König Phineus, den Sohn des Agenor. Dessen zweite Frau Idaia, eine Tochter des Dardanos, hatte ihn durch Lügen dazu verleitet, seine Söhne aus seiner ersten Ehe zu blenden. Für dieses Verbrechen wurde er von den Göttern mit den Harpyien gestraft. Diese sind grässliche Vogelwesen, die dem Phineus das Essen stehlen oder besudeln, so dass es ungenießbar ist. Dem mittlerweile abgemagerten Phineus wurde vorausgesagt, die Söhne des Boreas würden ihn von der Plage befreien. Und tatsächlich kommt es so, dass die Argonauten die Vögel vertreiben und Kalais und Zetes mit ihren Flügeln die Verfolgung aufnehmen. Zum weiteren Verlauf gibt es zwei Versionen. Nach der einen wurde ihnen prophezeit, dass sie sterben müssten, wenn sie einmal ein Ziel nicht erreichten, weshalb sie auf der Jagd nach den pfeilschnellen Vögeln abstürzen sollten. Nach der anderen Version brechen sie auf Geheiß der Iris ihre Jagd ab und ziehen sich später auf die Insel Telos zurück. Dort werden sie von Herakles umgebracht, aus Rache dafür, dass sie die Argonauten zur Weiterreise gedrängt hatten. Phineus jedenfalls warnt die Argonauten aus Dank für ihre Hilfe vor den Gefahren der weiteren Reise.
- Die Symplegaden: Das nächste Abenteuer ist die Durchquerung der Symplegaden, zweier schwimmender Felsinseln im Bosporus. Einmal treiben sie aufeinander zu und dabei schwillt die Meeresflut in der Mitte mit fürchterlichem Toben an. Dann wiederum treiben sie auseinander und es bildet sich eine enge Durchfahrt zwischen ihnen. Auf Rat des Phineus lässt Iason zunächst eine Taube zwischen den Felsen hindurchfliegen, um herauszufinden, wie schnell sie rudern müssten: Die Taube kommt mit geringer Verletzung der Schwanzfedern hindurch, und als die Felsen sich wieder öffnen, rudern die Argonauten selbst rasch nach und kommen, dank eines letzten Stoßes durch die Göttin Pallas Athene, mit Verlust ihres Steuerruders davon. Gemäß der Sage hörte die Bewegung der Symplegaden seit dieser Zeit auf.
- Weitere Abenteuer: Die Argonauten werden vom König der Mariandynern, Lykos, aufgenommen und verbringen dort einige Tage. Idmon wird dabei von einem Eber angegriffen, und obwohl Peleus und Idas einen Rettungsversuch unternehmen, erliegt Idmon seinen Verletzungen. Außer ihm stirbt hier auch der Steuermann Tiphys an einer Krankheit und beide werden feierlich bestattet. Als nächstes kommen die Argonauten am Land der Amazonen vorbei, ohne jedoch an Land zu gehen, wodurch ein Krieg vermieden werden kann. Kurz darauf treffen sie auf das Volk der Chalyber, welches für seine Metallverarbeitungskunst bekannt ist. Kurz bevor die Argonauten die Aresinsel erreichen, werden sie von den stymphalischen Vögeln angegriffen, können jedoch entkommen. Auf der Aresinsel treffen sie auf Argos und Phrontis, die Söhne des mittlerweile verstorbenen Phrixos, die Schiffbruch erlitten hatten. Gemeinsam mit den Phrixossöhnen bestreiten die Argonauten das letzte Stück der Reise nach Kolchis, wobei sie dem Adler begegnen, der auf dem Weg zu Prometheus ist, um ihm die Leber herauszureißen (siehe Sage des Prometheus).
- Ankunft in Kolchis: Die Argo wird im Fluss Phasis geankert, zwischen dem Aresheim, indem das goldene Vlies hängt und der Stadt Kytaia, in der sich der Palast des Aietes befindet. Ihnen bietet sich ein bizarrer Anblick: In Kolchis ist es ein Frevel, die Männer zu verbrennen oder in die Erde zu begraben, weshalb sie, in rohe Stierfelle gewickelt, an den Bäumen aufgehängt werden. Nur die Frauen werden, damit die Erde nicht zu kurz kommt, in diese begraben. Iason, die Phrixossöhne, Telamon und ein weiterer Argonaut brechen auf zum Palast des Aietes, um ihn um das goldene Vlies zu bitten. Ungesehen, durch einen von Athena gesandten Nebel, erreichen sie den märchenhaften Palast, in dem die Brunnen Milch, Wein, Öl und Wasser spenden.
- Aietes: Im Palast erblickt Medea, die Tochter des Aietes den jungen Iason und entbrennt sofort in leidenschaftlicher Liebe zu ihm. Die Argonauten verhandeln mit Aietes und bieten ihm ihre Gefolgschaft im Krieg an, wenn er ihnen das goldene Vlies aushändigen würde. Aietes denkt jedoch nicht daran, das Vlies auszuhändigen und ersinnt eine List für Iason. Er soll zwei wilde, feuerspeiende Stiere bändigen, mit ihnen pflügen und eine der Drachensaat entsprungene Kriegerschar töten. und dann Drachenzähne säen. Da diese Herausforderungen menschliche Kräfte übersteigen, geht Aietes davon aus, dass der Fremde daran scheitern und dabei ums Leben kommen werde. Danach wolle er die Männer Iasons dahinmetzeln.
- Iason und Medea: Argos, der Sohn des Phrixos, rät Iason, er würde die Prüfungen nur mit der Hilfe von Medea, der Tochter des Aietes, bestehen können. Diese ist, als Priesterin der Unterweltgöttin Hekabe, der Zauberkunst mächtig. Iason willigt ein und so übermittelt Argos Medea die Bitte. Medea geht darauf ein, da sie sich in Iason verliebt hatte, als er bei der Verhandlung gewesen war und so mischt sie eine Salbe, die den Träger einen Tag lang unverwundbar machen und mit göttlicher Kraft segnen solle. Iason und Medea treffen sich heimlich des Nachts und die beiden kommen sich näher. Medea gibt Iason die Salbe, erklärt ihm, wie er sie einsetzen muss und gibt ihm einen Rat, wie er die Saat der Drachenzähne bezwingen könne. Iason ist Medea, in die er sich nun verliebt hat, dankbar für ihre Hilfe und stellt in den Raum, sie mit nach Griechenland zu nehmen.
- Die Aufgabe des Aietes: Am nächsten Tag lässt Iason die Zähne des Drachen, den Kadmos bei Theben erlegt hatte, holen und salbt sich und seine Waffen indessen, wie von Medea geraten. Dann beginnt er mit Mühe den Stieren das Joch überzuwerfen und den Acker zu pflügen, unversehrt durch die Flammen, dank Medeas Salbe. Kurz nachdem er die Drachenzähne gesägt hat, wachsen unzählige Krieger aus dem Boden hervor, die Iason angreifen wollen. Doch Iason wirft einen gewaltigen Stein, wie von Medea geraten, zwischen die Krieger, woraufhin sie sich gegenseitig angreifen und Iason den Rest von ihnen einfach besiegen kann.
- Der Raub des goldenen Vlies: In der Nacht danach plant Aietes, der nach wie vor nicht vor hat, das Vlies auszuhändigen, die Argonauten zu töten. Medea, flieht daraufhin aus dem Palast und bittet Iason, sie zu retten. Dieser schwört, er würde sie zu seiner rechtmäßigen Frau nehmen, wenn er zurück in Griechenland wäre. Medea geht mit Iason zum Aresheim und schläfert den Drachen dort ein, so dass Iason das Vlies mitnehmen kann.
- Absyrtos: Im Morgengrauen beginnen die Argonauten die Heimfahrt, nicht jedoch auf demselben Weg wie bei der Hinfahrt, sondern über den Ister-Fluss (die Donau), der der Legende nach zwei Meeresmündungen, eine ins Schwarze Meer und eine ins Adriatische Meer. Phineas hatte ihnen dies geraten und durch ein göttliches Zeichen, einen Regenbogen, finden sie den Weg, jedoch werden sie von den verfolgenden Kolchern, unter Führung von Absyrtos, dem Sohn des Aietes eingeholt und auf einer Insel festgesetzt. Die Kolcher wollen verhandeln, doch da Iason weder Medea, noch das goldene Vlies zurückgeben will, ersinnen Medea und er eine List: Medea lockt ihren Bruder Absyrtos, unter dem Vorwand sie wolle Iason verraten, auf die benachbarte Artemisinsel, auf der ihm Iason auflauert und ihn tötet. So können die Argonauten den nun führerlosen Kolchern entkommen. Nach einer anderen Version war Absyrtos gemeinsam mit Medea geflohen und war von ihr getötet, zerstückelt, und ins Meer geworfen worden, um so den verfolgenden Aietes, der die Einzelteile seines Sohnes aufsammeln wollte, aufzuhalten und entkommen zu können.
- Kirke und Alkinoos: Um sich von dem Mord an Absyrtos zu reinigen, müssen die Argonauten zu Kirke, die sie entsühnen soll. Also fahren die Argonauten durch den Ister in den Adriatischen Meerbusen und zu einer Insel an der Mündung des Eridanos, der durch die glühenden Überreste des Phaeton vergiftet ist und gelangen schließlich zu Kirke. Diese ist, ebenso wie Aietes eine Tochter des Sonnengottes Helios und deshalb verweigert sie Iason und Medea die Entsühnung. Hera hat jedoch ein Einsehen und begünstigt die weitere Fahrt. Orpheus' Gegengesang bringt die Argonauten glücklich an den Sirenen vorbei, Thetis und die Nereiden helfen ihnen durch Skylla und Charybdis, und so kommen sie zum Volk der Phäaken, dessen König Alkinoos sie gastlich aufnimmt. Letzterer, von den einholenden Kolchern, welche die Auslieferung Medeas forderten, wie von den verfolgten Argonauten als Schiedsrichter anerkannt, will nun die Jungfrau den Kolchern zusprechen. Seine Gattin Arete aber weiß Iasons und Medeas eheliche Verbindung zu bewirken, und die Kolcher müssen verzichten.
- Die weitere Heimfahrt: Danach werden die Argonauten vom Wind nach Afrika getragen, wo sie, von einer Windstille an der Weiterfahrt gehindert, in der Einöde umherirren und auch am Garten der Hesperiden vorbeikommen. Als sie schließlich wieder in See stechen können, kommen sie bei Kreta vorbei. Die Insel wird vom Bronzeriesen Talos bewacht, der von Zeus damit beauftragt wurde, die Insel dreimal täglich, zum Schutz der Europa, zu umrunden. Er beginnt, die Argo mit Steinen zu bewerfen, kann aber von Medea eingeschläfert werden. Dabei stürzt er und stößt sich seinen Knöchel, seine einzige verwundbare Stelle, an einem Stein und verblutet. Schließlich kommen die Argonauten nach Ägina und von dort sicher weiter nach iolkos.
- Rückkehr nach Iolkos: Bei der Rückkehr der Argonauten nach Iolkos erfährt Iason, dass sein Vater Aison von Pelias in den Selbstmord getrieben wurde, da er behauptet hatte, Iason wäre auf seiner Fahrt umgekommen. Auch weigert Pelias sich, Iason wie versprochen das Königreich zu überlassen, weshalb Iason Medea erneut um Hilfe bei seinem Racheplan bittet. Mit Hilfe eines alten Widders und eines Lamms überzeugt medea die Töchter des Pelias davon, sie beherrsche einen Verjüngungszauber. So bringt sie die Töchter dazu, ihren greisen Vater zu töten, zu zerteilen und in einen Kessel zu werfen, verweigert dann aber die verjüngende Wiedergeburt. Aus Angst vor der Rache des Sohnes des Pelias, Akastos, verzichtet Iason aber auf den Thron und flieht mit Medea nach Korinth zu König Kreon (nicht zu verwechseln mit dem thebanischen König Kreon), wo sie viele Jahre lang glücklich leben und Kinder haben.
- Iasons Ende: Nach einer Version lebt Iason lange und wird im hohen Alter, unter der Argo liegend, von einer herabfallenden Planke erschlagen. Nach einer anderen verliebt er sich, als Medea bereits altert, in die Königstochter Glauke. Kreon willigt ein, ihn zu seinem Schwiegersohn zu machen. Medea wird verstoßen, und Kreon befiehlt ihr, sein Land zu verlassen. Aus Rache ermordet Medea zunächst sowohl Glauke als auch Kreon und schließlich auch ihre eigenen Kinder, um Iason, den sie am Leben lässt, kinderlos zu machen. Dann fährt sie auf einem von Drachen gezogenen Wagen, den ihr Helios zur Verfügung stellt, nach Athen (siehe Theseussage). Iason nimmt sich daraufhin aus Verzweiflung selbst das Leben.

#### Teilnehmer am Argonautenzug
Nachfolgend wird ein Überblick über die wichtigsten Teilnehmer des Argonautenzugs, sowie deren Geschichte gegeben.
- Admetos: König von Pherai in Thessalien (siehe Die Sagen der Olympischen Götter sowie Heraklessage) und Vater des Eumolos (siehe Der Trojanische Krieg)
- Amphiaraos: Seher aus Argos (siehe Die Sieben gegen Theben)
- Ankaios: Arkadischer Teilnehmer an der kalydonischen Eberjagd und zweiter Steuermann der Argo nach Tiphys.
- Argos: Baut mit Unterstützung der Göttin Athene die Argo, das erste Hochseeschiff, mit der die Argonauten nach Kolchis fahren
- Herakles: Sohn des Zeus (siehe Heraklessage)
- Idas und Lynkeus: Die beiden messenischen Brüder nehmen auch an der Jagd auf den Kalydonischen Eber teil und sterben schließlich im Streit mit den Dioskuren (siehe „Spartanische Sagen“).
- Idmon/Thestor: Thestor ist ein Sohn des Apollon sowie der Vater des Kalchas (siehe Der Trojanische Krieg) und ist für seine seherischen Fähigkeiten bekannt, als der er auch Idmon genannt wird. Seine Tochter Theonoë wird von Piraten entführt und so macht er sich auf die Suche nach ihr, wobei er ebenfalls Piraten in die Hände fällt und schließlich an den Hof des Königs Ikarios verkauft wird, wo auch schon Theonoë gelandet ist, die er aber nicht mehr erkennt. Diese hatte die Zuneigung des Königs gewinnen können. Später kommt auch ihre Schwester Leukippe, auf Anordnung eines Orakels, an den Hof des Ikaros. Doch Theonoë erkennt ihre Schwester nicht, sondern verliebt sich in sie, wird aber abgewiesen. Wütend befiehlt sie Thestor, der am Hof ihr Sklave ist, die Ermordung der verkleideten Leukippe. Den Verlust seiner Tochter beklagend, will Thestor lieber den Freitod wählen als einen Mord zu begehen. Da erkennt ihn seine Tochter wieder. König Ikarios hölt die drei, nach diesem seltsamen Zusammentreffen, für Günstlinge der Götter, beschenkte sie reich und erlaubte ihnen die Heimkehr. An der Argonautenfahrt nimmt er nur zögerlich teil, da er seinen eigenen Tod vorhersieht. Thestor stirbt schließlich während der Argonautenfahrt an seinen Verletzungen, die ihm ein Eber zugefügt hat.
- Kalaïs und Zetes: Die beiden sind Zwillingsbrüder und Söhne des Boreas und dessen Gattin Oreithyia. Sie haben purpurne Flügel, die ihnen mit dem ersten Bart gewachsen waren und mit denen sie fliegen können. Ihr Ende wurde bereits oben in der Argonautenfahrt beschrieben.
- Kastor und Polydeukes: Die beiden Dioskuren (siehe Spartanische Sagen)
- Kepheus: König von Tegea, der im späten Eroberungszug des Herakles an dessen Seite kämpft und stirbt (siehe „Heraklessage“)
- Laertes: König von Ithaka und Vater des Odysseus, deren beider Schicksale im Trojanischen Sagenkreis weitererzählt werden.
- Meleagros: Kalydonischer Prinz (siehe Kalydonische Sagen)
- Mopsos: Lapithischer Seher und Teilnehmer an der Jagd auf den Kalydonischen Eber, nicht zu verwechseln mit Mopsos, dem Sohn der Manto.
- Nestor: König von Pylos, Teilnehmer an der Jagd auf den Kalydonischen Eber, Mitstreiter im Kampf der Kentauren und Lapithen (Kentauromachie) und wichtiger, weiser Ratgeber im trojanischen Krieg, sowie in der Odyssee
- Oileus: König von Lokris und Vater des Kleinen Ajax (siehe Der Trojanische Krieg)
- Orpheus: Thrakischer Sänger (siehe Thrakische Sagen)
- Peleus und Telamon: Die Söhne des Aiakos (siehe Aiginische Sagen), Väter des Achilles bzw. des großen Ajax (siehe Der Trojanische Krieg).
- Polyphemos: Der Lapithe scheint neben der Argonautensage auch im Kampf der Kentauren und Lapithen in der Theseussage auf.
- Theseus: Bezwinger des Minotauros und König von Athen (siehe Theseussage)
- Tiphys: Der erste Steuermann der Argo
- Tydeus: Siehe Die Sieben gegen Theben

## Die Sagen der griechischen Landschaften

### Aiginische Sagen
- Die Entführung der Aigina: Die schöne Aigina, die Tochter des Flussgottes Asopos, wird von Zeus in Gestalt eines Adlers entführt und auf die Insel Oinone gebracht, wo er sich mit ihr vereinigt und sie später den gemeinsamen Sohn Aiakos auf die Welt bringt. Asopos sucht verzweifelt nach seiner Tochter und so befragt er den König von Korinth Sisyphos nach dem Namen, wer Aigina, eine seiner Töchter, entführt hatte. Als Gegenleistung errichtete er auf dem Akrokorinth eine Wasserquelle, Sisyphos jedoch wird von Zeus für die Bekanntgabe seines Namens gestraft (siehe Sagen der Frevler im Tartaros). Die Insel, auf der Aigina von Zeus verführt wurde, wird schließlich nach ihr benannt.
- Aiakos: Der Sohn der Aigina herrscht über die nach seiner Mutter benannten Insel, doch sein Volk wird von Hera, die eifersüchtig auf die Verbindung des Zeus mit Aigina ist, von einer Pest dahingerafft. Er bittet Zeus um Hilfe und dieser verwandelt die fleißigen Ameisen in Menschen. Diese werden Ameisenmenschen, auf Griechisch Myrmidonen genannt. Nach manchen Quellen wird Aiakos nach seinem Tod als Richter in der Unterwelt eingesetzt.

#### Peleus
- Phokos: Die Aiakossöhne Peleus und Telamon verschwören sich, einen verhassten jüngeren Halbbruder, den Phokos, zu töten. Telamon führt die Tat aus, indem er ihm einen Diskos an den Kopf wirft, den Leichnam verbergen sie im Wald. Das Verbrechen wird jedoch entdeckt, und die Brüder müssen vor ihrem Vater aus der Heimat Aigina fliehen.
- Telamons weitere Geschichte: Telamon geht nach dem Mord an Phokos nach Salamis, wo er von König Kychreus aufgenommen wird und dessen Tochter zur Frau bekommt. Mit dieser zeugt er den Großen Ajax (siehe Der Trojanische Krieg). Er nimmt an der Jagd auf den Kalydonischen Eber teil, ist einer der Argonauten und hilft Herakles bei der ersten Eroberung Trojas, wobei er Hesione als Frau erhält, die ihm seinen zweiten Sohn Teukros schenkt, der an der Seite seines Vaters und seines Halbbruders Ajax im zweiten trojanischen Krieg kämpft.
- Eurytion: Peleus geht, begleitet von den Myrmidonen, nach Phthia in Thessalien zu König Eurytion, der ihn von seiner Blutschuld reinigt und ihm seine Tochter Antigone nebst dem dritten Teil seines Landes als Mitgift gibt, mit der Peleus die schöne Polydora zeugt. Das Bündnis dauerte jedoch nicht lange, denn auf der Kalydonischen Jagd, an der Peleus ebenso wie am Argonautenzug und der ersten Eroberung Trojas teilnimmt, tötete er versehentlich den Schwiegervater Eurytion. Peleus musst abermals fliehen und gelangt nach Iolkos.
- Akastos: In Iolkos wird Peleus von Akastos, dem Sohn des Pelias, entsühnt. Peleus bleibt in Iolkos, und Akastos Frau Astydameia verliebt sich in ihn. Als Peleus ihre Liebe nicht erwidert, erzählt sie Antigone, Peleus wolle sich mit der Tochter des Akastos vermählen, woraufhin sich Antigone aus Gram erhängt. Bei Akastos verleumdet sie Peleus und behauptet, er habe ihr nachgestellt. Akastos lädt ihn daraufhin zu einem Wettjagen ein, bei dem er das von Hephaistos geschmiedete Zauberschwert des Peleus entwendet, als Peleus ermüdet eingeschlafen war. Peleus sollt unbewaffnet den wilden Tieren überlassen werden. Der Kentaur Cheiron rettete ihn aber und besorgte ihm sein Schwert wieder. Aus Rache erobert mit Hilfe der Dioskuren Iolkos, vertreibt Akastos und tötet und zerstückelt Astydameia. Danach übergibt er den Thron einem Sohn des Iason und kehrt zurück nach Phthia.
- Hochzeit mit Thetis: Zurück in Phthia heiratet Peleus die Meeresnymphe Thetis, mit der er Achilleus zeugt, was in der Vorgeschichte des zweiten trojanischen Kriegs genauer erzählt wird.
- Die späteren Jahre des Peleus: Peleus versucht sich mit Aktor, dem Vater des Eurytion zu versöhnen, indem er ihm eine große Herde Vieh zum Geschenk macht, dieser lehnt jedoch ab. So lässt Peleus die Tiere dann, nachdem das Orakel befragt worden war, weisungsgemäß ohne Hirten laufen. Das Vieh fällt einem Wolf zum Opfer, der hernach jedoch in einen Stein verwandelt wurde, welcher noch lange Zeit zwischen Lokris und Phokis zu sehen ist. Peleus erreicht ein hohes Alter, wird aber nach der Rückkehr der Griechen vom Trojanischen Krieg, an dem er nicht teilnimmt, aus Phthia vertrieben, und zwar von Archandros und Architeles, den Söhnen des Akastos. Auf der Insel Kos trifft er auf Neoptolemos, seinen Enkel, der die beiden tötet und Pelias zur Rückkehr nach Phthia verhilft. Von Orestes später abermals vertrieben (siehe Orestie), flieht er erneut nach Kos, wo er aus Kummer über den Verlust, sowohl seines Sohns Achilleus, als auch seines Enkels Neoptolemos, stirbt.

### Argolische Sagen
Ein Großteil der Sagen aus Argos steht im Zusammenhang mit Perseus, weshalb diese als eigenes Unterkapitel angeführt ist. Weitere Sagen, zu denen Argos einen Bezug hat, sind:
- Danaos und die Danaiden (siehe Sagen der Frevler im Tartaros)
- Herakles und die Rosse des Diomedes (siehe Heraklessage)
- Die 7 gegen Theben (siehe Theben)
- Der Zug der Epigonen (siehe Theben)

#### Perseussage
- Orakel und Aussetzung: Akrisios, dem König von Argos, wird geweissagt, dass ihm ein Sohn seiner Tochter Danaë zum Verhängnis werden würde. Deshalb schließt er Danaë zusammen mit einer Amme in den Keller des Palastes und lässt diesen von blutrünstigen Hunden bewachen. Zeus befruchtet die Schlafende als Goldregen, woraufhin Perseus geboren wird. Mit der Geburt des Perseus steht Akrisios vor dem Dilemma, was er mit den beiden machen soll. Zwar liebt er seine Tochter, er wird aber seinen Enkel umso mehr fürchten müssen, da sein erster Versuch, dem Schicksal zu entkommen, misslungen ist – auf für ihn unverständliche Weise. Er sperrt daher beide in eine Kiste ein und setzt sie auf dem Meer aus. Zeus verhindert jedoch mit Hilfe Poseidons, dass beide umkommen.
- Die Jugend auf Seriphos: Als Danaë und Perseus auf Seriphos, einer Insel der Kykladen, an Land gespült werden, findet sie Diktys, der Bruder des Königs Polydektes, und nimmt sie bei sich auf. König Polydektes beginnt Danaë nachzustellen, doch Diktys und später auch der heranwachsende Perseus wissen sie zu beschützen. Zum Schein will Polydekte schließlich um Hippodameia werben und veranstaltet ein Gastmahl, zu dem die Eingeladenen ein Pferd als Gastgeschenk mitzubringen haben, damit er gegenüber den anderen Mitbewerbern nicht zurückfalle. Dabei weiß, dass Perseus weder ein Pferd noch das Geld hat, sich eines zu beschaffen. Als ihm der jugendliche Perseus anbietet, er möge etwas anderes benennen, und sei es das Haupt der Gorgone Medusa, willigt Polydektes schnell ein, wohl wissend, dass die Medusa jeden versteinert, der sie erblickt.
- Die Graien: Pallas Athene erscheint Perseus und übergibt ihm einen glänzenden Schild, der in der Lage ist, ein Spiegelbild zurückzuwerfen. Sie zeigt ihm damit eine Möglichkeit, der Gefahr nicht direkt ins Auge zu schauen. Außerdem müsse er die Schwestern der Medusa, die Graien, die Töchter des Phorkys, aufsuchen, um herauszufinden, wo die Gorgone sich befinde. Die Graien sind seit ihrer Geburt grauhaarig und teilen sich zu dritt ein Auge und einen Zahn. Perseus stiehlt ihnen beides und gibt das Auge und den Zahn den Graien erst zurück, nachdem sie ihm den Aufenthalt der Gorgonen und der Nymphen verraten hatten. Von letzteren erhofft sich Perseus, geflügelte Sandalen, einen Schubsack und eine Tarnkappe zu bekommen, die sie ihm auch tatsächlich geben.
- Die Gorgonen: Die Gorgonen sind drei Schwestern und nur die Jüngste von Ihnen, Medusa, ist sterblich. Sie war einst wunderschön und wurde deshalb von Poseidon geliebt, der sich mit ihr in einem Tempel der Athene vergnügte. Als Athene das bemerkte, strafte sie Medusa, indem sie sie in ein Ungeheuer mit Schlangenhaaren, langen Schweinshauern, Schuppenpanzer, bronzenen Armen, glühenden Augen und heraushängender Zunge verwandelte. Der Anblick ließ fortan jeden zu Stein erstarren. Als Perseus bei den Gorgonen ankommt, schlafen sie alle. Er nähert sich der Medusa, indem er in den Schild der Göttin Athene schaut, schneidet ihr unter Führung Pallas Athenes den Kopf ab und fängt ihn im Mantelsack der Nymphen auf. Aus der blutenden Wunde der kopflosen Medusa entspringen Pegasos (siehe Bellerophontes), und ein Riese namens Chrysaor, beides Geschöpfe des Poseidon.
- Perseus und Atlas: Mit Hilfe der Tarnkappe und der Flugsandalen flieht Perseus vor den anderen beiden Gorgonen und wird von Winden und Regenwolken über viele Gegenden geschleudert. Schließlich setzt er sich im Reich des Königs Atlas nieder, um zu rasten und ihn um Obdach zu bitten. Atlas fürchtet aber um seine Besitztümer und stößt den Heroen fort. Das ergrimmt Perseus so sehr, dass er Atlas das Medusenhaupt zeigt, woraufhin dieser sofort zu dem Stein erstarrt, der heute das Atlasgebirge bildet.
- Andromeda: Auf dem Rückweg sieht Perseus an Äthiopiens Küste eine schöne junge Frau, die an einen Felsen gekettet ist. Sie erscheint blass und regungslos, so dass er zunächst glaubt, sie sei aus Stein gehauen. Schließlich sieht er ihr Haar wehen und eine Träne fließen. Andromeda soll geopfert werden, weil ihre Mutter Kassiopeia damit geprahlt hat, sie sei viel schöner als die Nereiden, die schönen Meeresnymphen. Daher zürnt Poseidon und schickt das Meeresungeheuer Ketos, das die Küstengebiete mit so viel Unglück überhäuft, dass ein Seher befragt wird, was zu tun sei. Man müsse Andromeda dem Ungeheuer opfern, ist sein Spruch, und weil das Volk derselben Meinung ist, gibt ihr Vater, König Kepheus, nach. Als das Ungeheuer auf Andromeda zuschießt, um sie zu verschlingen, und deren Eltern wehklagend herbeieilen, erbittet sich Perseus für die Rettung Andromedas deren Hand und bekommt nicht nur diese, sondern auch das ganze Königreich versprochen. Perseus gelingt es, das Ungeheuer zu töten und dadurch Andromedas Leben zu retten. Nach einer überlieferten Version zeigt Perseus dem Ungeheuer das Medusenhaupt, nach einer anderen kommt es zu einem dramatischen Kampf, in dem Perseus sein Schwert benutzt.
- Perseus und Phineus: Während des Hochzeitsmahls taucht jedoch Phineus, der Onkel Andromedas, der schon früher um sie geworben hat, mit einer Überzahl an Bewaffneten auf, um seine Ansprüche zu erneuern. Es kommt zum Kampf. Als Perseus zu unterliegen droht, zieht er das Gorgonenhaupt, wonach alle seine Feinde zu Stein erstarren. Zuvor warnt Perseus jedoch seine Gefährten, indem er bittet, dass jeder, der noch sein Freund sei, das Gesicht von ihm abwenden solle.
- Die Rückkehr: Vor seiner Heimkehr nach Seriphos kommt Perseus’ Sohn Perses zur Welt, der bei Kepheus bleiben und das Königreich übernehmen wird. Perses soll später der Ahnherr aller persischen Könige werden. Mit seiner Gemahlin auf Seriphos angelangt, wird ihm von Polydektes, der seiner Mutter weiterhin nachstellt, und einigen anderen Bewohner nicht geglaubt. So zeigt Perseus Polydektes das Medusenhaupt und alle Ungläubigen erstarren zu Stein. Deshalb soll Seriphos heute zu den felsigsten Inseln Griechenlands gehören. Die Herrschaft über die Insel übergibt er Diktys.
- Die Erfüllung des Orakels: Perseus will nun seinen Großvater Akrisios kennenlernen und reist nach Argos. Als Akrisios dies erfährt, flüchtet er, aus Angst vor dem Orakelspruch, zu König Teutamidos von Larisa. Teutamidos verstirbt jedoch und bei der Totenfeier wird ein Fünfkampf veranstaltet, an dem auch Perseus teilnimmt. Beim Diskuswerfen trifft er jedoch versehentlich Akrisios am Fuß, der an dieser Verletzung stirbt. In tiefer Trauer begräbt Perseus seinen Großvater. Alle erhaltenen magischen Gegenstände gibt er wieder zurück, das Medusenhaupt erhält Pallas Athene. Die nun ererbte Herrschaft über Argos tauscht er wegen der Tötung des Akrisios mit Megapenthes, nicht zu verwechseln mit dem Sohn des Menelaos gegen Tiryns und gründet von dort aus Midea und Mykene, wo ihm ein langes Leben mit Andromeda vergönnt ist, mit der gemeinsam der Ahne vieler großer Personen der griechischen Mythologie wird, unter anderem auch Herakles.

### Athenische Sagen
Die wichtigste athenische Sage ist die des Helden Theseus, welche ebenso wie die Jagd auf den Teumessischen Fuchs als Unterkapitel angeführt werden. Weitere Athenische Sagen sind folgende:
- Prokne und Philomela: Siehe Thrakische Sagen
- Wettstreit um Athen: Siehe Sagen der Olympischen Götter

#### Theseussage
- Zeugung: König Aigeus von Athen, ein Nachkomme des Erechtheus, wird von einem sehnlichen Kinderwunsch geplagt. Sowohl seine erste Ehe mit Meta, als auch die mit Chalkiope, bleiben jedoch kinderlos. Die 50 Söhne seines Bruders Pallas machen sich inzwischen Hoffnungen auf den Königsthron. Deshalb befragt Aigeus, rund 20 Jahre vor dem Argonautenzug, das Orakel von Delphi, wie er einen Sohn bekommen könne. Das Orakel weissagt ihm: „Dein Sohn wird ein ruhmvoller Held sein. Doch hüte dich davor, das vorstehende Ende eines Schlauches zu öffnen, bevor du deine Heimat erreicht hast, sonst wirst du einen gramvollen Tod finden.“ Da Aigeus diesen rätselhaften Spruch nicht versteht, begibt er sich, zu seinem Freund, dem König Pittheus von Troizen, einem Nachkommen des Pelops. Dieser versteht die Weissagung: Mit dem Schlauche hatte die Pythia einen Weinschlauch gemeint, und dessen vorstehendes Ende zu lösen, bedeutet, sich zu betrinken. Pittheus nutzt die Gunst der Stunde für seine Zwecke, macht Aigeus betrunken und hat in der Hoffnung, dass der zukünftige Held sein Nachkomme sei, keine Einwände, als Aigeus mit seiner Tochter Aithra, eine Cousine der Heraklesmutter Alkmene, schlafen will. Aus diesem Liebesakt geht Theseus hervor. Bevor Aigeus nach Athen zurückkehrt, hinterlässt er unter einem schweren Stein ein Schwert und Sandalen. Sobald Theseus stark genug sei, eigenhändig den Stein zur Seite zu rollen, soll er zu Aigeus aufbrechen.
- Jugend in Troizen: Nach Theseus Geburt verbreitet Pittheus das Gerücht, Theseus sei ein Sohn des Poseidons, wodurch Theseus nicht als Bastard angesehen wird. Als Theseus 7 Jahre alt ist, kommt Herakles nach Troizen. Während alle anderen Kinder, beim Anblick des Löwenfells des Herakles vor lauter Furcht davonrennen, nimmt Theseus eine Axt und will den vermeintlich lebendigen Löwen töten. Später, aber auch in jungen Jahren, nimmt Theseus am Argonautenzug und an der Jagd auf den Kalydonischen Eber teil.
- Der Weg nach Athen: Als Theseus alt genug geworden war, den Stein wegzurollen, den Aigeus bei seiner Geburt an den Strand gelegt hatte, offenbart ihm Aithra, dass Aigeus sein Vater sei und dass dieser Gegenstände für ihn verborgen habe. Theseus rollt den Stein zur Seite, nimmt Schwert sowie Sandalen und plante, den gefährlichen Landweg, anstatt des sicheren Seewegs zu nehmen, um wie sein Cousin zweiten Grades, Herakles, folgende Heldentaten zu verbringen.
  1. In Epidauros begegnet er dem „Keulenträger“ Periphetes, der Wanderer mit seiner Keule erschlägt und von Theseus getötet wird.
  2. Am Isthmus von Korinth trifft er auf Sinis, den Fichtenbeuger; diesen tötet er, wie auch dieser seine Opfer misshandelt hatte, indem er zwei Bäume hinunterbeugt, Sinis dazwischenspannt und die Bäume auslässt, so dass es Sinis entzweireißt. Perigune, Sinis’ Tochter, rennt zuerst davon, doch als Theseus ihr verspricht, sie zu verschonen, kommt sie zurück. Mit ihr zeugt er Melanippos.
  3. Als nächstes erwartet den Helden in Krommyon die Wildsau Phaia, die Mutter des Kalydonischen Ebers. Auch diese tötet er ohne Umschweife.
  4. An der Grenze zu Megara lauert der Räuber Skiron den Passanten auf, raubte sie aus und zwingt sie, ihm die Füße zu waschen, wobei er sie ins Meer stürzt. Diesen räumte Theseus ebenfalls auf die gleiche Art aus dem Weg.
  5. In Eleusis tötet er Kerkyon im Ringkampf, nachdem ihn dieser, wie viele Wanderer zuvor, zum Kampf herausgefordert hatte.
  6. In Erineos bezwingt er den Riesen Prokrustes. Dieser hat zwei Betten, ein sehr kleines und ein sehr großes. Große Wanderer zwang er, sich auf das kleine Bett zu legen und kleine Wanderer, sich auf das große Bett zu legen. Wenn sie zu groß für das Bett waren, hackte er ihnen die Füße bzw. überschüssigen Gliedmaßen ab; waren sie zu klein, hämmerte und reckte er ihnen die Glieder auseinander, indem er sie auf einem Amboss streckte.
  7. Bevor er Athen erreicht, ließ er sich am Fluss Kephissos von den Phytalidaiern vom Blutvergießen reinigen
- Theseus in Athen: Aigeus ist mittlerweile mit der Zauberin Medea verheiratet, die nach den Morden in Korinth nach Athen geflüchtet war (siehe Argonautensage). Sie hatte sich Aigeus Vertrauen und Zuneigung durch das Versprechen, einen Jugendzauer zu wirken, erschlichen. Medea sieht die Ankunft Theseus voraus und fürchtet um ihre Stellung. Deshalb redet sie Aigeus ein, der ankommende Theseus wäre ein feindlicher Späher, woraufhin Aigeus Theseus beim Mahl vergiften will. Im letzten Moment erkennt er, dass es sich bei dem Fremden um seinen Sohn handelt, da er das Schwert, das er in Troizen zurückgelassen hatte, erblickt. Er schlägt Theseus den Giftbecher aus der Hand und verjagt Medea. Doch die 50 Neffen des Aigeus sehen ihr Anrecht auf Aigeus' Thron bedroht und wollen Theseus in einem Hinterhalt auflauern und ihn töten. Theseus kommt hinter den Plan und bringt die Söhne des Pallas um. Anschließend fängt er den kretischen Stier, der die Gegend um Marathon verwüstet, ein (siehe Heraklessage) und opfert ihn dem Apollon, um sich beim Volk beliebt zu machen.
- Der Kampf mit dem Minotauros: Wenig später kommen die Gesandten des kretischen Königs Minos nach Athen, um zum dritten Mal den Tribut von sieben Jünglingen und sieben Jungfrauen aus Athen zu holen. Die Bürger empören sich darüber und Aigeus gerät in Bedrängnis. Theseus meldete sich freiwillig und verspricht, diesem Unrecht ein Ende zu setzen, obgleich sein Vater Einwände hat. Am sechsten Tag des Monats Munychion stechen sie mit schwarzen Segeln in See. Sollte es Theseus gelingen, die Jugendlichen wieder heil zurückzubringen, so wollte er bei ihrer Rückkehr weiße Segel setzen. Nach seiner Ankunft auf Kreta verliebt sich Ariadne, die Tochter des König Minos, in Theseus und hilft ihm deshalb. Theseus soll nämlich, zusammen mit den restlichen Tributen, dem Minotauros in seinem Labyrinth geopfert werden (siehe Kretischer Sagenzyklus). Sie gibt ihm einen Faden, mit dessen Hilfe er wieder aus dem Labyrinth herausfinden würde, und ein Schwert, mit dem er den Minotaurus erlegen soll. Es gelingt Theseus, den Minotauros zu töten und mit Hilfe des Fadens wieder zum Ausgang zu kommen.
- Heimfahrt nach Athen: Theseus flüchtet mit Ariadne und ihrer kleinen Schwester Phaidra von Kreta, wobei er auf ihren Rat die Böden der kretischen Schiffe zerstört, um sie an der Verfolgung zu hindern. Im Traum erscheint Theseus Dionysos, der Ariadne als seine rechtmäßige Braut einfordert. Schweren Herzens lässt Theseus Ariadne also auf Naxos zurück, wo sie dann tatsächlich von Dionysos gefunden und gerettet wird. Davon bekümmert vergisst er, wie vereinbart das weiße Segel, anstatt des schwarzen Segels aufzuziehen. Als der am Kap Sunion auf die Heimkehrer wartende Aigeus die schwarzen Segel sieht, denkt er, sein Sohn sei gefallen, und stürzt sich ins Meer, das nach ihm das Ägäische benannt wurde. Als Theseus in Athen ankommt, wird er mit viel Freude begrüßt und nachdem er seinen Vater begraben hat, übernimmt er die Herrschaft über die Stadt.
- Theseus als König: Als König verdient sich Theseus durch seine weisen Handlungen weiteren Respekt des Volkes. Er gestaltet die Regierung von Attika um und überzeugt die umliegenden zwölf Gemeinden, ihre eigene Verwaltung aufzugeben, um alle gemeinsam aus der Hauptstadt Athen zu regieren (Synoikismos des Theseus). Dafür baut er ein Rathaus und ein Verwaltungsgebäude in Athen und stiftete die Panathenäen und erneuert die Isthmischen Spiele. Theseus selbst will nur noch als Heerführer und Wächter über die Gesetze dienen. Die Regierungsgeschäfte sollen die Bürger übernehmen. Theseus teilt die Bürger in drei Gruppen ein: den Adel, die Bauern und die Handwerker. Der Adel sollt für religiöse Fragen und die Gesetze zuständig sein und den Magistrat stellen. Neben seiner weisen Herrschaft soll er sich auch durch weitere kühne Heldentaten ausgezeichnet haben.
- Der Amazonenkrieg: Theseus strandet eines Tages bei den Amazonen (manche sagen als Gefährte des Herakles) und verliebt sich in Hippolyte. Er nimmt sie mit auf sein Schiff und fährt mit ihr davon. Hippolyte beginnt Theseus' Gefühle zu erwidern, wird in Athen seine Gattin und hat mit ihm einen gemeinsamen Sohn, den Hippolytos. Die anderen Amazonen sind über Hippolytes Entführung jedoch verärgert und ziehen gegen Athen in den Krieg. Monatelang wird die Stadt belagert, ehe es zum Kampf kommt, in dem Hippolyte an Theseus' Seite kämpfend stirbt. Nach einem Friedensschluss wird der Krieg beendet und die Amazonen verlassen Athen.
- Lapithen- und Kentaurenkampf (Kentauromachie): Der Lapithenkönig Peirithoos, Sohn des Ixion, will Theseus’ Mut und Stärke auf die Probe stellen und entführte deshalb dessen Rinder aus Marathon. Als Theseus ihm bewaffnet gegenübertritt, sind beide über des Anderen Schönheit und Kühnheit verwundert. Sie legen die Waffen nieder und Theseus sieht von einer Bestrafung ab. Stattdessen sind die beiden von nun an Freunde und Kampfgefährten. Als Peirithoos Hippodameia heiratet, waren auch Kentauren unter den Gästen. Als diese vom Wein trunken die Frauen belästigen und auch die Braut entführen wollen, kommt es zum Kampf zwischen Lapithen und Kentauren. Theseus, der auch dort ist, hilft seinem Freund und so werden alle Kentauren getötet. Anschließend feiern sie ein großes Fest.
- Phaidra und Hippolytos: Jahre nach dem Tod seiner ersten Frau Hippolyte, möchte Theseus erneut heiraten. Seine Wahl fällt auf Phaidra, die kleine Schwester der Ariadne, die mit ihnen gemeinsam von Kreta geflohen war und nun wieder auf Kreta, bei Mino's Sohn Deukalion lebt. Deukalion gibt Theseus die Hand seiner Schwester und besiegelt ein Bündnis zwischen Athen und Kreta. Phaidra schenkt Theseus zwei Söhne, Akamas und Demophon. Hippolytos, der Sohn der Hippolyte und des Theseus, ist inzwischen zu einem schönen Jüngling herangewachsen, der als Diener der Artemis, der Göttin der Jagd und der Keuschheit, selbst lebenslang keusch leben will und die Liebesgöttin Aphrodite geringschätzte. Diese bestraft Hippolytos dafür auf hinterlistige Weise: Sie weckte sehnsüchtige und dauerhafte Liebe zu ihm in seiner Stiefmutter Phaidra, als diese ihn beim Training im Stadion gehen sieht. Als sie von ihm zurückgewiesen wird, nimmt sie sich das Leben, nicht ohne ihrem Mann zuvor einen Abschiedsbrief hinterlassen zu haben, in dem sie behauptet, von Hippolytos begehrt worden zu sein. Hippolytos flieht vor der Rache seines Vaters, der Poseidon gegen ihn aufhetzt. Auf Bitten Theseus' sendet Poseidon ein Meeresungeheuer, das die Pferde am Wagen des Hippolytos scheu macht. Hippolytos stürzt vom Wagen, verfängt sich in den Zügeln und wird zu Tode geschleift. Als die greise Amme der Phaidra ihre List aufdeckt und Hippolytos' zerschmetterter Körper zu Theseus gebracht wird, erkennt Theseus den Irrtum und Vater und Sohn können sich noch versöhnen, bevor Hippolytos stirbt.
- Theseus auf Frauenraub: Im Alter von 50 Jahren kommt Theseus zusammen mit Peirithoos nach Sparta und entführt die damals zwölfjährige Helena aus dem Tempel der Artemis Orthia. Als sie ihren Verfolgern entkommen waren, losen sie darum, wer sie heiraten dürfe, und Theseus gewinnt. Da sie noch nicht im heiratsfähigen Alter ist, bringt Theseus sie zunächst nach Aphidnai und gab sie in die Obhut seiner Mutter Aithra. Eine andere Version der Geschichte besagt, dass Idas und Lynkeus Helena entführten und sie Theseus anvertrauten.
- Theseus in der Unterwelt: Nachdem Perithoos Helena nicht als Frau erhält, wünscht er sich Persephone, die Gattin des Hades, als Frau. Deshalb begleitet Theseus ihn nach Eleusis, wo sich das Tor zur Unterwelt befindet. Hades empfängt sie und bittet die beiden zunächst, auf einem Thron Platz zu nehmen. Kaum haben sie Platz genommen, werden sie von Schlangenarmen festgehalten. Herakles steigt in die Unterwelt herab und befreit Theseus, Peirithoos muss jedoch zurückbleiben. Menestheus, der Sohn des Peteos, nutzt Theseus’ Abwesenheit aus und bemächtigte sich der Regierung über Attika. Die Dioskuren, die Brüder von Helena, kommen zu ihm und fordern die Herausgabe ihrer Schwester. Da Menestheus den Aufenthaltsort nicht kennt, verwüsteten die Zwillinge das Land. Schließlich verrät Akademos das Versteck, um weiteren Schaden abzuwenden. Die Brüder eroberten Aphidnai im Sturm, befreien Helena und nehmen ihrerseits Aithra gefangen. Helena soll von Theseus schwanger gewesen sein und entweder schon in Aphidnai oder später in Argos Iphigenie, die eigentlich als Tochter von Agamemnon und der Klytämnestra gilt, geboren haben. Helena soll Iphigenie an Klytämnestra weitergegeben haben, da diese bereits verheiratet war.
- Theseus' Ende: Als Theseus aus der Unterwelt wieder zurück nach Athen kommt, wird er von Menestheus vertrieben und begibt sich deshalb zur Insel Skyros. Entweder forderte er von König Lykomedes dessen Thron oder Unterstützung gegen Menestheus – dies war jedenfalls für Lykomedes Grund genug, Theseus von einem Felsen in den Tod stürzen zu lassen. Er wurde auf der Insel begraben. Nach den Perserkriegen erhält der Archon Phaidon durch einen Orakelspruch den Auftrag, die Gebeine von Theseus nach Athen zu holen und in Athen gebührend zu bestatten. Kimon erobert die Insel Skyros und findet den Grabhügel durch einen Adler, der darauf sitzt und mit seinen Krallen scharrt. Er findet im Boden einen Sarg für einen übergroßen Leichnam. Daneben liegen ein Bronzespeer und ein Schwert. Die Gebeine werden nach Athen gebracht und im Theseion erneut bestattet.

#### Der Teumessische Fuchs
- Sendung des Fuchses: Der Teumessische Fuchs ist ein menschenfressender Fuchs, der von den Göttern wegen eines Frevels der Nachfahren des Kadmos als Strafe gegen Theben gesandt wurde. Dionysos hatte ihn auf dem Berg Teumessos, der zwischen Theben und Chalkis, nahe Hypatos, liegt, großgezogen. Von hier verwüstet er allenthalben den Landstrich, zerreißt Mensch und Tier und kann immer nur zeitweilig dadurch besänftigt werden, dass man ihm jeden Monat einen Knaben der Stadt als Opfer vorwirft. Der Fuchs ist zudem durch göttliche Fügung dazu ausersehen, dass niemals ein Jäger ihn fangen könne.

- Prokris und Kephalos: Obwohl schon dem schönen Kephalos angetraut, mit dem sie die Leidenschaft für die Jagd teilt, lässt sich Prokris, die Tochter des Erechtheus, von Pteleon verführen, der ihr ein goldenes Stirnband geschenkt hatte. Kephalos ertappt die beiden und lässt Prokris danach acht Jahre lang unberührt. In einer anderen Version führt der Gemahl selbst sie in Gestalt des Fremden in Versuchung und offenbart seine Identität erst auf dem Liebeslager. Prokris jedenfalls verlässt ihn beleidigt und geht nach Kreta zu König Minos. Der Herrscher von Kreta kann zu dieser Zeit keiner Frau beiwohnen: Bei der Umarmung entströmten seinem Leib Schlangen, Skorpione und Tausendfüßler (siehe Kretischer Sagenzyklus). Prokris heilt ihn und erhält dafür einen unfehlbaren Speer und den schnellen, unsterblichen Hund Lailaps zum Lohn. Die Jägerin kehrt heim nach Thorikos zu Kephalos, mit dem sie sich versöhnt und ihm die Gaben des Minos weiterschenkt. Schon bald sprechen sich die wundersamen Eigenschaften ihres Hundes herum.
- Die Jagd auf den Fuchs: Als Amphitryon, der König von Tiryns, Hilfe von Kreon, dem König von Theben, im Krieg gegen die Teleboer erbittet (siehe Heraklessage), sagt Kreon ihm diese zu, wenn er im Gegenzug bei der Jagd auf den Teumessischen Fuchs helfe. Doch die Jagd bleibt zunächst erfolglos. Also geht Amphitryon zu Kephalos und verspricht ich einen Anteil an der Kriegsbeute, wenn dieser seinen Jagdhund Lailaps auf den Fuchs ansetze. Dem endlosen Zweikampf zwischen dem Fuchs, den niemand fangen konnte, und dem Hund, dem niemand entkommen konnte, machte schließlich Zeus ein Ende, indem er beide Tiere in Stein verwandelte.
- Der Tod der Prokris und des Kephalos: Die Geschenke des Minos sollten Prokris kein Glück bringen. Bei der gemeinsamen Jagd schleudert Kephalos den unfehlbaren Speer nach ihr, da er seine Frau, die sich im Gebüsch versteckt, für ein Tier hält. Natürlich trifft sie der Speer und Prokris stirbt. Durch den Areopag hernach zu ewiger Verbannung verurteilt, nimmt Kephalos an dem Zug der Thebaner gegen die Teleboer teil, stiftet am Vorgebirge Lefkadas dem Apollon ein Heiligtum und stürzt sich zur Sühnung jenes Mordes vom Felsen.

### Böotische Sagen
- Die Sage vom goldenen Widder (siehe Argonautensage)

### Elische Sagen
Elis ist besonders mit der Sage des Herakles verbunden, der hier die Ställe des Augias ausmistet und später zurückkommt, um sich für den Betrug durch Augias zu rächen (siehe Heraklessage). Darüber hinaus gilt es noch von Salmoneus, sowie der Stiftung der Olympischen Spiele zu erzählen.
- Salmoneus: Der Thessalier Salmoneus wandert auf den Peloponnes aus, wo er in der Landschaft Elis die Stadt Salmonia gründet und sie fortan regiert. Mit seiner Frau Alkidike hat er eine gemeinsame Tochter namens Tyro. Als Alkidike stirbt, heiratet Salmoneus erneut und zwar die grausame Sidero, die Tyro unaufhörlich quält. Das weitere Schicksal der Tyro und der Sidero wurde bereits in der Argonautensage behandelt. Salmoneus aber wird schließlich zum Verhängnis, dass er sich auf eine Stufe mit Zeus stellt. Er lässt sich von den Bewohnern der von ihm gegründeten Stadt mit Zeus anreden und verlangte an dessen Stelle Opfer. In seiner Verstiegenheit fährt er mit einem von vier Pferden gezogenen Wagen durch die Straßen von Salmonia, hinter dem er mit getrockneten Tierhäuten bespannte Bronzekessel herzieht, um den Donner zu imitieren. Dabei wirft er brennende Fackeln in die Luft, um die Leute glauben zu machen, dies seien Blitze. Zur Strafe für diesen Frevel tötet ihn Zeus und zerstört die gesamte Stadt Salmonia mit einem Blitz.

- Stiftung der Olympischen Spiele: Dem Herakles wird, je nach Version, die Stiftung der Olympischen Spiele zur Ehre des von ihm als König von Elis eingesetzten Phileas zugesprochen. Laut einer anderen Version hat Herakles die Spiele lediglich erneuert, nachdem sie bereits von Pelops gegründet worden waren, der sich damit von der Blutschuld am Tod des Königs Oinomaos reinigen wollte.

### Kalydonische Sagen
Die größte kalydonische Sage ist jene von Meleager, Atalante und der Jagd auf den Kalydonischen Eber. Mehrere Teilnehmer der Jagd waren auch am Argonautenzug beteiligt. Durch die Beteiligung des Königs Tydeus am Zug der Sieben gegen Theben gibt es auch eine Verbindung zum thebanischen Sagenkreis.

#### Meleagros, Atalante und die Eberjagd
- Geburt und Jugend der Atalante: Der Arkadische König Iasos wünscht sich sehnlich einen männlichen Thronfolger, jedoch ist sein Erstgeborenes kein Sohn, sondern seine Tochter Atalante welche er auf dem parthenischen Hügel nahe Kalydon aussetzt. Artemis schickt eine Bärin zu Hilfe, die das Kind säugt. Es wächst bei Jägern zur schnellsten Läuferin Griechenlands heran. Atalante wird selbst zur amazonenhaften Jägerin, schwört immerwährende Jungfräulichkeit und ist immer bewaffnet.
- Geburt und Jugend des Meleagros: Meleagros ist der Sohn des kalydonischen Königspaares Althaia und Oineus und Bruder des Tydeus (siehe Die Sieben gegen Theben) sowie der Deïaneira (siehe Heraklessage). Sieben Tage nach seiner Geburt erscheinen die drei Moiren Klotho, Lachesis und Atropos. Letztere verkündet Althaia, dass ihr Sohn lebt, solange das auf dem Herd brennende Holzscheit nicht vom Feuer verzehrt wird. Althaia löscht das Feuer und bewahrte das Holzstück auf, um Meleagros am Leben zu erhalten. Bereits in jungen Jahren heiratet Meleagros Kleopatra nimmt am Zug der Argonauten teil.
- Der Beginn der Jagd: Der Kalydonische Eber, wie der Erymanthische Eber ein Abkömmling der gewaltigen Sau Phaia, wird von Artemis erzürnt ausgeschickt, um die umliegenden Felder der Stadt Kalydon zu verwüsten, da König Oineus eines Tages vergessen hatte, Artemis in seine Opfergaben einzuschließen. Der Eber ist von weißer Farbe, hat Borsten wie Spieße, Zähne wie ein Elefant und ist so groß wie ein Ochse. Auch die Arbeiter und das Vieh des Königs werden getötet. Schließlich ruft Oineus nach den tapfersten Helden Griechenlands. Viele kommen, den Eber zu jagen – bis auf Herakles, der durch seine Arbeiten gebunden ist (siehe Teilnehmer an der Eberjagd). Nach der Feier zum Auftakt der Jagd versuchen Hylaios und Rhoikos, zwei Kentauren, im Rausch Atalante zu vergewaltigen. Ihr Versuch scheitert jedoch und Atalante erschießt beide mit ihren Pfeilen. Ankaios und Kepheus von Tegea, weigern sich zunächst, mit einer Frau zu jagen. Meleagros, der, obwohl mit Kleopatra verheiratet, sich in Atalante zu verlieben beginnt, kann beide aber überreden, nachzugeben. Atalante und Meleagros verbringen laut einigen Quellen eine Nacht zusammen und so wird später ihr gemeinsamer Sohn Parthenopaios geboren, den sie, um den Anschein ihrer Jungfräulichkeit zu wahren, aussetzt (siehe Die Sieben gegen Theben). Laut anderen Quellen hat Parthenopaios andere Eltern und Atalante bleibt bis zu ihrer Hochzeit mit Hippomenes tatsächlich jungfräulich.
- Die Eberjagd: Als sie des Ebers ansichtig werden und dieser angreift, kann sie durch einen gezielten Schuss mit ihrem Bogen das Tier verwunden und zumindest ablenken, als es gerade Telamon und Peleus zu überrennen droht. Ankaios aber wird vom Eber getötet, Peleus tötet im Schlachtgetümmel versehentlich den Eurytion; der Seher Amphiaraos schafft es, das Tier mit einem Pfeil zu blenden, Meleagros durchbohrt seine Flanke mit einem Speer – und diesen treibt sich das Ungeheuer schließlich weiter in den Leib und verendet.
- Meleagros' Ende: Der verliebte Meleager will nun die Haut des Tieres Atalante geben, denn schließlich sei das erste Blut des Tieres durch ihren Schuss geflossen. Erzürnt meinen einige Teilnehmer der Jagd: Wenn schon nicht eindeutig sei, wer für den Tod des Tieres wirklich verantwortlich sei, dann gebühre das Vlies dem ehrwürdigsten Teilnehmer der Jagd, nämlich Plexippos – sagt Plexippos. Als sich dessen jüngerer Bruder ihm anschließt und behauptet, immerhin habe Iphikles als erster das Tier mit seinem Pfeil zumindest gestreift, tötet Meleager seine beiden Onkel um der Ehre Atalantes Willen. Die Tötung seiner Onkel führt dazu, dass ihn seine eigene Mutter letztlich verfluchen und jenes Holzscheit in das Feuer werfen wird, das – solange unversehrt – sein Überleben gewährleistete. Tatsächlich beginnt Meleagros, gleichzeitig mit dem verbrennenden Holzscheit, wie aus dem nichts zu verbrennen und stirbt. Kurze Zeit später bereut Althaia ihre Tat und erhängt sich
- Atalante und Hippomenes: Atalantes Vater Iasos ist nach der Jagd auf den kalydonischen Eber stolz auf die Leistung Atalantes, erkennt sie als seine Tochter an und beschließt, sie zu verheiraten. Atalante, die immerbleibende Jungfräulichkeit geschworen hat, stellt die Bedingung, der zukünftige Gatte müsse sie im Wettlauf besiegen, ansonsten werde sie diesen töten. Iasos ist einverstanden und so sind es auch viele Brautwerber, die allesamt nackt gegen die ebenso nackte Atalante antreten, verlieren und sterben. Erst als in der arkadischen Überlieferung Meilanion bzw. in der böotischen Version Hippomenes die Göttin Aphrodite um Hilfe bittet, gibt ihm diese drei goldene Äpfel, die er während des Wettlaufs zu Boden fallen lassen solle. Und tatsächlich bückt sich Atalante, um die Äpfel aufzuheben, und Melanion kann den Wettlauf für sich entscheiden. Die beiden heiraten und entweihen später einen Tempel des Zeus, indem sie dort beisammenliegen. Also werden sie in zwei Löwen verwandelt und können sich nun nach alter totemistischer Auffassung nicht mehr paaren.

#### Teilnehmer an der Eberjagd
- Admetos: Siehe Argonautensage
- Amphiaraos: Siehe Die Sieben gegen Theben
- Ankaios: Siehe Argonautensage
- Atalante: Die jungfräuliche Jägerin
- Eurytion: Siehe Aiginische Sagen
- Iason: Siehe Argonautensage
- Idas und Lynkeus: Siehe Argonautensage
- Iphikles: Bruder des Herakles, siehe Heraklessage
- Kaineus: Ist ein Lapith aus Magnesia, der im Kampf der Kentauren und Lapithen dabei ist (siehe Theseussage)
- Kastor und Polydeukes: Siehe Spartanische Sagen

- Meleagros: Der Sohn des kalydonischen Königs Oineus
- Nestor: Siehe Argonautensage
- Panopeus: Der Phokier Panepeus begleitet König Amphitryon in dessen Krieg gegen König Pterelaos und die Taphier (siehe Heraklessage). Er schwor zuvor einen Eid, nichts von der Kriegsbeute zu entwenden, brach diesen Eid aber und wurde von den Göttern bestraft: Sein Sohn Epeios wird später ein gänzlich unkriegerischer Mensch, der aber im zweiten Trojanischen Krieg das Trojanische Pferd bauen sollte.
- Peirithoos: Ist ein Lapith aus Larisa, der im Kampf der Kentauren und Lapithen dabei ist (siehe Theseussage)
- Peleus und Telamon: Siehe Aiginische Sagen
- Plexippos und Toxeus: Die Onkel des Meleagros, die von Meleagros getötet werden.
- Theseus: Siehe Theseussage

### Korinthische Sagen
Neben den Sagen über die Taten des Sisyphos, gilt die nachfolgend beschriebene Geschichte des Bellerophontes als wichtigste, korinthische Sage.

#### Bellerophontes
- Geburt und Namensherkunft: Bellerophontes wird als Sohn der Eurynome und des Glaukos, einem Sohn des Sisyphos, unter dem Namen Hipponoos geboren. Als Jüngling ist er eines Tages mit Belleros unterwegs, den er im Dickicht des Waldes für ein Tier hält und unabsichtlich erschlägt. Für diese Tat wird er nun Bellerophontes, also Mörder des Belleros, genannt und aus Korinth verstoßen. Er hofft, vom gerechten Proitos von seiner Sünde reingewaschen zu werden.
- Proitos: Proitos der Zwillingsbruder des Akrisios (siehe Perseussage) wird aus Argos vertrieben und vom lykischen König Iobates aufgenommen, der ihm seine Tochter Stheneboia zur Frau gibt. Auch unterstütze er ihn mit einer Armee bei der Rückkehr auf die Peloponnes, wodurch Proitos seinen Bruder schlagen kann und das Reich unter den Brüdern aufgeteilt wurde. Nun regiert Proitos in Tiryns, wo er Bellerophontes aufnimmt.
- Aufenthalt in Tiryns: Proitos' Frau Stheneboia jedoch will Bellerophontes verführen, der jedoch die Gastfreundschaft des Proitos nicht ausnutzen will und die Königin nicht in sein Bett lässt. Gekränkt geht diese zu ihrem Mann und behauptet, er habe sie vergewaltigen wollen. Proitos glaubt ihr und möchte Bellerophontes loswerden, da dieser als sein Gast jedoch nicht angerührt werden darf, schickt er ihn mit einem Brief zu seinem Schwiegervater Iobates nach Lykien.
- Zähmung des Pegasos: In Lykien wird Bellerophontes von Iobates herzlich aufgenommen und 9 Tage lang wird gefeiert. Erst danach list Iobates den Brief, den Bellerophontes ihm überreicht hat und in dem steht: „Der Inhaber dieses Briefes ist aus der Welt zu schaffen: er versuchte meine Gattin, deine Tochter, zu schänden.“ Iobates will Bellerophontes beseitigen, will dies aber auch nicht selbst tun und sendet ihn auf den vermeintlich tödlichen Auftrag, die Chimäre zu vernichten, ein Ungeheuer, das das nahe Land Karien verwüstet. Ein Seher verkündet Bellerophontes, er könne die Chimäre nur aus der Luft mit Hilfe des Pegasos, dem geflügelten Pferd, besiegen. Um einen Weg zu finden, dieses, als unzähmbar geltende, Tier aufzuspüren und zu besänftigen, soll er im Tempel der Athena schlafen. Er befolgt den Rat und wirklich erscheint ihm Athena im Traum, die die Quelle der Peirene bei Korinth als den Aufenthalt des Pegasos nennt und Bellerophontes ein goldenes Zaumzeug überreicht, welches Bellerophontes auch nach seinem Erwachen noch bei sich hat. So ausgerüstet findet und bändigt Bellerophontes Pegasos und macht sich mit ihm auf nach Karien.
- Der Kampf mit der Chimäre: Schon von weitem erblickt Bellerophontes die Chimäre, ein feuerspeiendes Mischwesen, das vorne wie ein Löwe, in der Mitte wie eine Ziege und hinten wie eine Schlange oder ein Drache gebildet ist und er versucht sie mit seinen Pfeilen zu töten. Diese prallen jedoch am gepanzerten Leib des Tiers wirkungslos ab. Bellerophontes hat daraufhin eine Idee. Er befestigt einen Bleiklumpen an einem Speer und wirft ihm der Kreatur in den Rachen. Als diese das nächste mal Feuer speit, schmilzt das Bleib, verstopft dem Tier den Rachen und es erstickt, woraufhin Bellerophontes siegreich nach Lykien zurückkehrt.
- Weitere Aufgaben und Hochzeit: Von den Bewohnern Lykiens wird Bellerophontes für seine Tat gefeiert, nur Iobates ist über das Scheitern seines Plans erzürnt und schickt ihn, wieder in Erwartung seines Todes auf Feldzüge gegen das barbarische Nachbarvolk der Solymer und anschließend gegen die Amazonen. Beide Aufgaben meistert er heldenhaft, und Iobates unternimmt einen letzten Versuch, Bellerophontes loszuwerden, indem er Meuchelmörder auf ihn ansetzt. Als er auch diesem Anschlag entgeht, ist Iobates davon überzeugt, Bellerophontes wäre ein Liebling der Götter, wenn nicht sogar der Sohn des Poseidon, der kein Verbrechen wie die vermeintliche Vergewaltigung seiner Tochter begangen haben könnte. Er gibt ihm seine Tochter Philonoe zur Frau und überlässt ihm die Hälfte seines Reiches.
- Ende des Bellerophontes: Nun ist es an der Zeit, Rache an Stheneboia zu nehmen, wofür Bellerophontes ihr Pegasos schickt, der sie auf seinen Rücken nimmt und sie in großer Höhe abwirft. Doch auch Bellerophontes' Ende ist nahe, denn sein Ruhm ist ihm zu Kopf gestiegen. Er hält sich für den Göttern ebenbürtig und will einen Platz am Olymp einfordern, wozu er am Rücken des Pegasos in Richtung des Sitzes der Götter fliegt. Zeus jedoch lässt diese Hybris nicht zu und schickt ihm eine Bremse entgegen, die Pegasos sticht und Bellerophontes abwirft. Er fällt in einen Dornenbusch und muss den Rest seines Lebens als verkrüppelter Blinder herumirren.

### Kyprische Sagen
- Die Kerasten, Pygmalion und die Propoetiden: Die Kerasten, männlichen Bewohner der Stadt Amathus, die auf ihrer Stirn zwei Hörner tragen, töten auf einem Altar des Zeus einen Fremden, wodurch sie das heilige Gastrecht verletzen. Venus sieht ihre Insel dadurch beschmutzt und verwandelt die Kerasten zur Strafe in Stiere. Auch eine Gruppe Frauen der Stadt, die Propoetiden, beleidigen die Göttin, indem sie sich weigern ihr zu opfern. Dafür wird ihnen von Venus jegliches Schamgefühl geraubt, woraufhin die Propoetiden beginnen sich zu prostituieren. Sie sind dabei so zügellos, dass bald kein Mann mehr etwas mit ihnen zu tun haben will und sie schließlich von Venus in Stein verwandelt werden. Der Künstler Pygmalion, der gerade in Amathus weilt, ist vom Verhalten der Propoetiden so angewidert, dass er von nun an Frauen meidet und sich nur noch der Bildhauerei widmet. Eines Tages formt er, ohne die Absicht zu haben, eine wunderschöne Frauenstatue aus Elfenbein, die so realistisch wirkt, dass er sich in sie verliebt. Daraufhin fleht er zu Venus, seine zukünftige Frau möge so sein, wie die von ihm geschaffene Statue. Als er kurz darauf nach Hause kommt und beginnt, die Statue zu liebkosen, erwacht sie (später Galateia genannt) zum Leben. So wird ihre gemeinsame Tochter Paphos gezeugt, die als Namensgeberin der zyprischen Stadt gelten soll.
- Myrrha und Adonis: Myrrha, die Tochter des kyprischen Königs Kinyras, verweigert Aphrodite den Respekt und wird zur Strafe mit leidenschaftlicher Liebe zu ihrem Vater gestraft. Mit der Hilfe ihrer Amme kann sie den Vater täuschen und verführen und ihr gemeinsamer Sohn Adonis wird geboren. Als Kinyras bemerkt, welchen Frevel er begangen hat, will er seine Tochter töten. Aphrodite jedoch hat Mitleid und verwandelt die Flüchtende in einen Myrrhebaum. Ihr Sohn Adonis wächst zu einem wunderschönen Jüngling heran, in den sich Aphrodite verliebt. Aphrodites Geliebter, der Kriegsgott Ares, ist jedoch eifersüchtig auf den Sterblichen und tötet ihn eines Tages im Wald, in Gestalt eines wilden Ebers. Aphrodite ist untröstlich und fleht Zeus an, ihr Adonis wieder zurückzugeben, doch mittlerweile hat sich auch Persephone, die Königin der Unterwelt, in Adonis verliebt. Zeus verfügt, Adonis müsse ein Drittel des Jahres in der Unterwelt verbringen, dürfe aber jedes Frühjahr in Gestalt des Adonisröschen wieder in die Oberwelt zu Aphrodite zurückkehren.
- Iphis und Anaxarete: Der kyprische Hirte Iphis verliebt sich in Anaxarete, eine Nachfahrin des Teukros (siehe Trojanischer Sagenkreis), die ihn jedoch verächtlich abweist. Verzweifelt erhängt sich Iphis schließlich vor ihrer Tür. Anaxarete, ungerührt vom Tod des Iphis, wird von Aphrodite für ihren harten Charakter daraufhin in Stein verwandelt.

### Spartanische Sagen
- Die Dioskuren: Die beiden Dioskuren („Zeussöhne“) Kastor und Polydeukes schlüpfen aus zwei Eiern, die Leda legt, nachdem Zeus mit ihr in Gestalt eines Schwans geschlafen hatte. Polydeukes ist dabei als Sohn des Zeus ein Halbgott und unsterblich, während Kastor je nach Version der Geschichte, entweder ebenfalls ein unsterblicher Zeussohn, oder als Sohn des Tyndareos, der in derselben Nacht mit Leda schlief, ein normaler Sterblicher ist. Ihr Wirken erstreckt sich vor allem auf ihre Rollen in der Heraklessage, sowie in der Argonautenfahrt. Darüber hinaus ist Helenas Befreiung durch die beiden Teil der Theseussage. Das Ende der beiden wird durch einen Streit von Kastor mit seinem Cousin Idas eingeleitet, der Kastor daraufhin erschlägt. Polydeukes erschlägt daraufhin Lynkeus, den Bruder des Idas. Letzterer wird von einem Blitz des Zeus dahingerafft. Der unsterbliche Polydeukes trauert um seinen Bruder und bittet Zeus, er möge ihm die Unsterblichkeit nehmen, um zu seinem Bruder in das Totenreich gehen zu können. Von der Bruderliebe gerührt bietet Zeus Polydeukes an, entweder ewig jung zu bleiben und unter den Göttern zu wohnen oder mit Kastor jeweils einen Tag im unterirdischen Reich des Hades (Reich der Toten) und einen Tag im Olymp bei den Göttern zu weilen und dabei zu altern und letztlich zu sterben. Ohne zu überlegen, wählte Polydeukes die zweite Variante und wanderte von da an mit seinem Bruder zwischen dem Olymp und dem Hades.

- Hyakinthos: Die auffallende Schönheit des Hyakinthos erregt die Aufmerksamkeit des Apollon und so wird er sein Geliebter. Zephyros, der Westwind, eifersüchtig auf die Liebe des Hyakinthos zu Apollon, lenkte deshalb beim Sport einen Diskus in der Luft ab, so dass dieser Hyakinthos trifft und tötet. Aus dem Blut, das dabei vergossen wird, lässt der trauernde Apollon eine Blume entstehen, deren Blütenblätter jeweils den Klageruf („AI AI“) bildeten.

### Thrakische Sagen
- Pyreneus: Der König von Thrakien, Pyreneus, lockt die Musen in seinen Palast und bietet ihnen dort Schutz vor einem Sturm an. Als sich die Musen im Palast befinden und der Sturm nachlässt, will Pyreneus den Musen Gewalt antun, welchen es aber gelingt, fortzufliegen. Pyreneus denkt in seinem Wahn, er könne ebenso wie sie fliegen und springt von der Spitze des Burgturmes. Aber er fällt in die Tiefe und kommt zu Tode.
- Tereus, Philomela und Prokne: Nachdem der thrakische König Tereus Pandion, dem Herrscher Athens, in seinem Kampf gegen die Thebaner unter ihrem König Labdakos hilft, bekommt Tereus zum Dank Pandions Tochter Prokne zur Frau, mit der er Itys zeugt. Tereus aber begehrt auch Philomela, die andere Tochter Pandions. Als Prokne einmal von ihrer Sehnsucht nach der Schwester spricht, fährt der Thrakerkönig nach Athen und holt Philomela ab. Am Heimweg führt er sie in einen tief im Wald gelegenen Stall, erzählte ihr, Prokne sei gestorben, und vergewaltigte seine Schwägerin. Damit sie ihn nicht verraten kann, schneidet er ihr die Zunge heraus und hält sie an diesem Ort gefangen. Nach Hause zurückgekehrt, erzählt er seiner Gemahlin, ihre Schwester sei während der Reise gestorben und er hätte sie eigenhändig begraben. Als ein Orakelspruch dem Tereus verkündet, sein Sohn Itys würde „von verwandter Hand“ sterben, verdächtigte der König seinen unschuldigen Bruder Dryas und tötete ihn. Der Spruch bewahrheitete sich jedoch auf andere Weise. Philomela nämlich hatte aus einem Gespräch der Dienerschaft erfahren, dass Prokne noch lebte. Sie fertigt ein Gewand für ihre Schwester, in das sie die Bilder ihrer Leidensgeschichte eingewebt hatte. Prokne versteht die Botschaft, befreit Philomela und gemeinsam zerstückeln die beiden Frauen Itys, kochen ihn und setzt sie Tereus zum Mahle vor. Der König erkennt erst, was er gegessen hatte, als ihm Philomela das Haupt seines Sohnes zuwirft. Mit gezücktem Schwert verfolgt er die Schwestern. Um dem Töten Einhalt zu gebieten, verwandelt Zeus sie alle zu Vögeln: Philomela in eine Schwalbe, Prokne in eine Nachtigall und Tereus in einen Wiedehopf.
- Orpheus und Eurydike: Der Sohn der Muse Kalliope, Orpheus, ist der beste Sänger der Welt und kann mit seinem Gesang Menschen, Götter betören, wilde Tiere in einen friedlichen Schlaf singen und selbst Felsen zum Weinen bringen. Diese Qualitäten helfen auch in einigen Abenteuern während der Argonautenfahrt, an der er ebenfalls teilnimmt. Seine Frau, die Nymphe Eurydike muss eines Tages vor Aristaios davonlaufen, der sie vergewaltigen will und stirbt dabei an einem Schlangenbiss. Orpheus steigt in die Unterwelt hinab und durch seinen wundervollen Gesang, den er mit einer Lyra untermalt, überzeugt er Hades, ihm seine Frau zurückzugeben. Persephone jedoch warnt ihn, sich am Rückweg nicht zu Eurydike umzudrehen, bis sie die Unterwelt verlassen haben. Die beiden sind schon fast wieder im Tageslicht, als Orpheus Eurydikes Schritte nicht mehr hört, sich umdreht und diese deshalb in der Unterwelt verbleiben muss. Aus Gram sagt sich Orpheus von der Liebe zu Frauen los und soll so der erste Mann geworden sein, der sich der Knabenliebe zugewandt hat. Schließlich wird Orpheus in seiner Heimat von „Mänaden“, berauschten Anhängerinnen des Dionysos, zerrissen und sein Kopf und seine Lyra in den Hebros geworfen. So schwimmt sein immer noch singender Kopf bis nach Lesbos.
- siehe auch Mythologie der Thraker

## Trojanischer Sagenzyklus

### Sagen Trojas vor dem Trojanischen Krieg
Nachfolgend werden die Sagen rund um die Frühzeit der Stadt Troja erzählt, bis hin zu den Ereignissen, die letztendlich zum Ausbruch des Trojanischen Kriegs führen sollen.

#### Gründung Trojas
- Dardanos: Die Brüder Iasion und Dardanos, Söhne des Zeus, herrschen in Arkadien (Nach späterer Sage stammte Dardanos aus der etruskischen Stadt Cortona, so dass Aeneas nach Italien als der Urheimat seines Geschlechts zurückkehrte). Bei Dardano' Vermählung mit Chryse erhält er von Pallas Athene das Palladion und die Heiligtümer der großen Götter als Mitgift. Mit Chryse zeugt er auch seinen Sohn Idaios. Als Iason der Göttin Demeter nachstellt, wird er zur Strafe von seinem eigenen Vater mit dem Blitz erschlagen. Dardanos verlässt, tief betrübt über den Tod seines Bruders, Reich und Heimat mit seinem Sohn Idaios. Auf der Wanderung ist die Insel Samothrake (die früher Dardania geheißen haben soll) ihre nächste Station. Auch von hier durch eine Überschwemmung vertrieben, wenden sie sich nach dem asiatischen Festland Phrygien, wo Dardanos am Fuß des Idabergs von Teukros, dem König der Teukrer, freundlich aufgenommen wird und Land geschenkt bekommt. Über seine Nachkommen wird Dardanos zum Stammvater des troischen Königshauses, von dem Priamos sein Geschlecht ableitete, das auch Dardaniden genannt wird. Auch gründet er die Stadt Dardania bei den Dardanellen.
- Erichthonios und Tros: Mit seiner zweiten Gattin, Bateia, der Tochter des Teukros, zeugt Dardanos den Ilos, den Erichthonios und den Zakynthos. Da Ilos kinderlos stirbt, folgt Erichthonios dem Dardanos als Herrscher nach. Dessen Sohn Tros wird der neue Herrscher über die Landschaft Troas und das Volk der Troer (Trojaner), die beide den Namen von ihm erhalten sollten und auch die Hauptstadt des Reichs wird nach ihm Troja genannt. Mit seiner Frau Kallirrhoë, der Tochter des Flussgottes Skamandros, hat er drei Söhne, Ilos, Assarakos, Ganymed, sowie die Tochter Kleopatra.
- Ganymed und Assarakos: Ganymed wird von Zeus in den Olymp entführt, da er der schönste der Sterblichen ist und ersetzt dort Hebe als Mundschenk der Götter. Tros erhält als Ersatz von Hermes göttliche Rosse geschenkt, die so schnell sind, dass sie über Wasser rennen können, eine Ursprungssage zur Seemacht der Trojaner, die lange Zeit die Dardanellen beherrschten, die Durchfahrt aus der Ägäis ins Schwarze Meer. Über Assarakos gibt es nur zu sagen, dass er nach der Gründung Ilions durch Ilios selbst Herrscher der Stadt Dardanos wird und als Urgroßvater des Anchises der Urgroßvater des Aeneas ist.
- Die Gründung der Stadt Troja (=Ilion): Ilos nimmt an den Wettkampfspielen des benachbarten Königs in Phrygien teil, wo er alle Gegner besiegt und den Wettstreit gewinnt. Er erhält als Kampfpreis fünfzig junge Männer und fünfzig junge Mädchen. Der König, der einer Weisung eines alten Orakelspruches folgt, gibt ihm ebenfalls eine buntgefleckte Kuh, denn es wurde prophezeit, dort wo auch immer das Tier sich niederlegen würde, da solle er eine Burg gründen. Ilos gehorcht dem Orakel und folgte der Kuh, und weil sie sich bei dem offenen Flecken niederlegt, der seit seinem Vater Tros der Hauptort des Landes und seine eigene Wohnung war und auch schon Troja hieß, baut er hier am Grabhügel der phrygischen Ate die feste Burg „Ilion“ oder „Ilios“, auch „Pergamos“ geheißen, wie denn das ganze Wesen von nun an bald Troja, bald Ilion, bald Pergamos genannt wird.

#### Eroberung Trojas durch Herakles
- Laomedons Verrat an Apollon und Poseidon: Als die Götter Apollon und Poseidon als Strafe dem König Laomedon, dem Sohn des Ilos, dienen müssen (siehe Die Verschwörung der Olympier gegen Zeus), soll Poseidon ihm helfen, die Mauern der Stadt zu erbauen, die durch das göttliche Mitwirken fortan als unüberwindbar gelten, während Apollon die Herde des Laomedons hüten soll. Er verspricht den Göttern für ihre Hilfe einen Lohn, den er ihnen aber nach getaner Arbeit verweigert und den Göttern droht, ihnen die Ohren abzuschneiden, womit der spätere Untergang der Stadt schon jetzt besiegelt sein sollte. Als erste Strafe jedoch wird von Apollon eine Pest über die Stadt gebracht, während Poseidon ein Meeresungeheuer sendet, welches eine schreckliche Verwüstung in der Troas anrichtet.
- Errettung der Hesione durch Herakles: Laut einem Orakelspruch kann das Untier nur abgewendet werden, wenn ihm Laomedons Tochter Hesione geopfert wird. Also wird Hesione an einen Felsen gekettet und so von Herakles, am Rückweg von seiner Reise zu den Amazonen (siehe Heraklessage) entdeckt. Herakles verspricht, sie zu retten, wenn er dafür die Rosse des Tros erhalten würde. Laomedon lässt sich darauf ein und Herakles stürzt sich in den Rachen des Ungeheuers und zerschneidet ihm die Eingeweide, wodurch es ihm erliegt. Aber auch dieses Mal bricht Laomedon sein Wort und jagt den Halbgott davon.
- Priamos und die Eroberung Trojas durch Herakles: Jahre später kehrt Herakles zusammen mit Helden wie Peleus und Telamon zurück nach Troja, um sich an Laomedon zu rächen. Die Helden können in die Stadt eindringen, allen voran Telamon. Herakles, der dadurch seinen Stolz verletzt sieht, da er Angst hat, Telamon könne sich als größerer Held als er erweisen, möchte daraufhin Telamon töten. Als dieser das bemerkt, nimmt er schnell Steine und legt sie übereinander, mit den Worten, er bauen Herakles dem Sieger einen Altar, wodurch sich Herakles besänftigen lässt. Gemeinsam setzten sie die Eroberung Trojas fort und töten Laomedon und alle seine Söhne. Nur ein Sohn, Podarkes kann von seiner Schwester Hesione gerettet werden, indem sie ihn freikauft. So wird er von nun an Priamos, der Losgekaufte genannt. Hesione wird von Telamon zur Frau genommen und schenkt ihm, nachdem Telamon bereits einen Sohn von seiner ersten Frau Periboia, den großen Ajax hat, noch einen weiteren Sohn Teukros. Priamos heiratet mehrmals und soll insgesamt mehr als 50 Kinder zeugen. Die wichtigsten sind dabei von seiner ersten Frau Arisbe der Sohn Aisakos und von seiner zweiten Frau Hektos, Paris und Kassandra, von denen nachfolgend erzählt wird.

#### Vorgeschichte des Trojanischen Kriegs
- Geburt und Jugend des Paris: Hekabe träumt vor der Geburt des Paris, sie gebäre eine Fackel, die Troja in Brand stecken werde. Nachdem sie Priamos von dem Traum erzählt hat, lässt dieser den Aisakos zu sich kommen, der die Fähigkeit besitzt, Träume zu deuten. Aisakos sagt, Hekabe werde einen Sohn gebären, der Trojas Verderben herbeiführen werde. Von dieser Weissagung erschreckt, beschließen Priamos und Hekabe, das Neugeborene auszusetzen. Der Auftrag wird Agelaos, einem Sklaven des Königs, übertragen. Der setzt das Kind auf dem Berg Ida aus; nach einiger Zeit kehrt er jedoch reumütig zurück. Zu seinem Erstaunen findet er das Kind gesund und munter vor: Eine Bärin hat es gesäugt. Agelaos nennt den Jungen Paris und zieht ihn bei sich auf dem Feld und bei den Hirten auf. Paris wächst als Schäfer auf. Mit Erreichen des Mannesalters heiratet er die Nymphe Oinone, eine Tochter des Flussgottes Kebren.
- Peleus' Hochzeit mit Thetis: In einer Prophezeiung der Themis war vorausgesagt worden, dass der Sohn der Nymphe Thetis stärker und mächtiger als sein Vater werden würde. Deshalb will keiner der Götter sie heiraten, und sie überlassen ihr den sterblichen Helden Peleus zum Mann. Peleus überrascht Thetis schlafend in einer Grotte, packt sie und lässt sie nicht mehr los. Nun versucht sie, sich ihm durch Verwandlungen in verschiedene Gestalten zu entziehen: Sie wird zu Feuer und zu Wasser, zu einem Löwen und zu einer Schlange. Sie verwandelt sich in einen Tintenfisch. Peleus hält sie die ganze Zeit weiter fest, obwohl er verbrannt, durchnässt, übel zerkratzt, gebissen und mit Tinte bespritzt wird. Letztlich bleibt Peleus der Sieger dieses harten Ringkampfes und Thetis sieht ihn als würdigen Man an. Alle Götter sind zur Hochzeit der beiden eingeladen, ausgenommen Eris, die Göttin der Zwietracht. So beleidigt, wirft sie von der Tür aus einen goldenen Apfel mit der Aufschrift καλλίστῃ (griechisch, etwa „Für die Schönste“) unter die feiernden Götter des griechischen Olymps. Daraufhin kommt es zum Streit zwischen Aphrodite, Athene und Hera, wem dieser Apfel gebühre (daher auch Zankapfel/Erisapfel). Zeus als höchster Olympier zieht sich aus der Affäre und legt das Urteil in die Hand eines Sterblichen: Er bestimmt den unschuldigen Jüngling Paris, als Schiedsrichter. Als Hochzeitsgeschenk erhält der Bräutigam von Poseidon die unsterblichen Rosse Xanthos und Balios, von Cheiron die große, schwere Lanze, und von den anderen all jene Waffen, mit denen Achilleus später vor Troja kämpfen sollte.
- Das Urteil des Paris: Der Götterbote Hermes wird beauftragt, die Göttinnen zu dem Königssohn zu bringen, der seit seiner Verstoßung unerkannt als Hirte lebt. Um den Prinzen für sich zu gewinnen, versucht jede der Göttinnen, ihn zu bestechen, und bietet ihm einen Preis an. Hera verspricht ihm Herrschaft über die Welt, Athene verspricht Weisheit, Aphrodite hingegen bietet Paris die Liebe der schönsten Frau der Welt. Mit dieser Belohnung kann Aphrodite das Urteil für sich entscheiden. Die schönste Sterbliche ist jedoch Helena, die aber bereits mit Menelaos verheiratet ist, dem mächtigen König von Sparta.
- Rückkehr des Paris nach Troja: In Troja trauert Hekabe immer noch um den verlorenen Sohn. In ihrem Kummer wendet sie sich an Priamos; der verspricht ihr, Leichenspiele zu Ehren des verlorenen Prinzen zu veranstalten. Als Preis wird ein besonders kraftvoller Stier aus den Herden des Königs auf dem Berg Ida ausgesetzt. Dieser Stier ist jedoch das Lieblingstier des Paris, so dass dieser beschließt, an den Spielen in Troja teilzunehmen, um selbst den Stier zu gewinnen. Tatsächlich gelingt es Paris, der sich weiterhin für einen einfachen Hirten hält und von den anderen dafür gehalten wird, den Sieg gegen seine Brüder und die stärksten jungen Trojer zu erringen. Paris’ Bruder Deiphobos jedoch will sich mit seiner Niederlage gegen einen Hirten nicht abfinden und möchte ihm am liebsten die Kehle durchschneiden. Aus Furcht vor Deiphobos flieht Paris zum Altar des Zeus. Dort sieht ihn seine Schwester Kassandra, der Apollon die Fähigkeit des Wahrsagens verliehen hatte, um seinem Werben nach ihr Nachdruck zu verleihen, und erkennt in ihm den lange für tot gehaltenen Bruder. Als die Eltern hören, dass der Verlorengeglaubte wieder aufgetaucht ist, nehmen sie ihn in den Königspalast auf, die Weissagung, Paris werde die Brandfackel Trojas sein, vergessend. Kassandra versucht vergeblich, sie daran zu erinnern. Da sie Apollons Werbung trotz seiner Gabe an sie abgewiesen hatte und Apollon ihr diese Gabe nicht mehr wegnehmen konnte, belegt er sie mit einem Fluch, dass niemand ihre Prophezeiungen je ernst nehmen sollte.
- Achilleus' Geburt und Jugend: Der Verbindung des Peleus und der Thetis entspringt ein Junge, der sterbliche Halbgott Achilleus. Thetis, die sich für ihren Sohn die Unsterblichkeit wünscht, taucht ihn zu diesem Zweck in den Unterweltfluss Styx. Auch wenn er dadurch nicht unsterblich wird, so wird zumindest sein Körper unverwundbar. Nur die Ferse, an der sie ihn beim Bad im Styx hält, profitiert davon nicht und so bleibt diese Stelle, die Achillesferse, weiterhin verwundbar. Über die Jugend von Achilleus gibt es verschieden lautende Erzählungen. Manche Autoren lassen Achilleus vom Kentauren Cheiron aufziehen und ihn im jungen Erwachsenenalter die Insel Skyros erobern, wo er mit der Tochter des Königs lykomedes Deidameia, einen Sohn zeugt, dem er den Namen Neoptolemos, oder Pyrrhos, gibt. Laut der späteren Erzählung wird Achilleus von Thetis auf Skyros versteckt. Das Schicksal des Achilleus ist es nämlich, entweder ein langes, glückliches Leben führen zu können, nach seinem Tod aber in Vergessenheit zu geraten, oder am Trojanischen Krieg teilzunehmen, ewigen Ruhm zu erlangen, aber jung zu sterben. Also versteckt sie ihn auf Skyros, wo sie ihn als Mädchen verkleidet und Achilleus unter den Töchtern des Lykomedes aufwächst. Dabei verliebt er sich in Deidameia und zeugt mit ihr heimlich einen Sohn, den Neoptolemos.
- Odysseus' Jugend: Odysseus ist der Sohn des Laertes (manche sagen auch des Sisyphos, siehe Sagen der Frevler im Tartaros) und der Antikleia. In seiner Jugend besucht er seinen Großvater Autolykos auf dem Parnass und unternimmt mit dessen Söhnen einen Jagdausflug, bei dem ihm ein Eber am Schenkel eine Wunde schlägt, deren Narbe stets sichtbar bleiben sollte. Auf einer Reise nach Messenien freundet er sich mit Iphitos an, der Odysseus den mächtigen Bogen seines Vaters Eurytos schenkt. Odysseus schätzt diesen Bogen sehr und sollte ihn später gegen Penelopes Freier einsetzen. Obwohl sein Vater Laertes noch gesund ist, erhält Odysseus von ihm längere Zeit vor seinem Zug nach Troja die Regierung über Ithaka übertragen. Sein Herrschaftsgebiet umfasst außerdem die Nachbarinseln Zakynthos, Dulichion und Same sowie kleinere ionische Inseln und Teile der gegenüberliegenden Küste Akarnaniens. Odysseus gehört zu den zahlreichen Freiern Helenas, rechnet sich aber keine Chancen aus. Stattdessen steht er Helenas Vater Tyndareos mit einem klugen Rat zur Seite, wie dieser einen befürchteten Konflikt mit den nach der Wahl eines Gatten nicht zum Zuge gekommenen Freiern vermeiden könne. Er empfiehlt, dass alle Bewerber schwören sollen, den erwählten Gemahl Helenas bei allen aus dieser Ehe entstehenden Problemen zu unterstützen. Im Gegenzug setzt sich Tyndareos, der nun Menelaos als Bräutigam für seine Tochter bestimmt, bei seinem Bruder Ikarios dafür ein, dass dessen Tochter Penelope die Gattin von Odysseus wird. Laut Pausanias hingegen habe Odysseus einen Wettlauf gewinnen müssen, um Penelopes Hand zu erhalten. Das Ehepaar bekommt den Sohn Telemachos.
- Der Raub der Helena: Nach seiner Rückkehr nach Troja bekommt Paris von Aphrodite in den Sinn gelegt, im Rat der Trojer vorzuschlagen, eine Gesandtschaft nach Sparta in Griechenland zu entsenden, die Hesione, die Schwester des Priamos, zunächst friedlich von den Griechen zurückverlangen, notfalls jedoch mit militärischer Gewalt zurückbringen soll. Bei dieser Gelegenheit berichtet Paris von seinem Urteil und davon, dass er nun unter Aphrodites Schutz stehe. Priamos vertraut der Hilfe Aphrodites und willigt in den Plan ein. Zur Gesandtschaft gehören auch Paris und Hektor. In Sparta begegnet Paris jedoch Helena, der Frau des Königs Menelaos, die Aphrodite ihm als Gattin versprochen hat. Paris entführt sie, was nicht schwer ist, denn sie hat sich in ihn verliebt, und löst damit, ohne es zu wollen, den Trojanischen Krieg aus. In einer anderen Sagenversion handelt es sich freilich nur um ein Abbild, das Paris nach Hause führt, während die wirkliche Helena in Sparta verbleibt. Am Rückweg nach Troja verbringen die beiden jedenfalls einige Jahre auf der Insel Kranae, bevor sie in Paris' Heimat zurückkehren.

### Der Trojanische Krieg
Nachfolgend werden zunächst die ersten Kriegsjahre beleuchtet, anschließend die Inhalte der Ilias und danach das Ende des Krieges, welches in der Ilias nicht behandelt wird. Der Übersicht halber werden Passagen, die sich damit befassen, wer im Krieg von wem getötet wird, im Hauptteil ausgespart und bei der Auflistung der beteiligten Akteure angeführt.

#### Die ersten Kriegsjahre
- Die Sammlung des Heeres: Nachdem Menelaos vom Raub seiner Frau erfahren hatte, wendet er sich an seinen Bruder Agamemnon, um ihm dabei zu helfen, seine Frau zurückzuholen. Dieser erinnert ihn daran, dass ihm alle Fürsten Griechenlands, die neben Menelaos um Helena geworben hatten, geschworen hatten, ihm zu helfen, sollte sich jemand zwischen Menelaos und Helena stellen. Also ziehen Menelaos und Agamemnon durch Griechenland und sammeln das Heer (siehe Die teilnehmenden Griechen) im Hafen von Aulis. Nahezu alle großen Helden der Zeit folgen dem Ruf freiwillig, bis auf wenige. Die Dioskuren, die Brüder der Helena, waren zu diesem Zeitpunkt bereits verstorben. Odysseus möchte nicht am Krieg teilnehmen, da gerade sein Sohn Telemachos zur Welt gekommen war, und als Menelaos, Nestor und Palamedes zu ihm kommen, um ihn an seinen Eid zu erinnern und ihn mit zur Heeresversammlung zu nehmen, täuscht er vor, wahnsinnig zu sein. Er setzt sich einen Pileus auf, spannt einen Ochsen und einen Esel vor seinen Pflug und beginnt Salz zu säen. Palamedes durchschaut, dass das alles nur gespielt ist, und stellt ihm eine Falle, für die ihn Odysseus später büßen lassen wird. Er legt den kleinen Telemachos vor den Pflug und als Odysseus den Pflug sorgsam über das Kind drüber hebt, ist klar, dass er bei klarem Verstand ist und mit in den Krieg ziehen muss. Laut dem Seher der Griechen, Kalchas, kann der Trojanische Krieg nicht ohne die Hilfe des Achilleus gewonnen werden und so suchen die Griechen nach ihm, da er nicht bei seinem Vater Peleus anzutreffen ist. Kalchas' Sehergabe ermöglicht ihm, herauszufinden, dass sich Achilleus auf Skyros aufhält, woraufhin Odysseus und Diomedes dorthin geschickt werden, um ihn zu holen. Da Achilleus unentdeckt als Mädchen verkleidet ist, greift Odysseus zu einer List: Er lässt eine Trompete blasen, woraufhin Achilleus, im Glauben die Stadt würde angegriffen werden, zu den Waffen greift und sich so verrät.
- Botschaft der Griechen an Priamos: Während das Heer gesammelt wird, werden Menelaos, Odysseus und Palamedes als Gesandtschaft nach Troja geschickt, um Helena zurückzufordern. Da Paris mit Helena noch auf Kranae weilt, wissen die Trojaner nichts von dem Raub, doch bieten sie an, Helena herauszugeben, wenn sie dafür Priamos' Schwester Hesione zurückerhalten würden. Da Hesione laut den Griechen jedoch freiwillig mit Telamon gegangen war und sie daher nicht zurückkommen will, kommt es zu keiner Einigung. Antenor nimmt die Griechen noch für eine Nacht auf und schützt sie davor, gelyncht zu werden, und am nächsten Morgen reist die Gesandtschaft wieder ab.
- Agamemnon und Iphigenie: Währenddessen vertreibt sich Agamemnon die Zeit in Aulis mit einem Jagdausflug, bei dem er eine Hirschkuh in einem heiligen Hain der Artemis tötet und danach prahlt, er wäre ein besserer Jäger als Artemis selbst. Die so erzürnte Göttin verhängt daraufhin eine Windstille über Aulis, sodass die Flotte der Griechen nicht abfahren kann. Der Seher Kalchas weissagt, dass Agamemnon seine Tochter Iphigenie der Göttin zur Sühne opfern müsse, um die Abfahrt zu ermöglichen. Agamemnon ringt lange mit sich, doch schließlich lässt er Iphigenie, unter dem Vorwand, sie solle mit Achilleus vermählt werden, aus Mykene, gemeinsam mit seiner Frau Klytaimnestra und seinem kleinen Sohn Orestet holen. Durch Zufall erfährt Klytaimnestra in Aulis, was wirklich mit ihrer Tochter passieren soll, und sie bittet Achilleus um Hilfe. Dieser stellt sich Agamemnon entgegen und will Iphigenie schützen, diese jedoch erklärt sich schließlich freiwillig bereit, geopfert zu werden. Als Iphigenie schließlich geopfert werden soll, wird sie auf dem Altar von Artemis gerettet, welche sie nach Tauris bringt und ihrer statt eine Hirschkuh schickt. Diese wird geopfert und ein günstiger Wind erhebt sich, sodass die Griechen abfahren können. Klytaimnestra schwört ihrem Mann für die Bereitschaft, die gemeinsame Tochter zu opfern, dennoch Rache, was ebenso wie das weitere Schicksal der Iphigenie in der Orestie erzählt wird.
- Aussetzung des Philoktetes: Am Weg nach Troja kommen die Griechen an der Insel Chryse vorbei. Dort wird Philoktetes, beim Opfer an einem Altar, den Iason erbaut hatte, von einer Schlange gebissen. Die eiternde und nicht heilende Wunde quält Philoktetes fortan und da die Schmerzen nicht nachlassen und die Griechen vom Gestank der eiternden Wunde und von seinen Schmerzenschreien genug haben, setzt Odysseus den Philoktetes, mitsamt seiner unüberwindbaren Pfeile des Herakles auf Lemnos aus.
- Die Griechen in Mysien - Telephos: Da die Griechen in Troja ortsunkundig sind, landen sie versehentlich in Mysien, wo ihnen Soldaten verwehren wollen, an Land zu gehen. Ohne zu wissen, wo sie genau sind und wer der Herrscher des Landes ist, suchen die Griechen die Schlacht, die den ganzen Tag bis in die Nacht hinein dauert. Erst bei Verhandlungen über einen Waffenstillstand am nächsten Tag erfahren die Griechen, dass der König der Mysier Telephos, der Sohn des Herakles (siehe Sage der Herakleiden), ist. Daraufhin wird Frieden geschlossen, Telephos war jedoch im Kampf vom Speer des Achilleus eine Wunde geschlagen worden, die von den Griechen verarztet wird. Telephos will die Griechen jedoch nicht im Krieg gegen Troja unterstützen, da er eine Schwester des Priamos geheiratet hat und Priamos selbst schätzt. Jedoch schwört er, dass weder er noch seine Nachkommen sich gegen die Griechen erheben würden und er gibt ihnen Ratschläge, wo sie in der Troas am besten an Land gehen könnten.
- Paris zurückgekehrt: Noch bevor die Griechen nach Troja gelangen, kehrt Paris mit Helena nach Troja zurück. Während das Volk den Krieg fürchtet und Helena ausliefern will, sind die Söhne des Priamos von Helenas Schönheit verzaubert, sodass sie nicht wollen, dass sie die Stadt letzten Endes verlässt. Als Priamos Helena befragen lässt, ob sie freiwillig hier sei, und sie antwortet, dass sie sich nach dem unfreiwilligen Raub in Paris verliebt habe. Auch habe sie trojanische Vorfahren, weshalb sie gerne in Troja bleiben wolle. Also entscheidet Priamos, Helena nicht auszuliefern.
- Die Griechen vor Troja: Die Griechen landen schließlich an der Küste Trojas und errichten aus ihren Schiffen ein Lager, welches anfangs von einem Erdwall, später von einer richtigen Mauer umgeben ist. Zwischen der Stadt und dem Lager liegt die von den Flüssen Skamander und Simoeis eingeschlossene skamandrische Wiese, auf der die Schlachten ausgetragen werden sollten. Noch vor der ersten Schlacht erreicht der von seiner Wunde gequälte Telephos das Lager der Griechen. Laut einem Orakelspruch soll seine Wunde, die noch immer keine Spur der Heilung zeigte, nur von demjenigen geheilt werden können, der sie geschlagen hat. Also geht Telephos zu Achilleus, der aber einwendet, dass er sich auf dem Gebiet der Medizin nicht auskenne. Odysseus kommt auf die Idee, das Orakel könne auch so gemeint sein, dass nicht Achilleus, sondern dessen Speer der Verursacher der Wunde sei und sie daher auch heilen könne. Daraufhin führt abgeschabter Rost der Lanze, der in die Wunde gelegt wird, tatsächlich zum gewünschten Erfolg.
- Ausbruch des Kampfes: Kurz nach der Ankunft der Griechen, werden sie schon von den Trojanern angegriffen. Protesilaos fällt dabei als Erster durch die Hand des Aeneas und erfüllt damit ein Orakel, demnach der erste Grieche, der in Troja an Land gehen sollte, auch als erster fallen sollte. Erst das Eingreifen des Achilleus, der bei Ausbruch des Kampfes noch mit Telephos beschäftigt war, kann die Trojaner zurückschlagen.
- Kyknos: Beim Begräbnis des Protesilaos werden die Griechen von dem mit Troja verbündeten König Kyknos angegriffen. Dieser wird so genannt, da er als Säugling von Schwänen aufgezogen worden war. Als Sohn des Poseidon ist sein ganzer Körper hart wie Stahl, weshalb keine Waffe der Griechen Schaden gegen ihn ausrichten kann. Erst Achilleus kann ihn mit einem Riemen erwürgen, und nach Kyknos' Tod wird seine Stadt von den Griechen geplündert.
- Tod des Palamedes: Um Apollon wohlgesonnen zu stimmen, wird Palamedes, der Odysseus durch einen Trick zur Teilnahme am Trojanischen Krieg gebracht hatte, die Ehre zuteil, dem Gott ein Opfer darzubringen. Odysseus empfindet es als Kränkung, nicht selbst ausgewählt worden zu sein, womit er genug von Palamedes hat und eine List ersinnt. Er versteckt Gold im Zelt des Palamedes und fälscht einen Brief des Priamos, aus dem hervorgeht, dass Palamedes ein käuflicher Verräter sei. Palamedes wird vor Gericht gestellt, verurteilt und gesteinigt.
- Eroberungen des Achill: Da die Trojaner in den nächsten Jahren keine Ausfälle aus der Stadt veranstalten, konzentrieren sich die Griechen auf das Umland. Achilleus erobert zahlreiche Städte sowie die Insel Lesbos und nimmt die Töchter der Priester Chryses und Brises, Chryseis und Briseis, gefangen, wobei er Chryseis, auch Astynome genannt, dem Agamemnon überlässt.
- Polydoros: Polydoros ist der jüngste Sohn des Priamos. Priamos will ihn vor dem Krieg mit den Griechen schützen und schickt ihn deshalb an den Hof des thrakischen Königs Polymnestor und gibt ihm für den Schutz des Knaben eine reiche Mitgift in Form von Gold. Über das weitere Schicksal des Polydoros gibt es mehrere Versionen.
  - 1. Version: Neben Achilleus ist auch Ajax vor den Ereignissen der Ilias auf Eroberungszügen und kommt dabei nach Thrakien zur Stadt des Polymnestor. Dieser erkauft sich Polymnestor mit dem Gold des Priamos, den Frieden mit Ajax und liefert auch Polydoros aus. Polydoros wird nach Troja gebracht und soll als Druckmittel verwendet werden, um die Herausgabe von Helena zu erzwingen. Da sich die Trojaner nicht darauf einlassen, wird Polydoros von den Griechen gesteinigt.
  - 2. Version: Neben Polydoros ist auch seine Schwester Ilione am Hof des Polymnestor und zwar als dessen Frau. Sie erzieht Polydoros als ihren eignen Sohn, während sie ihren wirklichen Sohn Deipylos für den Polydoros ausgiebt. Als die Griechen, nach dem Fall Trojas, dem Polymestor für die Ermordung des vermeintlichen Polydoros Elektra, die Tochter des Agamemnon, als Frau versprechen, tötete Polymestor den eigenen Sohn im Glauben, er wäre Polydoros. Jahre später wendet sich der echte Polydoros mit der Frage nach seinen wahren Eltern an das Orakel von Delphi, welches ihm sagt, sein Vater (Hektor) wäre Tod und seine Mutter (Hekabe) wäre eine Sklavin. Als Polydoros mit Ilione über diese vermeintlich falsche Auskunft des Orakels spricht, offenbart sie ihm den tatsächlichen Sachverhalt, worauf Polydoros den Polymestor blendet und tötet.
  - 3. Version: Als die Griechen, nach dem Fall Trojas, dem Polymestor für die Ermordung des Polydoros Elektra, die Tochter des Agamemnon, als Frau versprechen, tötete Polymestor diesen und wirft ihn ins Meer. Ans Ufer geschwemmt, wird er von seiner Mutter Hekabe (inzwischen griechische Sklavin) entdeckt, als diese Wasser für das Begräbnis der Polyxena holt. Auf Hekabes Bitte gestattet Agamemnon, dass Polydoros zusammen mit seiner geopferten Schwester Polyxena bestattet werde. Später rächt sich Hekabe fürchterlich, indem sie dem verräterischen Polymestor die Augen auskratzt und seine Kinder tötet.

#### Die Ilias
Im 10. Kriegsjahr, nach der Rückkehr des Achilleus und des Aias von ihren Eroberungszügen sowie der Ermordung des Polydoros entbrennen daraufhin erneut heftige Kämpfe zwischen Trojanern und Griechen, verbissener als in allen Jahre zuvor. Erstere werden von Ares, Aphrodite, Apollon und Artemis unterstützt, während die Griechen auf die Hilfe von Hera, Athene, Hermes, Poseidon und Hephaistos zählen können, während Zeus weitgehend neutral bleibt.
- Der Zorn des Achill (1. Buch): Die Ereignisse der Ilias beginnen damit, dass der Apollonpriester Chryses zu den Griechen kommt und unter Darbringung von Geschenken um Freigabe seiner Tochter Astynome bittet. Die Griechen weisen ihn trotzdem ab und auf ein Gebet Chryses' hin quält Apollon die Griechen mit einer schrecklichen Pestplage. Am 10. Tag der Plage prophezeit der Seher Kalchas, die Pest würde erst verschwinden, wenn der Apollonpriester seine Tochter wiedererhalten hätte. Agamemnon erklärt sich dazu bereit, seine Sklavin freizugeben, jedoch beansprucht er als Ersatz dafür Brisei, die eigentlich Sklavin des Achilleus ist. Über diesen unrechtmäßigen Raub erzürnt, dem er sich fügen muss, schwört Achilleus, dass er und seine Krieger, die Myrmidonen, fortan dem Kampf fernbleiben würden. Er bittet seine Mutter, die Göttin Thetis, um Hilfe, die verspricht, ihm durch Zeus Gerechtigkeit erfahren zu lassen. Und wirklich kann sie Zeus davon überzeugen, die Trojaner so lange im Kampf obsiegen zu lassen, bis die Griechen dem Achill wieder die gebührende Ehre erweisen.

- Versuchung des Volkes durch Agamemnon (2. Buch): Auf Thetis Geheiß hin sendet Zeus den Gott der Träume zu Agamemnon, der diesem in Gestalt Nestors den falschen Rat gibt, dass jetzt der Zeitpunkt gekommen sei, die Trojaner zu besiegen. Agamemnon sammelt daraufhin die Heerführer und teilt diesen mit, die Krieger vor der Schlacht auf die Probe zu stellen, indem er verkündet, die Küste Trojas zu verlassen und heimzukehren. Als er unter diesem Vorwand nun zum Volk spricht, wollen sich tatsächlich viele Krieger zu den Schiffen aufmachen, aber Odysseus, von Athene dazu aufgefordert, hält viele Männer zurück. Der niederträchtige Thersites aber hält eine Schmährede, in der er behauptet, der Krieg werde nur wegen Agamemnons Selbstsucht und Beutegier fortgesetzt. Er fordert das Heer zur Verweigerung des Gehorsams und zur Heimfahrt auf. Odysseus tritt ihm entgegen und unterstellt ihm, aus Neid auf Agamemnon zu handeln. Schließlich versetzt er ihm mit dem Szepter einen heftigen Schlag auf Rücken und Schultern, welcher sich vor Schmerz krümmt und in Tränen ausbricht. Das Heer verlacht ihn, man lobt die Tat des Odysseus und die versammelten Kämpfer können wieder zur alten Kampfbereitschaft bewegt werden.
- Paris und Menelaos (3. Buch): Als so das Heer der Griechen in Richtung Troja zieht, formiert sich auch das trojanische Heer. Auf Drängen Hektors stellt sich Paris einem Zweikampf mit Menelaos. Der Ausgang dieses Kampfes soll den Krieg entscheiden: Bei einem Sieg des Paris sollen die Griechen Troja unverzüglich verlassen, wenn jedoch Menelaos gewinnt, sollen ihm Helena und den Griechen die Schätze Trojas zuteilwerden. Menelaos gewinnt im Zweikampf die Oberhand und ist kurz davor, Paris mit dessen Helmriemen zu erwürgen, als Aphrodite eingreift. Aphrodite löst den Riemen und bringt Paris in eine Wolke gehüllt zurück in die Stadt. Helena ist von der Niederlage ihres Mannes zunächst schwer enttäuscht und fordert ihn auf, zum Zweikampf zurückzukehren. Erst als Aphrodite ihr Herz erweicht, verzeiht sie ihm. Die Griechen beanspruchen indessen den Sieg für sich, die Trojaner weigern sich allerdings, die Abmachung einzuhalten.
- Pandaros - Erster Schlachttag (4. Buch): Im Auftrag des Zeus, der zu diesem Zeitpunkt bereits den Untergang Trojas beschlossen hat, mischt sich Athene in Gestalt eines Trojanischen Fürsten unter das Heer der Trojaner. So stachelt sie Pandaros, einen Verbündeten Trojas, an, einen Pfeil auf Menelaos abzuschießen, lenkt den Pfeil jedoch so ab, dass er Menelaos nur leicht verwundet. Daraufhin stimmt Agamemnon seine Männer auf den Kampf ein und die Schlacht bricht los. Beide Seiten werden dabei von den jeweiligen Olympiern unterstützt.
- Diomedes (5. Buch): Auf beiden Seiten kämpfen große Krieger heldenhaft, doch besonders Diomedes sticht am ersten Schlachttag hervor. Ihm wird von Athene besondere Stärke sowie die Gabe verliehen, die Götter leibhaftig sehen zu können, was den Sterblichen normalerweise verwehrt ist. Er wird zwar von einem Pfeil des Pandaros verwundet, tötet diesen aber kurz darauf mit dem Speer und ebenso wie ihn unzählige weitere Trojaner im Zweikampf. Als sich Aeneas ihm entgegenstellt, zertrümmert er diesem mit einem gewaltigen Stein die Hüfte. Aphrodite eilt ihrem Sohn Aeneas zur Hilfe, doch auch sie wird von Diomedes verwundet. Also eilt Ares Aphrodite zur Hilfe und schafft sie in Sicherheit, während Apollon dem Diomedes Einhalt gebietet und ihn zu Artemis und Leto bringt, die ihn heilen, sodass er bald zur Schlacht zurückkehren kann. Von Athenes Hand geführt kann er schließlich sogar den Kriegsgott Ares verwunden, der daraufhin auf den Olymp flüchtet. Schließlich trifft Diomedes auf Glaukos, den Enkel des Bellerophon. Bellerophontes war mit dem Großvater von Diomedes, Oineus, befreundet gewesen und als sie sich erkennen, schwören sie, den Kampf zwischen ihnen zu vermeiden. Auch tauschen die beiden ihre Rüstungen: Glaukos seine goldene Rüstung, gegen jene des Diomedes aus Eisen. Zum Kampf zwischen Hektor und Diomedes kommt es hingegen nicht, da Hektor vom Orakelspruch des trojanischen Sehers Helenos zurück in die Stadt geschickt wird, um den Göttern ein Opfer darzubringen und dem Diomedes Einhalt zu gebieten.
- Hektor in Troja (6. Buch): Hektor ist, wie ihm geheißen, zurück in Troja und opfert 12 Rinder um Diomedes Einhalt zu gebieten. Dabei trifft er auch auf Paris, den er dazu bewegen kann mit ihm in die Schlacht zurückzukehren. Auch auf seine Frau Andromache trifft er, die ihn anfleht, bei ihr zu bleiben, da sie Angst hat ihn zu verlieren. Hektor erinnert sie an seine Pflicht, die Vaterstadt und damit auch sie zu beschützen und so verlässt er gemeinsam mit Paris die Stadt wieder.
- Hektor und Ajax im Zweikampf (7. Buch): Der trojanische Seher Helenos rät Hektor, den tapfersten Griechen zum Entscheidungskampf herauszufordern, da dies laut ihm der Plan Apollons und Athenes sei. Hektor folgt dem Rat und zunächst will ihm Menelaos entgegentreten, doch auch andere Griechen wollen ihren Mut beweisen und so wird schließlich ein Los gezogen, welches auf den großen Aias fällt. Aias kann Hektor mit der Lanze und mit einem Stein verletzen, aber bevor der Kampf entschieden ist, bricht die Nacht herein und der Kampf der beiden wird abgebrochen.
- Waffenstillstand: Beim Abendmahl beschließen die Griechen, den Trojanern für den nächsten Tag eine Waffenruhe anzubieten, um die Toten bestatten können. Die Trojaner haben die gleiche Idee und so vergeht der nächste Tag ohne Blutvergießen. Ein Angebot des Paris, die Griechen mit Gold zu beschenken, wenn sie den Krieg beenden würden, wird freilich abgelehnt.
- Sieg der Trojaner - Zweiter Schlachttag (8. Buch): Für den zweiten Schlachttag befiehlt Zeus den Göttern, dass sie sich nicht in den Kampf einmischen dürfen. Jeder der seinem Befehl zuwiderhandelt, soll dafür im Hades büßen. Er selbst beobachtet das Geschehen vom Berg Ida aus und legt schließlich zwei Lose in eine goldene Waage des Schicksals. Die Waage neigt sich zugunsten der Trojaner, womit den Griechen für diesen Tag die Niederlage bereits bestimmt ist. Als Zeichen für diese Entscheidung schickt er einen Blitz mitten unter die Griechen, sodass diese zu wanken beginnen und bis zum Wall vor ihren Schiffen zurückgedrängt werden. Jedes kurze Aufbäumen wird schnell wieder niedergeschlagen, denn Zeus erfüllt den Wunsch der Thetis, den Trojanern für den Moment den Sieg zu schenken und keiner der Schutzgötter der Griechen wagt es, sich dem Befehl des Zeus zu widersetzen. Bevor die Trojaner in das Lager der Griechen eindringen können, geht der Tag zu Ende, der Kampf wird abgebrochen und die Trojaner kehren aber nicht in die Stadt zurück, sondern übernachten im Freien, in der Nähe des griechischen Lagers, um gleich im Morgengrauen erneut angreifen zu können.
- Botschaft der Griechen an Achill (9. Buch): Beim Abendmahl überzeugt der weise Nestor Agamemnon davon, einen Versuch zu wagen, sich mit Achilleus zu versöhnen, um ihn wieder als Kämpfer an der Seite zu wissen. Also schickt er eine Gesandtschaft, bestehend, unter anderen, aus Ajax und Odysseus zu Achilleus, um ihm die Rückgabe der Briseis, sowie reiche Schätze und die Hand seiner Tochter anzubieten. Achilleus jedoch ist zu sehr gekränkt, lehnt das Angebot ab und kündigt an, nach Griechenland heimkehren zu wollen.
- Dolon und Rhesos (10. Buch): In derselben Nacht schickt Agamemnon Diomedes und Odysseus aus, um das feindliche Lager auszuspionieren, aus Angst vor einem Überraschungsangriff. Auf dem Weg zum Lager der Trojaner kommt ihnen Dolon, ein Trojaner, der die Griechen ausspionieren soll, entgegen. Sie können ihn gefangennehmen und er verrät ihnen, dass die mit Troja verbündeten Thrakier etwas abseits des Hauptheeres lagern und dass die Griechen bei ihrem Anführer Rhesos reiche Beute machen könnten. Aus Angst, Dolon könnte fliehen, tötet Diomedes ihn und er und Odysseus erreichen das Lager der Thrakier. Sie töten einige Thrakier, darunter Rhesos selbst und stehlen dessen herrliche Pferde, auf denen sie ins Lager der Griechen zurückkehren.
- Zweite Niederlage der Griechen - Dritter Schlachttag (11. Buch): Am dritten Schlachttag gewinnen zunächst die Griechen, allen voran Agamemnon, die Oberhand und töten viele Trojaner. Als Agamemnon jedoch am Arm verletzt wird und sich zurückziehen muss, wendet sich das Blatt und die Trojaner, vor allem Hektor, wüten unter den Griechen. Diomedes wird von einem Pfeil des Paris verwundet, Odysseus, tapfer kämpfend, von Trojanern umzingelt, ebenfalls verwundet und im letzten Moment von Aias und Menelaos gerettet. Also ziehen sich die Griechen zu den Schiffen zurück, wo Achilleus den Rückzug beobachtet. Er schickt Patroklos zu Nestor um zu erfahren, wer aller verwundet sei. Dort weckt Nestor mit seinen Worten den Drang des Patroklos nach Heldentaten, der später seinen Tod nach sich ziehen sollte. Nachdem er die benötigte Information von Nestor erhalten hatte, kehrt Patroklos zu Achilleus zurück und heilt dabei verwundete Kameraden.
- Kampf um die Mauer und die Schiffe (12. Buch): Als die Trojaner an der Mauer des griechischen Lagers ankommen, erkennen sie, dass der davorliegende Graben für ihre Pferdegespanne unüberwindbar ist, weshalb auch die Heerführer der Trojaner den Weg zu Fuß fortsetzen. Das Kontingent der Lykier unter Führung des Sarpedon ist das erste das beginnt, die Mauer zu erklimmen, kann sie aber nicht überwinden, während Hektor, von Zeus gestärkt, ein Tor zertrümmert und so den Trojanern Zugang zu den Schiffen verschafft. Nun wendet Zeus seine Aufmerksamkeit anderen Dingen zu und Poseidon nutzt die Gelegenheit, den Griechen in Gestalt des Sehers Kalchas den Rat zu geben, den Zweikampf mit Hektor zu suchen, um ihn auszuschalten.
- Die Griechen von Poseidon gestärkt (13./14. Buch): Neben Poseidon, der den Kampfesmut der Griechen immer wieder stärkt, schreitet auch Hera zur Tat. Unter einem Vorwand bittet sie Aphrodite, ihr ihren Zaubergürtel der Liebe zu leihen. Aphrodite, die die List nicht durchschaut, willigt ein und auch den Gott des Schlafes kann Hera für ihren Plan gewinnen. So geht sie nun zu Zeus, verführt in und schlägt ihn mit einem tiefen Schlaf, sodass Poseidon weiter ungestört den Griechen helfen kann und nun direkt in die Schlacht eingreift. So scheint es für einen Moment, als könnten die Griechen die Schlacht zu ihren Gunsten wenden.
- Hektor von Apollon gekräftigt (15. Buch): Als Zeus wieder aus seinem Schlaf erwacht und sieht, was vor Troja geschieht, stellt er Hera zur Rede, doch der Gürtel der Aphrodite bewahrt sie vor weiteren Konsequenzen. Zeus lässt Poseidon zurückrufen und sendet Apollon aus, um den mittlerweile durch Aias verwundeten Hektor zu heilen und zu stärken. Mit der göttlichen Hilfe können die Trojaner erneut in Richtung Schiffe vorrücken, wobei zahlreiche Griechen fallen.
- Tod des Patroklos (16. Buch): Während die Trojaner kurz davor sind, die Schiffe der Griechen in Brand zu stecken, eilt Patroklos zu Achilleus, um ihn zu bitten, am Kampf teilnehmen zu dürfen. Achilleus gewährt ihm dies, allerdings nur um die Schiffe zu retten, danach solle er wieder zurückkehren. Da Achilleus selbst nach wie vor nicht an der Schlacht teilnehmen will, überlässt er Patroklos für den Kampf seine eigene, herrliche Rüstung. So führt Patroklos die Myrmidonen gegen die Trojaner, kurz nachdem das erste Schiff in Brand gesetzt wurde. Im Glauben, Achilleus selbst sei es, der die Myrmidonen anführt, weichen die Trojaner zurück und Patroklos kann seinen Heldenmut in der Schlacht beweisen. Er tötet Sapredon, dessen Leichnam von Apollon zurück nach Lykien gebracht wird und drängt in Trojaner bis vor die Tore der Stadt zurück. Dort jedoch wird er von Apollon zu Boden gestoßen und seiner Rüstung beraubt, sodass er zunächst von Euphorbos verwundet und anschließend von Hektor getötet wird. Die Trojaner rauben die Rüstung des Achilleus welche fortan Hektor trägt und es entbrennt ein heftiger Kampf um die Leiche des Patroklos. Menelaos und Aias können den Leichnam schließlich bergen und bringen ihn, von Hektor und Aeneas verfolgt, zurück zu den Schiffen.
- Jammer Achills (17. Buch): Achilleus erfährt von einem Boten vom Tod seines Freundes Patroklos. Zu Tode betrübt kommt seine Mutter Thetis zu ihm, um ihn zu trösten, und Achilleus schwört, den Tod Patroklos' zu rächen. Thetis will ihn dabei unterstützen und verspricht ihm, eine neue Rüstung für ihn zu besorgen, da Achilleus Rüstung ja nun im Besitz des Hektor ist. Unbewaffnet wendet er sich dennoch den Trojanern zu und vertreibt sie mit seinem Kriegsgeschrei, sodass Patroklos Leichnam sicher in das Lager der Griechen zurückgebracht werden kann.
- Achill neu bewaffnet (18. Buch): Während die Griechen über den Tod des Patroklos trauern, geht Thetis zu Hephaistos, um ihn zu bitten, ihrem Sohn eine neue Rüstung zu schmieden. Da Hephaistos als Kind, von Hera vom Olymp geworfen, von Thetis aufgenommen worden war, erklärt er sich gerne dazu bereit. Die ganze Nacht hindurch schmiedet er die mächtigste Rüstung, die er je für einen Sterblichen gefertigt hat und schon am nächsten Morgen kann Thetis dem Achilleus die Rüstung überreichen. Da dieser Patroklos erst bestatten will, wenn er sich an Hektor gerächt hat, salbt Thetis den Leichnam des Patroklos mit Nektar und Ambrosia, um ihn vor der Verwesung zu schützen.
- Achill und Agamemnon versöhnt - Vierter Schlachttag (19. Buch): Die Heeresversammlung wird einberufen und Agamenon bietet Achilleus erneut Geschenke zur Versöhnung an. Achilleus ist jedoch sowieso besänftigt und gibt nichts auf die angebotenen Gaben. Viel eher drängt er darauf, unverzüglich in die Schlacht zu schreiten. Odysseus bremst ihn ein, da die gemeinen Soldaten noch nicht gespeist haben. Kurz darauf rüstet sich das Heer zur Schlacht, und als Achilleus seinen Wagen besteigt, wird er von seinem unsterblichen Pferd Xanthos, welchem Hera die Gabe zu sprechen verliehen hat, gewarnt, dass sein letzter Tag auf Erden nahe sei.
- Schlacht der Götter und Menschen (20. Buch): Nun da Achilleus wieder am Kampfgeschehen teilnimmt, erlaubt Zeus den Göttern, am Kampf teilzunehmen, ohne Konsequenzen fürchten zu müssen. Während so auch die Götter gegeneinander antreten, treffen Aeneas und Achilleus im Kampf aufeinander. Poseidon greift ein und schleudert Aeneas weg von Achilleus, sodass dieser glaubt, Aeneas wäre vor ihm geflohen. Später trifft er auf Hektor, der jedoch von Apollon gerettet wird, weshalb Achilleus seinen Zorn an zahlreichen anderen Trojanern auslässt.
- Kampf des Achill mit dem Stromgotte Skamandros (21. Buch): Achilleus treibt die Trojaner immer weiter zurück, sodass einige versuchen, sich in den Fluss Skamandros zu retten. Achilleus folgt ihnen und wütet im Wasser weiter, was den Stromgott Skamandors verärgert. Dieser warnt Achilleus, das Morden in seinem Gewässer zu unterlassen, worauf sich Achilleus zunächst einlässt. Kurz darauf ist die Warnung jedoch vergessen und er beginnt erneut, Trojaner in den Fluten zu töten, woraufhin Skamandor beginnt, sich und seine tosenden Wassermassen auf Achilleus zu stürzen. Achilleus droht, von den Wassermassen mitgerissen zu werden und zu ertrinken, doch Hephaistos und Hera greifen ein und drängen das Wasser mit lodernden Feuern und starken Winden zurück, woraufhin Skamandors sich zurückzieht.
- Schlacht der Götter: Im Kampf der Götter greift Ares Athena an, auf die er wütend ist, da sie Diomedes zum Sieg über den Gott verholfen hatte. Athena jedoch kann ihn problemlos niederringen, ebenso wie Aphrodite, die Ares aus der Schlacht führen will. Apollon weicht vor Poseidon zurück und Artemis wird von Hera geohrfeigt, sodass auch sie den Rückzug antritt und so die mit den Griechen verbündeten Götter obsiegen.
- Der Tod Hektors (22. Buch): Der entfesselte Achilleus treibt die Trojaner vor sich her, welche in die Stadt flüchten. Nur Hektor bleibt außerhalb der Stadt und stellt sich dem Griechen entgegen, auch das Flehen seiner Eltern kann ihn nicht dazu bringen, sich in die Stadt zu retten. Doch als Achilleus schließlich auf ihn zustürmt, überkommt ihn die Angst und er versucht, davonzulaufen. Dreimal jagt Achilleus Hektor um die Stadt, bis Athene Hektor, in Gestalt seines Bruders Deiphobos dazu verführt, stehen zu bleiben und sich dem Peliden nun tatsächlich zu stellen. Der Zweikampf zwischen den beiden Helden ist schnell entschieden und Achilleus versetzt Hektor den tödlichen Stoß. Im Sterben bittet Hektor noch darum, dass sein Leichnam den Eltern übergeben sollen werde, jedoch lehnt Achilleus voller Zorn ab und mit seinem letzten Atemzug weissagt Hektor, dass Achilleus am Skäischen Tor Trojas, vom Pfeil Apollons dahingerafft werden solle. Achilleus durchbohrt Hektors Fersen, bindet den Leichnam so an seinen Streitwagen und zerrt ihn so durch den Staub zum Lager der Griechen, um ihn dort den Hunden zum Fraß zu überlassen.
- Leichenfeier des Patroklos (23. Buch): Achilleus plant, am darauffolgenden Tag seinen Freund Patroklos zu bestatten. In der Nacht erscheint ihm dieser im Traum und sagt ihm voraus, er werde bald fallen. Wenn dies geschehe, so wolle er, dass Achilleus und er direkt nebeneinander begraben werden würden. Am darauffolgenden Tag wird Patroklos Leichnam mit einem großen Trauerzug zu einem Scheiterhaufen gebracht, wo er gemeinsam mit allerlei Opfertieren, sowie 12 geopferten trojanischen Jünglingen gemeinsam verbrannt wird. Anschließend werden Leichenspiele abgehalten. Im Wagenrennen siegt Diomedes, im Faustkampf Epeios, den Sieg im Ringkampf teilen sich Odysseus und der große Aias. Den Wettlauf kann Odysseus durch göttliche Hilfe knapp gegen den kleinen Aias für sich entscheiden und im Bogenschießen besiegt Meriones den Teukros. Hektors Leichnam liegt in der Zwischenzeit weiterhin im Staub, doch da Aphrodite ihn mit Nektar und Ambrosia salbt, verwest der Körper nicht.
- Priamos bei Achill (24. Buch): Von seiner Mutter Thetis erfährt Achilleus, dass die Götter mittlerweile zürnen, weil er dem Leichnam Hektors das Begräbnis verwehrt und dass er ihn freigeben solle. Bald darauf schafft es Priamos, dank der Hilfe des Hermes, unentdeckt zum Zelt des Achilleus zu gelangen. Achilleus willigt ein, Hektor gegen reiche Gaben freizugeben und verspricht Priamos, 12 Tage Waffenruhe einzuhalten, damit die Trojaner in Ruhr ihren gefallenen Helden ehren und bestatten können. So verlässt Priamos das Lager der Griechen wieder und in Troja werden 9 Tage lang Holz für die Bestattung gesammelt, am 10. Tag findet die Feuerbestattung statt, am 11. werden die Gebeine in Grabmal gelegt, bevor die Ilias mit einem Totenmahl der Trojaner endet.

#### Das Ende des Kriegs
- Penthesilea: Kurz nach dem Tod Hektors, als die Trojaner ohne ihren großen Helden beginnen, den Mut zu verlieren, erhalten sie unerwartete Hilfe. Die Amazonenkönigin Penthesilea erscheint mit 12 Kampfgenossinnen, um den Trojanern im Krieg beizustehen und ihren Heldenmut zu beweisen. Penthesilea schwört, Achilleus im Kampf zu töten und die Trojaner beginnen, wieder Hoffnung zu schöpfen. Unter der Führung der Amazonen kommt es erneut zu einer großen Schlacht, und zunächst können die Amazonen große Erfolge gegen die Griechen erzielen. Angespornt von den Taten der Heldinnen ruft Hippodameia, die Frau des Teisiphonos, die Frauen Trojas dazu auf, ebenfalls in den Kampf zu ziehen. Die Frau Antenors, Theano, hält sie jedoch auf und überzeugt sie, dass sie ohne Übung in der Kriegskunst keine Chance am Schlachtfeld hätten. Als jedoch Achilleus und der große Aias, die in den ersten Stunden der Schlacht noch am Grab des Patroklos sind, ins Kampfgeschehen eingreifen, wendet sich das Blatt. Achilleus verwundet Penthesilea schwer und nimmt der sterbenden Heldin den Helm ab. Als er ihr Antlitz erblickt, verliebt er sich in sie und bereut ihren Tod. Als der hässliche Thersites sich über die Trauer des Achilleus lustig macht, versetzt dieser ihm einen so heftigen Schlag mit der Faust, dass Thersites daran verstirbt. Nach der Schlacht Zollen die Griechen Penthesilea und ihren Gefährtinnen, die allesamt in der Schlacht gefallen waren, Tribut, indem sie den Trojanern gewähren, sie feierlich zu begraben.
- Memnon: Am darauffolgenden Tag erreicht die Trojaner die Botschaft, der tugendhafte Äthiopier Memnon sei mit seinen Truppen auf dem Weg nach Troja, um den Bundesgenossen beizustehen. In der nächsten Schlacht tötet Memnon zahlreiche Griechen, darunter auch Antilochos, den Sohn Nestors. Nach Rache suchend, versucht Nestor Memnon zum Kampf zu stellen, dieser besteht jedoch darauf, dass es nicht angemessen sei, gegen einen alten Mann zu kämpfen, und achtet Nestor so sehr, dass er den Kampf ablehnt. Erst Achilleus kann ihm Einhalt gebieten, und ihn nach langem Kampf töten. Memnons Mutter, die Göttin Eos, bringt die Winde dazu, den Leichnam ihres Sohnes in die Luft zu heben und ihn weit fort von der Schlacht zu bringen. Die anderen Äthiopier folgen ihrem Herrscher, um ihn zu bestatten, und auch die Trojaner ziehen sich zurück hinter die Stadtmauern.
- Der Tod des Achill: Beim Versuch, ein Tor Trojas aus den Angeln zu heben, stellt sich Apollon ihm entgegen und fordert ihn auf, von seinem Vorhaben abzulassen und die Trojaner zu schonen. Als Achilleus verächtlich ablehnt und mit seinem Vorhaben weiter macht, schießt Apollon ihm voller Zorn einen Pfeil in seine verwundbare Ferse. Bevor er von dieser unheilbaren Wunde dahingerafft wird, erschlägt er jedoch noch einige Trojaner. Ein Kampf entbrennt um den Leichnam des Achilleus, den Odysseus, aber vor allem auch Aias verteidigen und bei dem Aeneas und Paris vom großen Aias verwundet werden, bevor der Leichnam in Sicherheit gebracht werden kann, wo er feierlich bestattet wird.
- Leichenspiele zu Ehren Achills: Auf Wunsch der Thetis werden dem Achilleus Leichenspiele abgehalten. Den Wettlauf gewinnt der kleine Aias knapp gegen Teukros, der kurz vor dem Ziel stürzt, während das Ergebnis im Bogenschießen genau umgekehrt ist. Im Ringkampf einigt man sich ebenso auf ein Unentschieden zwischen Diomedes und dem großen Aias, wie im Faustkampf zwischen Akamas und Idomeneus. Der Diskuswurf geht an den großen Aias, der Weitsprung an Agapenor, der Speerwurf an Euryalos und das abschließende Wagenrennen an Menelaos. Einzig Odysseus nimmt an keinem der Wettkämpfe teil, da er vom letzten Kampf verwundet ist.
- Der Tod des großen Ajax: Während alle anderen Besitztümer des Achilleus bei den Leichenspielen als Preis vergeben worden waren, ist nun nurmehr seine Rüstung übrig, die laut Thetis an den „besten der Griechen“ gehen solle, der den Leichnam ihres Sohnes gerettet hatte. Es kommt zum Streit zwischen Aias und Odysseus, wer den Anspruch auf die Rüstung habe, der durch ein Rededuell entschieden werden soll. Da Odysseus wortgewandter ist, kann er die Griechen davon überzeugen, dass er den Anspruch darauf habe. Aias schweigt zwar, kann die Niederlage jedoch nicht verkraften. In derselben Nacht fährt er aus unruhigem Schlaf in einem Anfall von Raserei auf und tötet Odysseus’ Schafherde, die er für die Griechen hält. Den Bock, in dem er Odysseus sieht, peitscht er zu Tode. Als er wieder zu Sinnen kommt, stürzt er sich aus Scham über seine unwürdige Tat in sein Schwert. Sein Halbbruder Teukros will anschließend für ein ehrenvolles Begräbnis sorgen, dass er ein ehrenvolles Begräbnis erhält, was ihm Agamemnon zunächst verwehren will. Erst durch die Fürsprache des Odysseus kann er überzeugt werden und Aias wird bestattet.
- Die Weissagungen des Helenos: Nach einer Version verließ der trojanische Seher Helenos Troja im Streit mit Paris, nach einer anderen, in der Paris zu diesem Zeitpunkt bereits Tod war, stritten Deiphobos und Helenos um die Hand Helenas, woraufhin Helenos, nach seiner Niederlage, die Stadt verließ. In beiden Versionen prophezeit Kalchas jedenfalls, die Griechen würden dem Helenos Informationen entlocken müssen, um Troja einnehmen zu können, woraufhin Odysseus und Diomedes sich auf die Suche machen, ihn finden und gefangen nehmen. Die Griechen können ihm entlocken, dass mehrere Voraussetzungen für die Eroberung der Stadt erfüllt sein müssen. Einerseits brauchen die Griechen Philoktetes mit seinen unüberwindbaren Pfeilen des Herakles, genauso wie den Sohn des Achilleus, Neoptolemos an ihrer Seite. Darüber hinaus kann die Stadt nicht eingenommen werden, solange sich das Palladion in der Stadt befindet.
- Neoptolemos: Odysseus und Diomedes werden nach Skyros geschickt, wo sich der Sohn des Achilleus, Pyrrhos, auch Neoptolemos genannt, aufhält, um diesen zur Hilfe nach Troja zu holen. Neoptolemos ist sofort begeistert davon, sich in der Schlacht beweisen zu können und lässt sich auch von seiner besorgten Mutter Deiadameia nicht davon abbringen. Und so kommen alle drei bald sicher vor Troja an. Während Odysseus und Diomedes abwesend sind, läuft es schlecht für die Griechen. Priamos überzeugt die Mutter des Eurypylos, entgegen dem Versprechen des Telephos, er und seine Söhne würden nicht gegen die Griechen in den Krieg ziehen, mit einem goldenen Weinstock als Geschenk, Euryoylos dem Priamos zur Hilfe eilen zu lassen. Machaon, unter den Griechen als fantastischer Heiler gefeiert, wird von Eurypylos, erschlagen, was den Griechen stark zusetzt. (Als Philoktetes später beim Lager der Griechen ankommt, steht jedoch zum Glück Machaons Bruder Podaleirios zur Verfügung, der ein ähnlich guter Arzt ist und Philoktetes heilen kann.).Kaum zurückgekommen, überlässt Odysseus dem Neoptolemos die Rüstung des Achilleus, mit der Neoptolemos schrecklich unter den Trojanern wütet und sie bis in die Stadt zurückdrängt. Am darauffolgenden Tag kommt es erneut zur Schlacht, in der Neoptolemos Eurypylos tötet. Den nahenden endgültigen Sieg der Griechen verhindert nur das Eingreifen des Ares, der jedoch kurz darauf von Athena vom Schlachtfeld vertrieben wird. Doch auch Zeus schützt die Trojaner noch, da Philoktetes noch auf Lemnos ist und so die vom Schicksal bestimmten Bedingungen für den Untergang Trojas nicht gegeben sind.
- Philoktetes auf Lemnos: Odysseus und Neoptolemos machen sich also auf nach Lemnos, um Philoktetes zu holen. Dort finden sie die Höhle, in der sie Philoktetes zurückgelassen haben, zunächst leer. Da Philoktetes Odysseus wegen der Aussetzung hasst, ersinnt letzterer einen Plan. Er versteckt sich und Neoptolemos erzählt Philoktetes, als dieser zurückkehrt, er sei von den Griechen, insbesondere von Odysseus vor Troja gekränkt worden und gerade am Heimweg. Als Philoktetes Neoptolemos bittet, ihn mit nach Skyros zu nehmen, schickt Odysseus einen Boten, der verkündet, Odysseus und Diomedes seien im Anmarsch, um Philoktetes nach Troja zu holen. Das treibt Philoktetes endgültig in die Arme des Neoptolemos, dem er, um schnell flüchten zu können, seinen Bogen und seine Pfeile überreicht. Diesen Augenblick nützt Odysseus, um Philoktetes zu überrumpeln und ihn gefangen zu nehmen. Als Neoptolemos sich für seinen Betrug schämt und sich dem Odysseus aus Rache zum Kampf stellen will, willigt Philoktetes, aus Angst um Neoptolemos, den er bewundert, ein, freiwillig mit nach Troja zu kommen, wo er schließlich von Podaleirios geheilt wird.
- Der Tod des Paris: In der nächsten Schlacht verwundet Philoktetes den Paris mit einem seiner Pfeile. Durch das Gift der Hydra kann diese Wunde nicht heilen und quält Paris mit unbeschreiblichen Schmerzen. Gemäß einem Orakelspruch kann ihm nur seine erste Ehefrau Oinone, welche er in seiner Zeit als Hirte geheiratet hatte, helfen, weshalb er zu dieser geht. Da Oinone ihm nicht verziehen hat, dass er sie für Helena verlassen hatte, verweigert sie ihm ihre Hilfe und kurz darauf erliegt Paris der Wunde. Als Oinone vom Tod ihres ehemaligen Gatten erfährt, bereut sie es, ihm die Hilfe verweigert zu haben. In tiefer Trauer steigt sie auf den Scheiterhaufen des Paris und lässt sich mit ihm verbrennen.
- Der Raub des Palladion: Weit auseinander gehen die Angaben über den Zeitpunkt, zu dem Odysseus das Athenebildnis, das Palladion, stiehlt. Laut manchen Versionen fand dies bereits vor Achilleus’ Tod satt, laut anderen hingegen erfolgt der Diebstahl erst nach der Herstellung des Trojanischen Pferdes. In einer Version schleicht sich Odysseus alleine, als Bettler verkleidet, in die Stadt, wo er zwar von Helena erkannt, aber nicht verraten wird. Nach einer anderen Dringen Diomedes und Odysseus durch einen unterirdischen Kanal in die Stadt ein. Am Rückweg, so ergänzen einige Autoren, versucht Odysseus Diomedes zu töten, um den Ruhm für den Raub des Palladion für sich alleine einzustreichen. Diomedes jedoch sieht das Aufblitzen des Dolches des Odysseus, kann das Attentat abwehren und Odysseus gefesselt zurück ins Lager bringen.
- Sturm auf Troja: Eine weitere Schlacht bricht am nächsten Tag los und die Griechen können große Erfolge erzielen, doch durch die Hilfe der Götter kann die Stadt erneut verteidigt werden.
- Das Trojanische Pferd: Da die Stadt auch nach 10 Jahren noch immer nicht mit Gewalt eingenommen werden konnte, rät Kalchas, es mit einer List zu versuchen. Odysseus ersinnt daraufhin das Trojanische Pferd. Er beauftragt Epeios, ein gewaltiges, hölzernes Pferd zu bauen. Als es fertig ist, verstecken sich die größten Helden Griechenlands in seinem Inneren und die restlichen Griechen verlassen die Küste Trojas unter der Führung Agamemnons und Nestors und verstecken sich auf der nahen Insel Tenedos. Nur einer, nämlich Sinon, bleibt gemäß dem Plan des Odysseus zurück und lässt sich von den Trojanern gefangen nehmen. Er lügt ihnen vor, die Griechen haben aufgegeben, und wollen mit dem hölzernen Pferd die Götter besänftigen. Weiters erzählt er, Kalchas habe geweissagt, dass die Griechen nur durch ein Menschenopfer eine sichere Heimfahrt erwarten könnten. Das los sei auf ihn, Sinon, gefallen, weshalb er geflüchtet war und sich versteckt habe. Außerdem redet er ihnen ein, das Pferd sei so hoch gebaut, dass es nicht durch die Mauern Trojas passt. Würde es nämlich innerhalb der Stadtmauern gelangen, so würde den Trojanern der Schutz der Athene zuteilwerden, würde es hingegen zerstört werden, so wäre Troja dem Untergang geweiht. Die meisten Trojaner glauben diese Lügengeschichte, nur Laokoon, der Priester des Apollons, erkennt, dass es sich um eine List handelt, und er versucht, die Trojaner davon zu überzeugen. Doch dann entsteigen dem Meer zwei gewaltige Meeresschlangen, die Laokoon und seine beiden Söhne töten, was von den Trojanern als Zeichen gedeutet wird, dass er gelogen habe. Daraufhin wird ein Teil der Stadtmauer eingerissen, um das Pferd so ins Innere der Stadt bringen zu können. Nur noch Kassandra sieht das Unglück kommen, doch gemäß ihrem Fluch glaubt ihr auch dieses Mal niemand. Die Trojaner feiern ein Siegesfest und als alle, vom Wein benebelt, schlafen, gibt Sinon der griechischen Flotte mit einer Fackel ein Zeichen, woraufhin diese zur Stadt zurückkehren und ebenso wie die griechischen Helden, die dem Pferd entsteigen, in die Stadt eindringen.
- Die Zerstörung Trojas: Es kommt zu einem gewaltigen Gemetzel, bei dem Priamos, gemeinsam mit den meisten seiner Söhne und einem Großteil der männlichen Bevölkerung getötet wird, während die Frauen versklavt werden. Priamos' jüngster Sohn, Astyanax, wird von gemeinen Soldaten dabei von den Zinnen der Burgmauer geworfen. Auch nahezu die gesamte Stadt wird abgebrannt, nur das Haus des Antenor, der Odysseus und Menelaos vor Kriegsbeginn aufgenommen hatte, wird verschont. Aeneas schafft es, mit seinem greisen Vater auf den Schultern und seinem kleinen Sohn Askanios an der Hand aus der Stadt zu flüchten, seine Frau Krëusa kann er jedoch nicht retten. Weiters wird berichtet, dass Aias der Lokrer Kassandra in einem Tempel der Athene vergewaltigt.
- Menelaos und Helena: Helena wird gefangen genommen und im Zelt des Menelaos kommt es schließlich zur Aussprache. Helena erzählt ihrem Mann, sie sei nicht freiwillig mit Paris gegangen. Menelaos glaubt ihr und verzeiht ihr auf der Stelle.
- Polyxena: Neoptolemos träumt in der Nacht nach dem Fall von seinem Vater Achilleus, der ihm aufträgt, es solle ihm zu Ehren das Beste & Edelste der Beute geopfert werden. Neoptolemos teilt dies dem Rat der Griechen mit und dieser beschließt, der Forderung nachzukommen. Polyxena, die Achilleus von der Mauer aus beobachtet hatte und sich in ihn verliebt hatte, nimmt ihr Schicksal furchtlos hin und stößt sich sogar ohne zu zögern den Dolch selbst ins Herz.
- Mopsos: Kalchas warnt die Griechen davor, mit dem Schiff heimzukehren, da Athene sie für die Tat des Aias in ihrem Tempel bestrafen würde. Aus diesem Grund treten Amphilochos, er und auch andere Helden den Weg zu Fuß an. In Kolophon werden sie von Mopsos, dem Herrscher von Kolophon, freundschaftlich aufgenommen. Zwischen den beiden Sehern Mopsos und Kalchas kommt es zu einem divinatorischen Wettstreit und so fragte Kalchas, wie viele Früchte wohl an einem bestimmten wilden Feigenbaum hängen würden. Mopsos antwortet 10.000 und es wären genau eine Feige mehr als ein Medimnos (etwa 50 Liter). Es zeigt sich, dass diese Angabe genau stimmt. Nun fragt Mopsos, wann seine trächtige Sau wie viele Jungen werfen würde, und Kalchas antwortet acht Ferkel. Mopsos sagt jedoch voraus, dass es neun männliche Ferkel seien und diese am nächsten Tag in der sechsten Stunde geboren würden. Auch dieses Mal stimmt seine Voraussage genau und Kalchas stirbt, wie ihm prophezeit wurde, aus Scham und Enttäuschung über diese Niederlage. Nun zieht Mopsos zusammen mit Amphilochos und seinen Gefolgsleuten weiter und gründen mehrere Städte. Amphilochos kehrt nach Argos zurück, fühlt sich dort aber nicht mehr wohl, weshalb er zurück nach Kilikien kommt, wo Mopsos in der von beiden gegründeten Stadt Mallos, herrscht. Nach Amphilochos’ Rückkehr von Argos forderte er, von der Teilnahme an der Regierung ausgeschlossen, Mopsos zum Zweikampf heraus, bei dem beide sterben.
- Abfahrt von Troja: Ein Großteil der Griechen schlägt die Warnungen des Kalchas in den Wind und sticht in See. Das Lager der Griechen wird kurz darauf von den Wogen des Meeres abgetragen, während in Troja die wenigen Überlebenden die Vielzahl an Toten bestattet. Kaum ein Grieche kommt heil heim, da die Götter den Griechen wegen der Tat des Aias zürnen und viele Schiffe in Stürmen untergehen. Doch auch die Rache des Nauplios, des Vaters des zu Unrecht hingerichteten Palamedes kostet einigen Griechen das Leben. Dieser lässt nämlich falsche Leuchtfeuer entzünden, die einige griechische Schiffe fehlleiten, sodass sie an den Klippen zerschellen.
- Ajax des Lokrers Tod: Der Übeltäter der unglücklichen Heimkehr der Griechen, Ajax der Lokrer, muss seinen Frevel mit dem Leben bezahlen. Athen erhält von Zeus einen frisch von Hephaistos geschmiedeten Donnerkeil, mit dem sie das Schiff des Aias auf dessen Heimfahrt durchbohrt. Der Lokrer rudert mit bloßen Händen, um sich über Wasser zu halten, doch Athene quält ihn weiter. Poseidon jedoch erbarmt sich seiner und schleudert ihn mit einer gewaltigen Welle auf einen Felsen. Aias beginnt noch auf dem Felsen zu prahlen, er sei den Göttern zum Trotz dem Meer entronnen. Diese Hybris erzürnt Poseidon derart, dass er mit seinem Dreizack den Felsen spaltet, wobei die Hälfte, auf der Aias steht, ins Meer stürzt. Während er untergeht, schleudert Poseidon einen Hügel auf ihn. So wird der Kleine Aias (symbolisch) von der Erde und den Göttern zugleich bezwungen.

#### Die teilnehmenden Griechen
- Agapenor: König des arkadischen Tegea. Auf der Heimfahrt von Troja wird er nach Kypros verschlagen, wo er das Heiligtum der Aphrodite in Paphos gründet.
- Akamas: Sohn des Theseus aus Athen und Bruder von Demophon
- Achilleus: Sohn des Peleus und der Thetis aus Thessalien (siehe Vorgeschichte des Trojanischen Kriegs). Er trägt maßgeblich zu vielen gewonnenen Schlachten der Griechen bei, wird aber kurz vor Ende des Kriegs an seiner verwundbaren Ferse von einem Pfeil getroffen und stirbt.
- Agamemnon: König von Mykene und Anführer der Griechen (siehe Tantalidensage). Nach seiner Rückkehr aus Troja wird er von Klytaimnestra und ihrem Liebhaber Aigisthos ermordet (siehe Orestie).
- Ajax der Große: Nach seinem Vater Telamon, dem König von Salamis, wird der großgewachsene, mächtige Krieger auch Aias der Telamonier genannt. Aufgrund einer Kränkung im Krieg durch Odysseus verfällt er in Wahn und tötet sich anschließend aus Scham selbst.
- Ajax der Kleine: Sohn des lokrischen Königs Oileus (deshalb auch Aias der Lokrer genannt) nach dem Fall Trojas vergewaltigt er Kassandra, wofür die Götter als Strafe bei der Heimfahrt sein Schiff versenken und er ertrinkt.
- Amphimachos: Sohn des Kteatos aus Elis. Er stirbt durch einen von Hektor auf Teukros geschleuderten Speer, der ihn in die Brust trifft.
- Antilochos: Sohn des Nestor. Fällt durch Memnons Hand.
- Antiphos und Pheidippos: Söhne des Thessalos und Enkel des Herakles. Sie führen die Schiffe der Sporaden in den Krieg.
- Automedon: Sohn des Diores aus Skyros und Wagenlenker des Achilleus.
- Arkesilaos und Prothoenor: Die beiden Brüder führen das Kontingent der Boötier an und sterben im Krieg durch die Hand des Hektor, bzw. des Polydamas.
- Askalaphos: Ein Argonaut aus Böotien, der im Krieg von Deiphobos erschlagen wird.
- Balios und Xanthos: Die sprechenden Pferde des Achilleus, die Peleus als Hochzeitsgeschenk von Poseidon erhalten hatte.
- Demophon: König von Athen, Sohn des Theseus und Bruder des Akamas. Bei seiner Heimfahrt aus Troja verlieben er und die thrakische Prinzessin Phyllis ineinander. Dennoch kehrt er später nach Athen zurück, verspricht aber zurückzukommen. Als dies länger nicht passiert, nimmt sich Phyllis das Leben. Demophon spielt auch in der Sage der Herakleiden eine wichtige Rolle.
- Diomedes: Sohn von des Tydeus und König von Argos. Vor dem Trojanischen Krieg beweist sich Diomedes bereits im Zug der Epigonen und auch führt er einen Feldzug gegen Ätolien an. Im Krieg ist neben Achilleus einer der größten Krieger und an nahezu allen Heldentaten, wie dem Raub des Palladiums beteiligt. Nach dem Krieg ist Diomedes auf Grund von Stürmen längere Zeit auf Irrfahrt. Dabei gelangt er auch nach Athen, wo er von Demophon für einen Piraten gehalten und vertrieben wird. Auf diesem Weg gelangt das Palladium nach Athen. Zurück in Argos versucht seine untreue Frau ihn zu vergiften, weshalb er die Heimat verlässt und sich in Apulien ansiedelt, wo er im hohen Alter stirbt.
- Elephenor: Führt einen Stamm aus Euböa in den Krieg. Nach dem Fall Trojas lässt er sich zunächst in Sizilien nieder, wo er von einem Drachen vertrieben wird und so schließlich in Illyrien landet.
- Epeios: Erbauer des trojanischen Pferdes
- Eteoneus: Sohn von Boethoos, dem Diener des Menelaos. Er hilft Odysseus bei seiner Rückfahrt
- Eumelos: König von Pherai in Thessalien, Sohn des Admetos und der Peliastochter Alkestis (siehe Heraklessage). Er ist einer der Krieger, die im Trojanischen Pferd verborgen in die Stadt gelangen.
- Eurybates: Der Herold des Odysseus
- Euryalos: Ein Argonaut und Epigone aus Argos, der einer der Griechen im trojanischen Pferd ist.
- Eurypylos: König von Ormenion, einer der Griechen im trojanischen Pferd
- Ialmenos: Sohn des Ares und ein Argonaut. Er fällt im Kampf gegen Hektor.
- Idomeneus: König von Kreta und Enkel des Minos. Bei der Rückfahrt von Troja gerät er in einen Sturm, in dem er einen Großteil seiner Schiffe verliert. Daraufhin schwört er, die erste Person, die er in der Heimat sehen würde, dem Poseidon zu opfern. Dies ist jedoch sein Sohn, und um ihn zu retten, bieten sich auch alle anderen Familienmitglieder als Opfer dar, woraufhin Poseidon besänftigt wird und alle am Leben bleiben können.
- Kalchas: Kalchas ist der Seher der Griechen. Seine Aussagen betreffen die Dauer des Trojanischen Kriegs, die Notwendigkeit der Anwesenheit von Achilleus und des Bogens des Philoktet zur Eroberung Trojas, den Grund für den Zorn der Artemis in Aulis auf Agamemnon, die Opferung Iphigenies, das Unrecht, das an Chryseis verübt wird als Grund für Apolls Zorn und der Pest im griechischen Heer, den Tod des großen Aias und den Bau eines hölzernen Pferdes zur Überlistung der Trojaner. Nach dem Krieg stirbt er bei einem Wettkampf mit dem Seher Mopsos.
- Klonios: Böotischer Fürst, der von Hektor getötet wird.
- Machaon und Podaleirios: Sie sind die wichtigsten Ärzte der Griechen und Söhne des Asklepios. Machaon fällt durch die Hand Penthesileas oder Eurypylos während sein Bruder den Krieg überlebt und Kalchas bis zu seinem Tod begleitet.
- Meges: Kommandant des Kontingents aus Dulchion. Er ist einer der Griechen im Trojanischen Pferd und stirbt auf der Heimfahrt
- Menelaos: König von Sparte und Bruder Agamemnons. Er kehrt mit Helena unversehrt zurück und regiert Sparta noch lange (siehe Tantalidensage).
- Menestheus: Ein Nachkomme des Erechtheus und vor Demophon König von Attika.
- Neoptolemos: Sohn des Achilleus und der Deidameia, wegen seiner roten Haare auch Pyrrhos genannt. Sein weiteres Schicksal wird in der Orestie beleuchtet.
- Nestor: König von Pylos, Argonaut und Teilnehmer an der Jagd auf den Kalydonischen Eber. Er ist zur Zeit des Krieges bereits ein Greis, ist aber von den Göttern mit einem sehr langen Leben gesegnet. Also kehrt er heil nach Pylos zurück und regiert es noch lange.
- Nireus: König von Syme. Er fällt durch Eurypylos (Sohn des Telephos) Hand
- Odysseus: König von Ithaka (siehe Vorgeschichte des Trojanischen Kriegs sowie Odyssee)
- Palamedes: Durch seine List wird Odysseus zur Teilnahme am Krieg gebracht. Dafür wird er aus Rache des Odysseus Opfer eines Justizmordes.
- Patroklos: Freund des Achilleus, fällt durch Euphorbos’ und Hektors Hand
- Peneleos: Nach dem Tod seines Vaters Thersandros wird er König von Theben. Er ist einer der Griechen im trojanischen Pferd.
- Philoktetes: Waffenträger und Freund des Herakles, sowie Erbe dessen Bogens mit den vergifteten Pfeilen.
- Podarkes und Protesilaos: Die beiden Söhne des Iphiklos aus Phylake sterben beide im Krieg. Protesilaos ist der erste Grieche, der in Troja an Land geht, und stirbt dabei durch die Hand Hektors, wodurch ein Orakel, das dem ersten Griechen auf trojanischem Boden den Tod vorhersagt, erfüllt wird. Sein Bruder folgt ihm als Heerführer nach und stirbt später durch die Hand Penthesileas.
- Polypoites: Sohn des Lapithenkönig Peirithoos. Er überlebt den Krieg und kehrt in die Heimat zurück.
- Sinon: Enkel des Autolykos und damit ein Cousin des Odysseus. Er tischt den Troern Lügengeschichten über das Trojanische Pferd auf und sorgt so dafür, dass es in die Stadt gebracht wird.
- Stentor: Durch ihn spricht Hera während einer Schlacht zu den Griechen
- Sthenelos: Sohn des Kapaneus aus Argos, einer der Epigonen.
- Teukros: Halbbruder von Ajax dem Großen und Sohn des Telamon und der Hesione. Nach dem Tod des Ajax nimmt Teukros Eurysakes, den Sohn des Ajax, auf und kehrt nach Ende des Kriegs nach Salamis im Saronischen Golf zurück. Telamon nimmt ihn jedoch nicht auf, da Teukros den Tod seines Bruders nicht gerächt hatte. Auf Rat des Orakels von Delphi segelt Teukros nach Zypern, wo er das kyprische Salamis gründet. Eurysakes hingegen wird von Telamon aufgenommen und folgt ihm als König nach.
- Thalpios: Feldherr aus Elis und einer der Griechen im Trojanischen Pferd
- Thersandros: König von Theben und einer der Epigonen. Er fällt durch Telephos’ Hand auf dem Weg nach Troja.
- Thersites: Der hässlichste der Griechen, der wegen seiner Lästereien von allen anderen Griechen verachtet wird. Er wird auf Grund einer Anmaßung von Achilleus erschlagen.
- Thoas: König der Ätolier. Einer der Griechen im Trojanischen Pferd.
- Tlepolemos: Sohn des Herakles. Stirbt durch die Lanze des Sapedon.

#### Die beteiligten Trojaner
- Aeneas: Sohn des Anchises und der Göttin Aphrodite sowie Vetter des Priamos. Er wird im Krieg schwer verwundet, überlebt aber und entkommt aus dem brennenden Troja (siehe Aeneis).
- Agenor: Sohn des Antenor. Er kämpft heldenhaft im Krieg und fällt aber letzten Endes durch Neoptolemos’ Hand.
- Amphios und Adrastos: Söhne des Königs von Rhyndakos, Merops Perkosios. Beide fallen durch Diomedes’ Hand.
- Anchises: König der Stadt Dardanos. Aphrodite verliebt sich einst in ihn und erscheint ihm als einfache Hirtin. Sie vereinigen sich und ihr gemeinsamer Sohn Aeneas kommt auf die Welt. Da Aphrodite ihre Liebe zu einem Sterblichen peinlich ist, weshalb sie Anchises verbietet, anderen davon zu berichten. Im Weinrausch verrät Anchises das Geheimnis und wird dafür mit einem Blitz des Zeus gestraft und ist seitdem gelähmt und blind. Auf den Schultern des Aeneas entkommt er aus Troja und stirbt später auf Sizilien (siehe Aeneis).
- Andromache ♀: Frau des Hektor. Nach dem Fall Trojas die Sklavin des Neoptolemos.
- Antenor: Weiser Fürst und Ratgeber des Priamos. Für die Aufnahme der Gesandtschaft der Griechen bei den Verhandlungen zu Beginn des Kriegs, wird er und sein Haus als einziger in ganz Troja bei der Plünderung geschont.
- Antiphos: Sohn des Priamos. Er fällt durch Agamemnons Hand.
- Aretos: Sohn des Priamos. Wird von Automedon tödlich verwundet.
- Asios: König der Stadt Arisbe. Er fällt durch Idomeneus’ Hand.
- Askanios oder Iulus: Sohn des Aeneas, mythischer Stammvater der Julier und Vorfahre von Romulus und Remus. Er entkommt gemeinsam mit Aeneas aus Troja.
- Astyanax: Der Sohn des Hektor und der Andromache. Er wird als kleines Kind von Neoptolemos ermordet.
- Chromios und Echemon: Söhne des Priamos. Werden beide von Diomedes getötet.
- Deiphobos: Sohn des Priamos. Nach dem Tod des Paris wird er Helenas Mann und stirbt bei der Plünderung Trojas.
- Dolon: Herold der Trojaner. Beim Spionieren im griechischen Lager wird er von Odysseus und Diomedes gefangen, verhört und getötet.
- Euphorbos: Sohn des Panthoos und Bruder des Polydamas. Er verwundet den Patroklo und fällt kurz darauf beim Getümmel um Patroklos’ Leichnam durch Menelaos’ Hand
- Eurypylos: Sohn des Herakleiden Telephos. Kurz vor Ende des Kriegs überzeugt Priamos die Mutter des Eurypylos, entgegen dem Versprechen des Telephos, er und seine Söhne würden nicht gegen die Griechen in den Krieg ziehen, mit einem goldenen Weinstock als Geschenk, Euryoylos dem Priamos zur Hilfe eilen zu lassen. Er fällt durch Neoptolemos’ Hand.
- Eurytion: Meisterbogenschütze der Trojaner. Er flüchtet gemeinsam mit Aeneas.
- Glaukos: König der Lykier und Enkel des Bellerophon. Da sein Großvater mit jenem von Diomedes, Oineus, befreundet war, tauscht er mit ihm die Rüstung. Er wird von Ajax dem Telamonier erschlagen.
- Gorgythion: Sohn des Priamos. Stirbt durch einen für Hektor bestimmten Pfeil des Teukros.
- Hektor: Sohn von Priamos und Hekabe. Er ist der größte Krieger der Trojaner, tötet zahlreiche Griechen und fällt aber schließlich durch Achilleus’ Hand.
- Hekabe ♀: Frau des Priamos, Mutter von Hektor, Paris, Deiphobos, Helenos, Troilos, Kassandra, Polydoros. Nach Kriegsende wird sie die Sklavin des Odysseus, kann aber, in eine Hündin verwandelt, fliehen.
- Helenos: Sohn des Priamos und Zwillingsbruder von Kassandra. Als mächtiger Seher wird Helenos von Odysseus gefangen genommen und gefoltert und verrät so wichtige Informationen, wie die Griechen siegen könnten. Nach dem Krieg wandert er mit Neoptolemos zu den Molossern in Epirus aus. Neoptolemos wird ihr König und zeugt mit Andromache, der gefangenen Witwe von Hektor, den Molossos. Helenos gründet eine Stadt und erhält Neoptolemos' Mutter Deidameia zur Frau. Später heiratet Helenos Andromache und bekommt von ihr einen Sohn Kestrinos. Nach dem Tod von Neoptolemos überlässt er die Herrschaft dem Molossos und begnügt sich mit einem Teil des Reiches, den er Chaonia nannte. Dort wird er von Aeneas besucht, dem er die Zukunft prophezeit und ihn reich beschenkt.
- Hippodamas und Hippothoos: Söhne des Priamos, die beide von Aias dem Telamonier getötet werden.
- Hippothoos
- Kassandra ♀: Tochter des Priamos, die mit seherischen Fähigkeiten ausgestattet ist (siehe Vorgeschichte des Trojanischen Kriegs). Sie wird von Agamemnon als Sklavin mit nach Mykene genommen, wo sie von Agamemnons Frau Klytaimnestra mit ihm gemeinsam ermordet wird.
- Kebriones: Sohn des Priamos Wagenlenker Hektors. Er fällt durch Patroklos’ Hand.
- Koroibos: Phyrigischer Prinz und ein Bewerber um die Hand Kassandras. Beim Versuch sie vor einer Vergewaltigung zu bewahren, wird er von Diomedes getötet.
- Krëusa ♀: Tochter des Priamos, Frau de sAeneas und Mutter des Askanios.
- Kyknos: Sohn des Poseidon (nicht zu verwechseln mit Kyknos, Sohn des Sthenelos) der von einem Schwan aufgezogen wird und König von Kolonai in der Troas. Er wird von Achilleus getötet.
- Laokoon: Trojanischer Priester des Apollon und der Seher. Er erkennt als einziger die List mit dem trojanischen Pferd und wird deshalb von zwei von Athene geschickten Schlangen gemeinsam mit seinen Söhnen getötet.
- Laodike ♀: Tochter des Priamos. je nach Quelle überlebt sie den Trojanischen Krieg oder wird beim Fall der Stadt vom Erdboden verschlungen.
- Lykaon: Sohn des Priamos. Er wird von Achilleus noch vor dem Trojanischen Krieg im Kampf besiegt und versklavt. Nachdem er freigekauft wird, steht er Achilleus erneut im Kampf gegenüber und wird dieses Mal von ihm getötet.
- Memnon: König der Äthiopier. Er fällt durch Achilleus’ Hand.
- Pandaros: Sohn des Lykaon. Er schießt nach dem Zweikampf des Menelaos und des Paris einen Pfeil auf Ersteren und fällt später durch Diomedes’ Hand.
- Paris (= Alexandros): Sohn des Priamos (siehe Vorgeschichte des Trojanischen Krieges). Er fällt durch Philoktetes’ Pfeil.
- Penthesilea ♀: Die Königin der Amazonen. Sie wird von Achilleus getötet.
- Phorkys: Sohn des Phainops und Anführer der Phryger. Er fällt durch die Hand Ajax des Großen.
- Poltes: Sohn des Priamos. Er fällt durch Neoptolemos’ Hand.
- Polydamas: Er wird als Sohn des Panthoos in derselben Nacht wie Hektor geboren und ist ein weiser Ratgeber der Trojaner. Er wird von Ajax dem Großen getötet.
- Polydoros: Der jüngste Sohn des Priamos. Zu seinem Ende gibt es mehrere Versionen (siehe oben).
- Polyxena ♀: Tochter des Priamos und Geliebte des Achilleus. Sie wird von den Griechen den Göttern geopfert.
- Priamos: König von Troja, Vater von u. a. Hektor und Paris. Er wird von Neoptolemos erschlagen.
- Rhesos: König der Thraker. Er fällt durch Diomedes’ Hand.
- Sarpedon: Je nach Version der Sohn des Zeus und der Europa bzw. dessen gleichnamiger Enkel. Er fällt durch Patroklos’ Hand.
- Telestas: Sohn des Priamos. Er wird von Diomedes getötet.
- Troilos: Sohn des Priamos. Er fällt durch Achilleus’ Hand.

### Odyssee
Die Abenteuer des Odysseus auf seiner zehnjährigen Heimfahrt von Troja und zurück in Ithaka.

#### Die Telemachie (1. bis 4. Gesang)
Der Rat der Götter beschließt, Odysseus die Heimkehr zu ermöglichen. Dafür wird der Götterbote Hermes zur Nymphe Kalypso gesandt, die Odysseus sieben Jahre lang auf ihrer Insel zurückgehalten hat. Unterdessen begibt sich die Göttin Athene in Odysseus’ Heimat Ithaka, wo seine Frau Penelope von zahlreichen Freiern bedrängt wird, einen von ihnen zu heiraten. Sie bleibt ihrem Mann jedoch treu, indem sie vorgibt, sie müsse erst ein Totentuch für ihren Gemahl fertig weben. Während sie unter Tags webt, trennt sie die Arbeit des Tages in der Nacht wieder heimlich auf. In Gestalt des väterlichen Freundes Mentes überredet Athene Odysseus’ Sohn Telemachos, sich auf die Suche nach dem vermissten Vater zu machen. Dieser segelt daraufhin nach Pylos zu Nestor und begibt sich anschließend zu Menelaos nach Lakonien, um Informationen über seinen verschollenen Vater zu bekommen. Die Freier planen in der Zwischenzeit einen Mordanschlag auf Telemachos und bereiten einen Hinterhalt an der zwischen Ithaka und Samos gelegenen Insel Asteria vor.

#### Odysseus auf dem Heimweg (5. bis 8. Gesang)
Hermes gelingt es, Kalypso zu überreden, Odysseus ziehen zu lassen. Auf einem selbstgebauten Floß verlässt Odysseus Kalypsos Insel Ogygia. Nach 17-tägiger Seereise sieht Odysseus Küste des Phaiaken-Landes Scheria. Da bemerkt ihn der immer noch zürnende Poseidon und lässt ihn durch einen Sturm aus seinem Floß kentern. In höchster Not erscheint ihm die Meeresgöttin Leukothea und rät ihm, unter Verzicht auf sein zerstörtes Boot aus eigener Kraft schwimmend die Küste der Phaiaken anzusteuern. Damit er dabei nicht ertrinkt, gibt sie ihm ihren Schleier, den er sich umbinden solle. Nach anfänglichem Misstrauen folgt er dem Rat und mit Unterstützung Athenes, die ihm den Weg durch die Wellen bahnt, erreichte er nach zwei Tagen schwimmend das Ufer von Scheria. Fast wird er dabei an den Felsen zerschmettert, findet dann aber an einer Flussmündung eine bessere Landungsmöglichkeit. Er errichtet unter zwei Büschen ein Blätterlager und schläft darauf erschöpft ein.
Athene bewirkt, dass Nausikaa, die Tochter des Phaiaken-Königs Alkinoos, mit ihren Dienerinnen zum Wäschewaschen zur Flussmündung geht. Ihre Stimmen wecken Odysseus, der als mit Meeresschlamm bedeckter Nackter, nur seine Blöße mit einem Zweig bedeckend, die Königstochter demütig um Hilfe bittet und schmeichelnd ihre Schönheit preist. Er kann Nausikaa rasch für sich einnehmen; sie kleidete ihn prächtig, gibt ihm zu essen und geleitet ihn bis vor die Stadt. Dann begibt er sich zum Königspalast und bittet nach Nausikaas Rat zuerst deren Mutter Arete um Unterstützung. Dies fruchtete; und Odysseus weiß sich durch sein Auftreten so zu empfehlen, dass Alkinoos ihn gern als Schwiegersohn sehen würde. Doch zeigt sich der Herrscher auch bereit, dem Fremden zur raschen Heimkehr zu verhelfen. Am nächsten Tag verrät Odysseus schließlich seine wahre Identität und erzählt den Phaiaken von seinen Erlebnissen.

#### Die Irrfahrten des Odysseus (9. bis 12. Gesang)
Im Palast des Phaiakenkönigs Alkinoos erzählt Odysseus seinen Gastgebern die Geschichte seiner Irrfahrten.
- Kampf gegen die Kikonen: Nachdem sie Troja auf zwölf Schiffen verlassen haben, überfallen Odysseus und seine Gefährten zunächst die mit den Trojanern verbündeten thrakischen Kikonen, werden von diesen aber vertrieben.
- Bei den Lotophagen: Während die Schiffe auf der Fahrt nach Ithaka Kap Malea, die Südspitze der Peloponnes, umfahren, kommt ein starker Nordwind auf und treibt sie, an der Insel Kythera vorbei, auf das offene Meer. Schließlich gelangen sie ins Land der Lotophagen, der Lotosesser. Drei Gefährten, die Odysseus als Kundschafter zu den Lotophagen schickt, kosten von der Frucht, die sie ihre Heimat vergessen und das Verlangen aufkommen lässt, für immer im Land der Lotophagen zu bleiben. Sie müssen daraufhin mit Gewalt zurück auf die Schiffe gebracht werden.
- Bei den Kyklopen: Anschließend landen Odysseus und seine Gefährten auf einer Insel, auf der viele wilde Ziegen leben. Am folgenden Tag setzen sie zur nahen gegenüberliegenden Küste über, die von Riesen, den Kyklopen, bevölkert ist. Einer von ihnen, der einäugige Polyphem, nimmt Odysseus und zwölf seiner Gefährten gefangen, die in seine Höhle eingedrungen sind. Er tötet und frisst insgesamt sechs von ihnen und droht, auch die übrigen sowie Odysseus nacheinander zu verspeisen. Da die Griechen nicht genug Kraft haben, den Felsen zu bewegen, mit dem Polyphem den Höhleneingang versperrt hat, können sie den Kyklopen nicht töten, sondern müssen ihn überlisten. So stellt sich Odysseus, von Polyphem nach seinem Namen gefragt, in einem Wortspiel als Oudeís vor. Das griechische Οὐδείς (oder Οὖτις/Oútis) ist zum einen ein Kosename für Odysseus und bedeutet zum anderen Niemand. Es gelingt ihm, Polyphem betrunken zu machen und ihn dann mit einem glühenden Pfahl zu blenden. Als andere Kyklopen auf Polyphems Schmerzensschreie hin herbeieilen, ruft dieser ihnen zu, „Niemand“ habe ihm etwas angetan, so dass sie wieder umkehren. Um seine Schafe auf die Weide zu lassen, wälzt Polyphem am Morgen den Stein vor seiner Höhle weg, betastet aber die Rücken der Tiere, um zu verhindern, dass die Griechen sich unter die Herde mischen. Indem sie immer drei Schafe zusammenbinden, an deren Bauchfell sich jeweils ein Mann festklammert, können Odysseus und seine Gefährten aber dennoch entkommen. Als Polyphem ihre Flucht bemerkt, schleudert er Felsen in die Richtung, in der er die Schiffe vermutet, verfehlt sie aber. Hochmütig enthüllt Odysseus Polyphem seinen wahren Namen. In seinem Zorn bittet dieser seinen Vater Poseidon, Odysseus auf dem Meer umkommen zu lassen oder zumindest seine Heimkehr lange zu verzögern.
- Der Schlauch des Aiolos: Der Windgott Aiolos, dessen Insel er als nächste anläuft, schenkt Odysseus einen Lederschlauch, in dem alle Winde eingesperrt sind, bis auf den Westwind, der seine Schiffe sicher nach Ithaka treiben soll. Doch als Odysseus’ ahnungslose Gefährten kurz vor dem Ziel den Schlauch aus Neugier öffnen, entweichen alle Winde und ihre Schiffe werden zur Insel des Aiolos zurückgetrieben. Dieser verweigert daraufhin jede weitere Hilfe.
- Die Laistrygonen: Als nächstes gelangen Odysseus und seine Leute nach Telepylos zu den Laistrygonen, einem menschenfressenden Riesenvolk. Als deren König einen von zwei Kundschaftern aufspießt, versuchen die Griechen zu fliehen, doch ihre Schiffe werden in dem Hafen, der weit in das Land hineinreicht, von den von allen Seiten herbeieilenden Laistrygonen durch Felsbrocken zerschmettert. Nur Odysseus gelingt mit seinem Schiff und dessen Besatzung die Flucht, da er es vorsichtshalber nicht in den Hafen hineinfahren ließ. Alle übrigen Schiffe gehen verloren.
- Kirke: Mit seinem letzten Schiff erreicht Odysseus die Insel Aiaia, wo die Göttin und Zauberin Kirke mit einigen Dienerinnen lebt. Bei ihrem Anwesen befinden sich Gehege mit zahmen Löwen und Wölfen, in Wahrheit Menschen, die von Kirke verzaubert wurden. Auch die Hälfte von Odysseus’ Männern, die dieser zur Erkundung der Insel ausgesandt hat, verwandelt Kirke mit einem Zaubertrank in Schweine. Nur Eurylochos, der Kirkes Haus aus Vorsicht nicht betreten hat, entkommt zum Schiff. Als Odysseus sich daraufhin alleine zu Kirke begibt, begegnet er dem Götterboten Hermes, der ihm das Kraut Moly gibt. Mit dessen Hilfe gelingt es ihm, dem Zauber zu widerstehen. Zudem zwingt Odysseus Kirke zu dem Eid, ihm und seinen Gefährten nichts Übles mehr anzutun. Sie verwandelt die Gefährten wieder in Menschen und teilt mit Odysseus ihr Lager. Nach einem Jahr beschließt Odysseus auf Drängen seiner Gefährten, trotz Kirkes Liebeswerben, die Heimreise fortzusetzen.
- Odysseus bei Teiresias im Hades: Kirke rät Odysseus, vor der Heimkehr die Seele des Sehers Teiresias im Haus des Hades, Homers Bezeichnung der Unterwelt, nach seinem weiteren Schicksal zu befragen. Nach eintägiger Seereise erreicht Odysseus die Ufer des Okeanos. Dort liegt das Land der Kimmerer, wo die Sonne nie schien. Nach Darbringung eines Trank- und Tieropfers an den Pforten des Hades erscheinen die Schatten der Toten. Der Geist des Teiresias prophezeit Odysseus seine weiteren Schicksale. Er könne mit seinen Gefährten, wenn auch nicht einfach, in seine Heimat zurückgelangen, müsse sich aber davor hüten, die auf der Insel Thrinakia weidenden Rinder des Helios zu verletzen; ansonsten würde er Ithaka nur spät, allein und auf einem fremden Schiff erreichen. Dort werde er viele Freier Penelopes antreffen und sie töten; danach müsse er zur Entsühnung dem Meeresgott Poseidon dort einen Altar errichten und opfern, wo man das Meer gar nicht kenne, daher das Essen nicht salze und Odysseus’ mitgebrachtes Ruder für eine Schaufel halte. Erst danach sei ihm schließlich in seiner Heimat im hohen Alter ein sanfter Tod aus dem Meer bestimmt. Daraufhin spricht Odysseus mit dem Schatten seiner mittlerweile aus Kummer um ihn verstorbenen Mutter Antikleia und trifft auch Geister von griechischen Helden und deren Gattinnen, darunter Achilleus und Agamemnon, der nach seiner Heimkehr auf Betreiben seiner Gemahlin Klytaimnestra ermordet worden war. Abschließend sieht Odysseus noch die Qualen des Sisyphos und Tantalos und unterhält sich mit Herakles, ehe er sich eilig davonmacht. Danach kehrt er mit seinen Männern zu Kirke zurück und begräbt seinen Gefährten Elpenor, der vor Odysseus’ erster Abreise aus Aiaia durch einen Unfall ums Leben gekommen, dort unbestattet geblieben war und beim Gespräch mit Odysseus bei dessen Hadesfahrt um eine würdige Beisetzung gebeten hatte. Von Kirke wird Odysseus über die ihm bevorstehenden Abenteuer auf der Weiterfahrt und die dabei nötigen Verhaltensmaßregeln informiert. Am folgenden Tag verlässt er sie erneut.
- Die Sirenen: Nach Kirkes Rat verstopft Odysseus seinen Männern vor der Vorbeifahrt an der (von antiken Autoren u. a. mit Samos gleichgesetzten oder nahe Sorrent lokalisierten) Insel der Sirenen die Ohren mit Wachs, seine eigenen aber nicht, um deren betörenden Gesang vernehmen zu können, der viele Seefahrer angelockt und ins Verderben gestürzt hatte. Um diesem Schicksal zu entgehen, lässt Odysseus sich am Mast festbinden und kann daher beim Passieren der Insel der Sirenen deren Lockungen, obwohl er will, nicht folgen. Außerhalb ihrer Hörweite ist die Gefahr überstanden.
- Skylla und Charybdis: Auf der weiteren Seeroute umgeht Odysseus die gefährliche Passage der Plankten, zweier stark umbrandeter, in Flammen gehüllter Felsen, und wählt stattdessen die Fahrt durch jene (meist mit der Straße von Messina identifizierte) Meerenge, an deren beiden Seiten Charybdis und Skylla hausen. Charybdis ist ein gefährlicher Wasserstrudel, der dreimal am Tag das Meerwasser einsaugt und später wieder ausspeit. Odysseus hält sein Schiff gemäß Kirkes Rat näher beim Felsen der Skylla, einem sechsköpfigen Ungeheuer. Er greift zu den Waffen und versuche seine Männer vor Skylla zu schützen, kann aber nicht verhindern, dass sie sechs von ihnen frisst.
- Thrinakia und die Rinder des Helios: Der Kurs führt nun zur Insel Thrinakia. Aufgrund der Warnungen von Teiresias und Kirke, die dort weidenden Rinder und Schafe des Sonnengottes Helios ja nicht anzurühren, will Odysseus vorbeirudern, doch musste er dem Druck seiner erschöpften, fast meuternden Männer nachgeben und an Land dieser Insel Halt machen. Einen Monat lang reichen Kirkes Vorräte, in welchem Zeitraum sich die Gefährten an ihren Schwur halten, Helios’ Tiere zu verschonen. Wegen ungünstiger Winde müssen sie aber noch länger auf Thrinakia verharren und schlachten auf Eurylochos’ Anstiften gegen die ausdrückliche Weisung von Odysseus, während dieser schläft, einige Rinder des Sonnengottes. Dieser verlange von den anderen Göttern die Bestrafung der Schuldigen und so sendet Zeus, als Odysseus und seine Männer wieder ins Meer gestochen waren, einen Orkan, der ihr Schiff zerstört. Alle an Bord befindlichen ertrinken, nur Odysseus kann sich aus den Trümmern ein Floß basteln und so überleben. Als er wieder an Charybdis vorbeigetrieben wird, saugt sie sein Floß ein, doch es gelingt ihm, sich an einen überhängenden Feigenbaum ihres Felsen zu klammern. Als sein Fahrzeug unter ihm wieder zum Vorschein kommt, lässt er sich fallen und rudert rasch aus der Gefahrenzone. Nach zehn Tagen wird er zur Insel Ogygia der Nymphe Kalypso getrieben.
- Odysseus sieben Jahre bei Kalypso: Kalypso empfängt Odysseus freundlich und macht ihn zu ihrem Geliebten. Sie verspricht ihm Unsterblichkeit, wenn er für immer bei ihr bliebe. Odysseus weilt nun sieben Jahre bei ihr und teilt mit ihr das Bett, sehnt sich aber mit der Zeit trotz aller Verlockungen nach Ithaka zu seiner Gattin Penelope zurück. Er hätte seine Heimat nie erreicht, wenn sich nicht Athene für ihn am Olymp eingesetzt hätte. Als sich sein erbitterter Gegner Poseidon im fernen Äthiopien befindet, überredete die Göttin Zeus, ihrem Günstling endlich die Heimkehr zu ermöglichen. Auf Geheiß des obersten Gottes gebot Hermes Kalypso, Odysseus freizugeben. Widerwillig folgt sie und stattete Odysseus mit Werkzeug zum Schiffsbau aus, so dass er sich schließlich wieder auf den Weg machen kann.

#### Die Rückkehr nach Ithaka (13. bis 16. Gesang)
Nachdem Odysseus den Phaiaken seine Geschichte erzählt hat, wird Odysseus, mit weiteren kostbaren Geschenken bedacht, zum Schiff geleitet, das ihn nach Ithaka bringt. Nun werden die beiden Handlungsstränge, die Telemachie und die eigentliche Odyssee, zusammengeführt. Als Odysseus erwacht, erkennt er seine Heimat anfangs nicht wieder und wähnt sich von den Phaiaken in einem fremden Land ausgesetzt. Da erscheint Athene und klärt ihn auf, dass er tatsächlich in Ithaka sei. In seinem Palast belagern zahlreiche Freier, die ihn aufgrund seiner langen Abwesenheit für tot halten, seine treue Gattin und verprassen sein Gut. Da es deswegen zu gefährlich ist, allein in sein Haus zurückzukehren, verwandelt die Göttin ihn in einen unansehnlichen alten Bettler. So kann er unerkannt die nächsten Schritte planen, wozu auch gehört, dass er verschiedene Leute einschließlich Verwandter und Bediensteter mit diversen Lügenerzählungen prüft. Zunächst begibt er sich zur Hütte des ihm loyal gebliebenen Schweinehirten Eumaios und wird von diesem freundlich empfangen, gibt sich ihm aber dennoch nicht zu erkennen. Inzwischen bricht Telemachos aus Sparta auf. Ohne bei Nestor zu übernachten, begibt er sich, nachdem er abends Pylos erreicht, direkt auf sein Schiff und kehrt nach Ithaka zurück. Dem Anschlag der Freier, vor denen ihn Athene gewarnt hat, kann er entgehen. Bei Eumaios treffen Vater & Sohn schließlich aufeinander. Als Eumaios fortgeht, um Penelope die Rückkehr ihres Sohnes zu melden, enthüllt Odysseus Telemachos seine Identität und sie bereiten einen Plan zur Tötung der Freier vor.

#### Vorgänge in der Stadt und im Palast (17. bis 20. Gesang)
Telemachos geht zuerst in den Palast zurück, wohin Eumaios und Odysseus in seiner Bettlerverkleidung kurz danach ebenfalls aufbrechen. Unterwegs werden sie vom Ziegenhirten Melanthios, der die Seiten gewechselt hatte, beschimpft, doch ist es für Odysseus zur Verwirklichung seines Plans nötig, mit seiner Rache noch zuzuwarten. Am Ziel angekommen erkennt ihn nur sein alter, gleich darauf versterbender Hund Argos wieder. Im Palast beginnt er mit der Prüfung der Einstellung der dort Anwesenden ihm gegenüber. So bittet er die Freier um Essen. Die meisten von ihnen geben ihm etwas, Antinoos jedoch schmeißt ihm einen Sessel an die Schulter. Einen anderen Bettler, Iros, der ihn verhöhnt, kann er mit Leichtigkeit niederstrecken.
Dann erscheint Penelope. Sie hatte ihre zahlreichen Freier während der Irrfahrt ihres Gatten zu vertrösten, indem sie vorgab, sie müsse erst ein Totentuch für ihren Schwiegervater Laërtes weben. Doch in der Nacht trennte sie immer wieder auf, was sie am Tag gewebt hatte. Das ging über Jahre gut, bis die treulose Dienerin Melantho sie schließlich verrät und die Freier sie bei ihrem nächtlichen Treiben überraschen. So entscheidet sie sich, den Freiern eine unmögliche Aufgabe zu stellen: Sie sollten mit Odysseus’ Bogen zwölf Axtringe durchschießen. Derjenige, der dies vollbringen könne, solle ihr neuer Gatte werden.
Später wird eine untreue Magd, Melantho, die Schwester des Melanthios, gegen Odysseus ausfallend. Auch ihr Geliebter, ein Freier Penelopes namens Eurymachos, schmähte Odysseus. Ein heftiges Wortgefecht folgt, aber Amphinomos entschärfte die Situation.
Nach dem Weggang der Freier entfernen Odysseus und sein Sohn die Waffen aus der Festhalle und sperren sie in der Vorratskammer ein. Danach hat Odysseus allein eine Zusammenkunft mit Penelope, gibt sich ihr gegenüber als adliger Kreter Aithon aus und erwirbt ihr Vertrauen. Er behauptet, ihren so lange abwesenden Gatten von früher her zu kennen; dieser werde bald heimkehren. Als daraufhin Odysseus’ alte Amme Eurykleia ihm die Füße wäscht, erkennt sie ihren Herrn an jener Narbe wieder, die von der einstigen Eberattacke herrührte, doch darf sie dies niemandem verraten.

#### Der Wettkampf mit dem Bogen & die Rache des Odysseus (21. bis 22. Gesang)
Im Anschluss an das Festmahl des nächsten Tages forderte Penelope die Freier nun zu dem Wettkampf auf. Wer von ihnen mit dem Bogen des Eurytos, den Odysseus einst von Iphitos bekommen hatte, einen Pfeil durch die Schaftlöcher von zwölf in einer Reihe stehenden Äxten zu schießen vermöge, werde ihre Hand erhalten. Der ebenfalls anwesende Odysseus verlässt inzwischen den Saal, gibt sich seinen treuen Dienern Eumaios und Philoitios zu erkennen und instruierte sie. Dann begibt er sich wieder in die Halle und bemerkt, dass keiner der Freier zum Spannen des Bogens in der Lage gewesen war. Trotz deren Protesten bleibt die sich danach zurückziehende Penelope dabei, auch dem „Bettler“ einen Versuch zu gestatten, was Telemachos endlich durchsetzt. Nun gelingt Odysseus mühelos der erforderliche Meisterschuss, woraufhin er zuerst Antinoos und Eurymachos mit Pfeilen durchbohrt. In der Folge kämpft er, von seinem Sohn und seinen beiden treuen Knechten unterstützt, gegen die Übermacht der übrigen Freier. Melanthios lieferte den Freiern Waffen aus, wird dann aber von Eumaios und Philoitios festgebunden. Letztlich gelingt es Odysseus und seinen wenigen Gefährten, mit dem Beistand Athenes alle Freier zu töten. Zwölf illoyale Dienerinnen müssen die blutüberströmte Halle reinigen und werden daraufhin von Telemachos aufgehängt. Auch Melanthios entgeht seiner Strafe nicht.

#### Wiedersehen mit Penelope & Laertes
Eurykleia weckt die fest schlafende Penelope, die aber erst dann glaubt, dass ihr Gemahl tatsächlich heimgekehrt war, als Odysseus ihr ein Geheimnis nennt. Sie fordert eine Dienerin auf, ins Schlafgemach zu gehen und das Ehebett zu verrücken. Odysseus entgegnet, dass dies nicht möglich sei, da der Palast um einen Ölbaum herumgebaut sei. Dieser Ölbaum bilde das Zentrum des Schlafgemachs und in ihn direkt sei das Bett eingearbeitet, weshalb es nicht zu verrücken sei. Durch diese List erkennt Odysseus einerseits, dass seine Frau ihm immer treu gewesen war, da anderenfalls das Geheimnis um ihr Bett keines mehr gewesen wäre und sie diese List nicht hätte ersinnen können. Penelope, andererseits, erkennt durch seine Aussage, dass es sich tatsächlich um Odysseus handelt und so können die beiden endlich ihr Wiedersehen feiern.
Später sucht Odysseus seinen alten Vater Laertes auf, der aus Ekel vor den Freiern und Kummer um seinen Sohn ärmlich in einer abgelegenen Hütte haust, prüft auch ihn und gibt sich dann dem nun glückseligen Greis zu erkennen. Der Freiermord führt Odysseus, seine Familie und seine anhänglichen Diener zu einem letzten Kampf gegen die mächtigen Familien der getöteten Männer. Athene trennt jedoch die Streitparteien und stellt den Frieden zwischen Odysseus und seinen Untertanen wieder her.

#### Der Tod des Odysseus - Telegonie
Über das Ende des Odysseus gibt es verschiedenste Versionen, die erzählt werden. Eine der Bekanntesten ist die zum epischen Zyklus gehörende Telegonie (in der die Prophezeiung des Teiresias, Odysseus würde in hohem Alter einen sanften Tod aus dem Meer sterben, jedoch nur teilweise erfüllt wird):
Nach dem Ende der Ereignisse der Odyssee reist Odysseus nach Elis. Dort soll er die Rinderzucht des Augias besichtigen, die Polyxenos, der König von Elis, geerbt hatte. Odysseus genießt die Gastfreundschaft des Polyxenos eine Zeit lang und begibt sich danach wieder nach Ithaka, opfert nach Weisung des Teiresias dem Meeresgott Poseidon und reist nun nach Thesprotien, wo er Gemahl der Königin Kallidike wird. Aus der Verbindung mit ihr geht ein Sohn, Polypoites, hervor. Odysseus unterstützt die Thresproter siegreich im Krieg gegen den thrakischen Stamm der Bryger. Während des Kampfes schreitet der Kriegsgott Ares auf Seite der Bryger ein, während Athene Odysseus zur Hilfe eilt. Schließlich habe trennt Apollon die sich bekämpfenden Götter. Als Kallidike stirbt, übergibt Odysseus die Regierung an Polypoites und reist in seine Heimat zurück.
Nun verschlägt Telegonos, den mittlerweile erwachsenen Sohn des Odysseus und der Kirke, nach Ithaka. Er wurde der von seiner Mutter Kirke auf die Suche nach seinem Vater Odysseus geschickt. Für Telegonos ist Ithaka aber ein fremdes Eiland. Aus Hunger raubt er Rinder und gerät dabei mit seinem ihm unbekannten Vater in Konflikt, der sein Vieh verteidigen will. Beim Kampf tötet Telegonos nichtsahnend seinen Vater mit einem die Spitze einer Lanze bildenden, giftigen Rochenstachel, womit die Prophezeiung des Teiresias bezüglich des „exmaritimen“ Todes des Odysseus (teilweise) erfüllt wird, da der todbringende Rochenstachel aus dem Meer stammt. Allerdings passt dazu nicht, dass Odysseus in derselben Prophezeiung auch ein sanfter, friedlicher Tod vorhergesagt worden war. Nachdem Telegonos der wahre Sachverhalt, wen er umgebracht hatte, bewusst wird, bringt er die sterblichen Überreste seines Vaters sowie Penelope und deren Sohn von Odysseus, Telemachos, zu Kirke auf die Insel Aiaia. Kirke verleiht durch ihre Zauberkraft sowohl Penelope als auch Telemachos Unsterblichkeit. Es findet eine Doppelhochzeit zwischen Telegonos und Penelope einerseits sowie Telemachos und Kirke andererseits statt.

### Orestie
Das Schicksal des Agamemnon nach seiner Rückkehr aus Troja und seines ihn rächenden Sohnes Orest.
- Heimkehr und Tod des Agamemnon: Während Agamemnon 10 Jahre lang im Krieg mit Troja gewesen war, hatte ihm seine Frau Klythaimnestra die Opferung der gemeinsamen Tochter Iphigenie nie verziehen. Diese Gelegenheit nutzt Aigisthos, um die Ermordung seines Vaters Thyestes durch Agamemnon (siehe Tantalidensage) zu rächen. Er kommt in den Palast zu Mykene, wo er Klythaimnestra verführt. Vom Hass auf ihren Mann getrieben, lässt sie die Umwerbung zu und nimmt Aigisthos zum neuen Gemahl. Gemeinsam erdolchen sie Agamemnon im Bad, als dieser gerade aus dem Trojanischen Krieg heimkehrt.
- Agamemnon durch Orest gerächt
- Verfolgung des Orest durch die Eumeniden
- Iphigenie bei den Taurern
- Neoptolemos
- Siehe Tantalidensage

### Aeneas
Die Abenteuer des Aeneas auf seiner Flucht aus Troja und in Italien.
- Landung des Aeneas in Karthago (1. Buch)
- Aeneas erzählt von seiner Flucht aus Troja (2. Buch)
- Aeneas erzählt von seiner Irrfahrt (3. Buch)
- Aufbruch aus Karthago / Tod der Dido (4. Buch)
- Der zweite Aufenthalt in Sizilien (5. Buch)
- Aeneas in der Unterwelt (6. Buch)
- Ankunft in Latium (7. Buch)
- Kämpfe um Latium (8. bis 12. Buch)